# 新東名高速道路
新東名高速道路（しんとうめいこうそくどうろ、英語: SHIN-TOMEI EXPWY）は、神奈川県海老名市から静岡県を経由し愛知県豊田市へ至る高速道路（高速自動車国道）である。略称は新東名高速（しんとうめいこうそく）・新東名（しんとうめい）・第二東名（だいにとうめい）など。国土開発幹線自動車道の路線名は第二東海自動車道、高速自動車国道としての路線名は第二東海自動車道横浜名古屋線。
高速道路ナンバリングによる路線番号は、本線が伊勢湾岸自動車道・新名神高速道路とともに「E1A」、清水連絡路が中部横断自動車道とともに「E52」、引佐連絡路が三遠南信自動車道とともに「E69」と各区間割り振られている。

## 概要

2019年（平成31年）3月現在の路線図。新東名は東名と並行する。国土開発幹線自動車道建設法における路線名は第二東海自動車道である。計画では第二東海自動車道の予定路線全線を新東名（計画時点では第二東名）とした経緯から、第二東海自動車道の起点である東京都から終点の名古屋市（名港中央IC）までの延長約330 kmを新東名高速道路として案内することもある。

東名高速道路は日本経済を担う大動脈として開通したが、モータリゼーションの進展により渋滞や速度低下に見舞われて経済の発展、維持を図ることが困難となってきたことから、東名と同等かそれ以上の高速性と輸送量を持つ道路として、新東名高速道路が計画された。伊勢湾岸自動車道・新名神高速道路と一体的に整備され、東京 - 名古屋 - 神戸間約500 kmの国土軸を形成する幹線高速道路の一部である。道路カラーは   オレンジ。
路線は東名とほぼ並行関係を保ち、途中で数か所の連絡路を介して相互に補完、連携し合う。これによって東名の利用交通量を新東名に分散させ、慢性化していた東名の交通渋滞を解消して高速道路が本来持つ定時性と安定的な輸送体制の確保を目指している。また、新東名は東名より約10 km山側を通過するため、東海地震発生や駿河湾における高潮等の自然災害の影響を受けにくくすることで、災害発生時における東名との同時被災を回避する。特に東名が地震による震度が比較的高い海側を通過するのに対して、山側に位置する新東名は震度が低い地域を通過することから、東海道地域の交通ネットワークに対する東海地震の影響を低減する。このように新東名は、ダブルネットワークの強みを生かして一方が通行止めとなってももう一方が迂回路として機能するという、リダンダンシー（迂回路などの代替手段）の役割を担うものとされる。
道路名「新東名高速道路」は一般公衆に案内されている通称（道路名）で、法令による国土開発幹線自動車道の予定路線名では「第二東海自動車道」、高速自動車国道法に基づく正式な路線名では「第二東海自動車道横浜名古屋線」と称する。予定路線の第二東海自動車道の起点は東京都であるが、新東名高速道路は首都圏中央連絡自動車道と接続する海老名南JCTが起点となり、海老名南JCT以東の具体的な経路や開通時期は未定である。また、第二東海自動車道の終点は名古屋市（名古屋港の金城ふ頭に所在する名港中央IC）であるが、豊田東JCT - 名港中央IC間は、名港中央IC - 四日市JCT間と合わせ伊勢湾岸自動車道として供用中である。
道路構造令による設計速度は全区間で第1種第1級の120 km/hとなっているが、伊勢原市 - 豊田市間では140 km/hを担保する構造となっている。これは諸外国の設計速度やドイツのアウトバーンの走行実態などから判断のうえ、将来における走行性、安全性等の調査、研究の進展によって条件が整えば、乗用車において140 km/h走行の実現の可能性があることを考慮して決定した。また、計画時点（2010年）における新東名、新名神の平均断面交通量を62,000台（日）と推計したことで、車線数は完成6車線で計画された。この道路規格は建設コストの面から批判を浴び、2003年（平成15年）に開催された第1回国土開発幹線自動車道建設会議で暫定4車線に縮小することが議決され、2012年（平成24年）の開通時点では、一部付加車線として往復6車線区間がある他は基本往復4車線で供用している。なお、国土交通省は2018年（平成30年）に静岡県内の区間については車線数の全線6車線化を決定し、2020年（令和2年）12月22日に6車線化が完了した。また、最高速度についても見直すとして、こちらは2017年（平成29年）11月から静岡県内の一部区間で試験的に110 km/hに引き上げ、さらに2019年（平成31年）3月1日から試験的に120 km/hとなり、6車線化事業完了同日に正式に120 km/hに引き上げられた。
2025年（令和7年）2月時点での開通区間は、計画延長の約9割にあたる、海老名南ジャンクション（JCT） - 新秦野インターチェンジ（IC）間、新御殿場IC - 豊田東JCT間となっている。残る新秦野IC - 新御殿場IC間の開通時期は2027年度（令和9年度）の予定である。

### 路線データ
- 起点 : 神奈川県海老名市（海老名南JCT）[33]
- 終点 : 愛知県豊田市（豊田東JCT）[33]
- 路線延長 : 253.2 km[34]
- 道路規格 : 海老名南JCT - 御殿場JCT間 : 第1種第2級（完成時第1種第1級）[35]、御殿場JCT - 浜松いなさJCT間 : 第1種第1級[36]、浜松いなさJCT - 豊田東JCT間 : 第1種第2級（完成時第1種第1級）[37]
- 設計速度 : 120 km/h[38]（完成時）、100 km/h（暫定時）
- 車線数 : 海老名南JCT - 御殿場JCT・浜松いなさJCT - 豊田東JCT : 暫定4車線（完成6車線）[35][37]、御殿場JCT - 浜松いなさJCT : 完成6車線[26]

## インターチェンジなど
- IC番号欄の背景色が     である区間は既開通区間に存在する。
施設欄の背景色が     である区間は未開通区間または未供用施設に該当する。
未開通区間の名称は一部仮称である。
- スマートインターチェンジ（SIC）は背景色     で示す。
- 路線名の特記がないものは市町村道。
- （間）は他の道路を介して接続している間接接続。
- 英略字は以下の項目を示す。
IC：インターチェンジ、SIC：スマートインターチェンジ、JCT：ジャンクション、SA：サービスエリア、PA：パーキングエリア

### 本線 E1A
| IC 番号                          | 施設名           | 接続路線名                                                                          | 起点 から (km) | 備考                                                                   | 所在地   | 所在地          | 所在地          |
| -------------------------------- | ---------------- | ----------------------------------------------------------------------------------- | -------------- | ---------------------------------------------------------------------- | -------- | --------------- | --------------- |
| 第二東海自動車道（基本計画区間） |                  |                                                                                     |                |                                                                        |          |                 |                 |
| 1                                | 海老名南JCT      | C4 首都圏中央連絡自動車道                                                           | 0.0            | キロポストは0.4KPから                                                  | 神奈川県 | 海老名市        | 海老名市        |
| 2                                | 厚木南IC         | 国道129号                                                                           | 1.5            |                                                                        | 神奈川県 | 厚木市          | 厚木市          |
| 5-1                              | 伊勢原JCT        | E1 東名高速道路                                                                     | 5.8            | 海老名南JCT方面⇔東名 東京方面、 新秦野IC方面⇔東名 名古屋方面は通行不可 | 神奈川県 | 伊勢原市        | 伊勢原市        |
| 3                                | 伊勢原大山IC     | 厚木秦野道路（事業中） 県道603号上粕屋厚木線 （都市計画道路西富岡石倉線）（事業中） | 8.2            |                                                                        | 神奈川県 | 伊勢原市        | 伊勢原市        |
| 3-1                              | 秦野丹沢SA/SIC   | （間）県道705号堀山下秦野停車場線                                                   | 17.9           | SAの供用開始時期は未定                                                 | 神奈川県 | 秦野市          | 秦野市          |
| 4                                | 新秦野IC         | 国道246号 厚木秦野道路（計画中）                                                    | 21.0           |                                                                        | 神奈川県 | 秦野市          | 秦野市          |
| -                                | 山北SIC          | （間）県道76号山北藤野線                                                            | 33.6           | 2027年度開通予定                                                       | 神奈川県 | 足柄上郡 山北町 | 足柄上郡 山北町 |
| -                                | 小山PA/SIC       | （間）県道151号須走小山線                                                           | 42.1           | 2027年度開通予定                                                       | 静岡県   | 駿東郡 小山町   | 駿東郡 小山町   |
| 5                                | 新御殿場IC       | 国道138号御殿場バイパス（西区間） 県道406号仁杉柴怒田線                             | 46.2           | 2021年4月現在のキロポストは46.5KPから                                  | 静岡県   | 御殿場市        | 御殿場市        |
| 7-1                              | 御殿場JCT        | E1 東名高速道路                                                                     | 53.3           | 新御殿場IC⇔東名 東京方面、 豊田東JCT方面⇔東名 裾野IC方面は通行不可     | 静岡県   | 御殿場市        | 御殿場市        |
| 6                                | 長泉沼津IC       | E70 伊豆縦貫自動車道 県道87号大岡元長窪線                                           | 66.5           |                                                                        | 静岡県   | 駿東郡 長泉町   | 駿東郡 長泉町   |
| 6-1                              | 駿河湾沼津SA/SIC | （間）県道22号三島富士線 （間）国道1号                                              | 72.0           |                                                                        | 静岡県   | 沼津市          | 沼津市          |
| 7                                | 新富士IC         | 国道139号（西富士道路） 県道88号一色久沢線                                          | 86.8           |                                                                        | 静岡県   | 富士市          | 富士市          |
| 8                                | 新清水IC         | 国道52号                                                                            | 101.2          |                                                                        | 静岡県   | 静岡市          | 清水区          |
| -                                | 清水PA           | -                                                                                   | 103.2          |                                                                        | 静岡県   | 静岡市          | 清水区          |
| 9                                | 新清水JCT        | E52 中部横断自動車道 E52 清水連絡路                                                 | 110.6          |                                                                        | 静岡県   | 静岡市          | 清水区          |
| 10                               | 新静岡IC         | 県道27号井川湖御幸線 県道74号山脇大谷線（静岡南北道路）                             | 119.8          |                                                                        | 静岡県   | 静岡市          | 葵区            |
| 10-1                             | 静岡SA/SIC       | （間）県道209号静岡朝比奈藤枝線                                                     | 131.0          |                                                                        | 静岡県   | 静岡市          | 葵区            |
| 11                               | 藤枝岡部IC       | 県道209号静岡朝比奈藤枝線 国道1号藤枝バイパス 県道81号焼津森線                      | 138.4          |                                                                        | 静岡県   | 藤枝市          | 藤枝市          |
| -                                | 藤枝PA           | -                                                                                   | 141.3          |                                                                        | 静岡県   | 藤枝市          | 藤枝市          |
| 12                               | 島田金谷IC       | 国道473号 国道473号（金谷御前崎連絡道路）（計画中）                                 | 153.4          |                                                                        | 静岡県   | 島田市          | 島田市          |
| -                                | 掛川PA           | -                                                                                   | 161.0          |                                                                        | 静岡県   | 掛川市          | 掛川市          |
| 13                               | 森掛川IC         | 県道40号掛川天竜線                                                                  | 170.3          |                                                                        | 静岡県   | 周智郡 森町     | 周智郡 森町     |
| 13-1                             | 遠州森町PA/SIC   | 中遠広域農道 県道40号掛川天竜線                                                     | 173.7          |                                                                        | 静岡県   | 周智郡 森町     | 周智郡 森町     |
| 13-2                             | 新磐田SIC        | （間）県道40号掛川天竜線                                                            | 178.1          | 下り線の入出路にはラウンドアバウトが設置                               | 静岡県   | 磐田市          | 磐田市          |
| 14                               | 浜松浜北IC       | 国道152号                                                                           | 182.4          |                                                                        | 静岡県   | 浜松市 浜名区   | 浜松市 浜名区   |
| 14-1                             | 浜松SA/SIC       | （間）県道68号浜北三ケ日線                                                          | 188.5          |                                                                        | 静岡県   | 浜松市 浜名区   | 浜松市 浜名区   |
| 15                               | 浜松いなさJCT    | E69 三遠南信自動車道 E69 引佐連絡路                                                 | 198.0          |                                                                        | 静岡県   | 浜松市 浜名区   | 浜松市 浜名区   |
| 16                               | 新城IC           | 国道151号                                                                           | 210.4          |                                                                        | 愛知県   | 新城市          | 新城市          |
| -                                | 長篠設楽原PA     | -                                                                                   | 213.3 212.8    | 上り線 下り線                                                          | 愛知県   | 新城市          | 新城市          |
| 17                               | 岡崎東IC         | 国道473号（岡崎額田バイパス）                                                       | 236.5          |                                                                        | 愛知県   | 岡崎市          | 岡崎市          |
| -                                | 岡崎SA           | -                                                                                   | 250.3          |                                                                        | 愛知県   | 岡崎市          | 岡崎市          |
| 1                                | 豊田東JCT        | C3 東海環状自動車道                                                                 | 253.2          | キロポストは253.1KPまで                                                | 愛知県   | 豊田市          | 豊田市          |
| E1A 伊勢湾岸自動車道             |                  |                                                                                     |                |                                                                        |          |                 |                 |

### 清水連絡路 E52
- 全区間静岡県静岡市清水区内に所在。

| 9-2                  | 清水JCT      | E1 東名高速道路            | 0.0 |
| 9-1                  | 清水いはらIC | （間）県道75号清水富士宮線 | 2.7 |
| 9                    | 新清水JCT    | E1A 本線                   | 4.5 |
| E52 中部横断自動車道 |              |                            |     |

### 引佐連絡路 E69
- 全区間静岡県浜松市浜名区内に所在。

| 浜松湖西豊橋道路（調査中） |               |                 |      |
| 17-1                       | 三ヶ日JCT     | E1 東名高速道路 | 0.0  |
| 15-1                       | 浜松いなさIC  | 国道257号       | 11.0 |
| 15                         | 浜松いなさJCT | E1A 本線        | 12.7 |
| E69 三遠南信自動車道       |               |                 |      |

## 歴史
本節における路線名は、新東名高速道路として開通した2012年（平成24年）以前については計画段階の名称である「第二東名高速道路」（第二東名）の名称を用いて解説する。

### 東名の限界

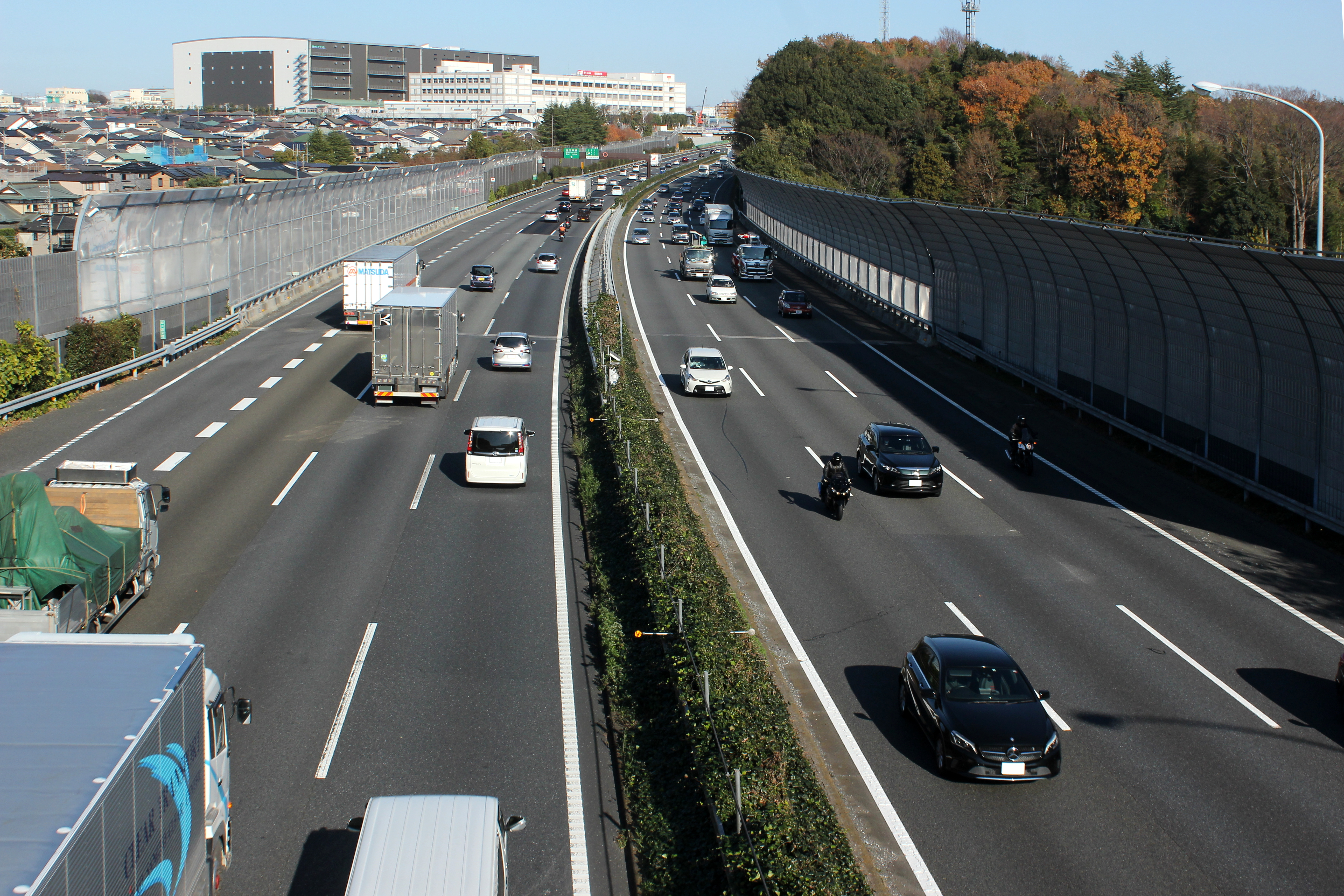
東名の海老名SA付近。東京 - 厚木間は1977年までに日交通量6万4,000 - 8万8,000台にのぼるとの需要予測から開通当初より往復6車線とされたが、1978年ごろにはその需要予測を大幅に超える12万台を突破し、渋滞が慢性化した。

東海道メガロポリスを貫く戦後日本の新しい動脈として1969年（昭和44年）に全線開通した東名高速道路（以下、東名）であったが、ほどなくして都市通過地域を中心に混雑が目立ち始め、特に東京 - 厚木間は休日ともなると高速道路の体をなさないほど渋滞が酷くなった。このため建設省（当時）は早い段階から東名の代替路線の必要を認識した。1971年（昭和46年）4月には調査を開始し、この時点で道路規格第1種第1級、設計速度120 km/h、往復6車線として構想され、のちの新東名で採用された幾何構造がこの時すでに考えられていた。
しかしながら地形的な条件が厳しく、多額の資金を要することから、第二東名の計画は遅々として進まなかった。東名の増強案としては、並行する東海道新幹線を2階建てにしてその上に第二東名を建設する案、東名を2階建てにする案、並行する国道1号のバイパス道路を建設する案、東名の交通集中が著しい区間を往復6車線化する案が挙がった。このうち、2階建て案は建設費用が莫大になりすぎることが予想され、新幹線と高速道路の線形は全く異なり、インターチェンジを造ることも難しいとされた。
なお、一部からは国土開発幹線自動車道建設法（国幹道法）で定められた7,600 kmの高速道路の建設を終了してから第二東名の建設を検討すれば良い、という意見も出たが、そうした悠長なことを言っていられないほどに東名の混雑は年々激化していた。1979年（昭和54年）度のデータでは、東京 - 東名川崎間で既にキャパシティを超え、平均速度では東京 - 横浜町田間、静岡 - 焼津間、音羽蒲郡 - 岡崎間、春日井 - 小牧間などで70 km/hを下回り、国際水準で見ると高速道路の概念に入らないような低速ぶりであった。
日本の道路において、東名および名神高速道路（以下、名神）の渋滞が他の道路よりも抜きん出て問題視されるのは、日本の経済活動を支える貨物輸送の主流が自動車であり、船（水運）や鉄道、航空機（空運）に比べてもその比率は9割と圧倒的であるうえ、そのかなりの部分を東名と名神が担っているからである。1977年（昭和52年）度の調査によれば、東名と名神で1年間に輸送された貨物の総量は約15億トンで、これはトン・キロベース（輸送距離）で見ると日本の全道路貨物輸送量の約14パーセントを東名と名神が担っていることになる。旅客輸送量でも、同年度における東名と名神の全旅客輸送量は2億人であり、人ベースでは自動車による総輸送人数の0.7パーセント、人・キロベースに換算すると自動車輸送全体の2.5パーセントを担っている。日本の国道、都道府県道、市町村道をあわせた総延長は約100万 kmで、そのうちの東名および名神の路線延長は536 kmと、比率にしてわずか0.05パーセントにすぎない道路に、これだけ大量の貨物と輸送人数が集中していることになる。
この1本の大動脈に対する異常な集中ぶりが、日本経済にどのような影響を与えるのかを一部にせよ垣間見させたのが、1979年（昭和54年）7月に発生した日本坂トンネル火災事故であった。事故から完全復旧に至るまでの2か月間、並行する一般国道が代替道路として利用されたが、日本坂トンネルを迂回した車が国道1号や国道150号バイパスに流入した結果、場所によっては40 kmの大渋滞が発生するなど麻痺状態に陥る有様で、一般国道が東名の代替道路となり得ないことは明白であった。なお、通常時の国道1号における普通車と大型車の比率は概ね4対1であるが、日本坂トンネル事故の期間中は1対1となった。すなわち、通常時は20パーセント程度の大型車混入率が50パーセントに跳ね上がったことになり、東名が普段からいかに大量の長距離大型トラックの輸送を担っているかを示す証左であった。
日本坂トンネルの長期不通により、「ジャストインタイム生産システム」を採用するトヨタ自動車に対して部品や材料が時間通りに届かないことによる組み立てラインの停止など、産業への影響が少なからず発生した。地域によってはごみ収集や郵便配達の停滞、さらにはスーパーマーケットなどで売られる生鮮食品が品薄になって値上がりするなど、国民の日常生活にも大きな影響を及ぼした。なお、この火災事故で焼失した173台のうち7割にあたる127台がトラックで、そのナンバープレートに刻印されていた地名は、東北地方を除いてほぼ日本列島の全域をカバーしていた。また、焼失した積荷には、自動車部品、農産物、金属材料、ゴム、紙ロール、水産物、清涼飲料など、あらゆる産業の材料や製品が含まれていた。
| 画像左 : 愛知県の渥美半島産の電照菊。東京への輸送に東名を使用するが、摘花時間や出荷体制は東名の輸送時間を勘案して決めている。画像右 : トヨタ自動車本社工場（愛知県豊田市トヨタ町）。ジャスト・イン・タイム生産方式で自動車を製造。当該工場は豊田IC付近に位置するが、この付近には同社の工場が密集している。 |  | 画像左 : 愛知県の渥美半島産の電照菊。東京への輸送に東名を使用するが、摘花時間や出荷体制は東名の輸送時間を勘案して決めている。画像右 : トヨタ自動車本社工場（愛知県豊田市トヨタ町）。ジャスト・イン・タイム生産方式で自動車を製造。当該工場は豊田IC付近に位置するが、この付近には同社の工場が密集している。 |
| 画像左 : 愛知県の渥美半島産の電照菊。東京への輸送に東名を使用するが、摘花時間や出荷体制は東名の輸送時間を勘案して決めている。画像右 : トヨタ自動車本社工場（愛知県豊田市トヨタ町）。ジャスト・イン・タイム生産方式で自動車を製造。当該工場は豊田IC付近に位置するが、この付近には同社の工場が密集している。 |  | |

東名は開通以来、日本の産業構造の一大転換をもたらした。開通当時の日本は高度経済成長の真っ只中にあり、特に高速道路の出現による輸送の高速化と到着時間の確実化は、産業のあり方に多大な影響を及ぼすことになった。それは輸送方法の合理化や生産体制の変化となって現れたが、同時に輸送時間の不確実化と自然災害や事故による通行止めの影響が、産業の首を絞めることにも直結することになった。
例えば、1980年ごろの東京市場に入荷する野菜のうちの半分近くは高速道路を利用して運ばれ、特に静岡、愛知、兵庫などの生産地からは、そのすべてが東名と名神を利用して東京へ運ばれていた。それらの生鮮品は鮮度維持が望まれることで、輸送時間が数時間でも短縮されることが生産体制や販売に決定的な意味を持ってくる。一例では、野菜生産農家は取引先との輸送時間の短縮が農家の睡眠時間や余暇時間を規定し、高速道路を使った時間短縮効果によって出荷準備のために未明から作業を開始する必要がなくなることのメリットがある。同様に花きの輸送において、愛知県豊川市の電照菊は東京までの輸送時間から逆算して摘花の時間、出荷体制、作付面積までを決定している。東名の慢性的な渋滞による輸送時間の延びは、こうした農家の生活の破壊にもつながりかねなかった。
また、東名と名神の沿道には世界有数の自動車メーカーがいくつか存在するが、その生産体系は高速道路の利用に大きく依存している。本田技研工業（ホンダ）の場合、完成車の生産拠点を各地に分散化の上、各拠点でそれぞれ異なる車種に特化して生産し、完成車を高速道路で全国に輸送するシステムを採用している。この方式では、各拠点で他車種を生産する場合と比べて輸送量は増大するが、それでもあえてその方式を採用するのは、各工場が特化と大規模生産から受ける利益（量産効果）を享受して、輸送費の増加を上回る生産費の節約を得られるからである。一方、トヨタではジャスト・イン・タイム輸送方式を採用しており、これは何千種類とある部品を関連工場から納入するに際して、高速道路を用いる少量、多頻度、確実を謳う生産方式である。これによって、従来は10トン車で1日1回納入していたものを、4トン車による1日4回の納入とすることで、組み立てラインの流れの速度に合わせて部品が納入され、部品が即時に完成車組み立てに繰り込まれるようになる。さらに、部品メーカー（サプライヤー）の工場も組み立てラインの流れと同期することになり、それは部品工場と完成車工場をつなぐ東名と名神もまた、ベルトコンベアの流れの一部となることでもあった。こうして全生産工程を通じた在庫ゼロを達成しているが、これもホンダ同様に、道路輸送を多く用いながら全行程のトータルコストを切り下げる産業再編効果の現れであった。こうした動きは自動車産業のみならず、電力機器や音響機器など、他の機械産業にも波及したが、これらのシステムは高速道路利用による時間厳守の確実な輸送によって成り立っており、高速道路の慢性的な渋滞は合理的な生産システムの崩壊につながりかねなかった。また、翌日に配達されるという宅配便のシステムも高速道路の力に負う所が大きく、スーパーマーケットで売られる食料品の輸送や、休日における行楽地への往来についても同様である。この点で東名、名神が果たす役割は、産業の効率化にとどまらず市民生活にまで及んでいる。
さらに、東名および名神の渋滞は東海道地域へのダメージにとどまらず、これらの道路と接続している他地域の高速道路沿道にまで影響をもたらす。東北、北関東、北陸、中国、四国、九州の各地方が、その地域の高速道路と東名および名神を乗り継ぐことにより、東海道メガロポリス内の1都3県、東海4県、近畿4府県との交流による県間交流の1日の量はかなりの数に及ぶ。
| 休憩施設の駐車マス不足も深刻化しつつあった。画像左 : 海老名SA（上り側）。画像右 : 豊田上郷SA（下り側)。 |  | 休憩施設の駐車マス不足も深刻化しつつあった。画像左 : 海老名SA（上り側）。画像右 : 豊田上郷SA（下り側)。 |
| 休憩施設の駐車マス不足も深刻化しつつあった。画像左 : 海老名SA（上り側）。画像右 : 豊田上郷SA（下り側)。 |  | |

東名の渋滞対策の必要性が高まっていた1980年代半ば、東名沿線3県に立地する企業へのアンケートを実施したところでは、入荷時間が不規則になった、納品の指定時間に間に合わなくなった、在庫管理に支障を来たしている、輸送費が増えたどの結果が得られ、その対策として輸送時間帯の変更、国道への一部転換や、在庫量の積み増しが実施された。
こうした渋滞に代表される交通量増大、および大型車両の増加は道路施設への負荷増大をもたらし、特に橋梁床板や路面の損傷が顕著に現れていた。舗装の修繕は継続的に実施されているが、舗装経年数の増加や重交通化が進むなかで、流動わだち掘れ（英語版）等による修繕サイクルの短期化が生じた。工事は車線を一部規制して実施するが、そのために渋滞が渋滞を招く悪循環に陥ることになり、その対策として交通量の少ない夜間および季節を狙って工事を行うことで渋滞を抑える取り組みが実施された。将来にわたって道路の維持に関わる工事が大きなウェイトを占めることになるが、夜間の工事は沿道住民から騒音について強く苦情が寄せられ、限界に近づきつつあった。
交通量増大によるサービスエリア（SA）、パーキングエリア（PA）の駐車マス不足も顕著であり、特に大型車のマスが大きく不足していた。その原因はトラック運転手の仮眠や時間調整のための長時間駐車であった。東京に近い港北PA、海老名SAなどはほとんど24時間満車で、あふれ出た大型車が本線の路肩に駐車するなど違法駐車が常態化し、安全性の観点からも放置できない状況となっていた。
| 静岡市清水区由比地区付近。画像左 : 一番海寄りの道路が東名高速、中央が国道1号、山寄りが東海道本線。東名の当該区間は高潮により度々通行止めになる。また駿河湾沖を震源とする大地震が発生した場合は東名へのダメージが大きく、地滑りや津波の危険も存在する。画像右 : 富士川から奥の由比海岸を望む。海岸から5 km以内には東海道新幹線も並走しており、日本の大動脈が自然災害にさらされやすい地域に密集している。 |  | 静岡市清水区由比地区付近。画像左 : 一番海寄りの道路が東名高速、中央が国道1号、山寄りが東海道本線。東名の当該区間は高潮により度々通行止めになる。また駿河湾沖を震源とする大地震が発生した場合は東名へのダメージが大きく、地滑りや津波の危険も存在する。画像右 : 富士川から奥の由比海岸を望む。海岸から5 km以内には東海道新幹線も並走しており、日本の大動脈が自然災害にさらされやすい地域に密集している。 |
| 静岡市清水区由比地区付近。画像左 : 一番海寄りの道路が東名高速、中央が国道1号、山寄りが東海道本線。東名の当該区間は高潮により度々通行止めになる。また駿河湾沖を震源とする大地震が発生した場合は東名へのダメージが大きく、地滑りや津波の危険も存在する。画像右 : 富士川から奥の由比海岸を望む。海岸から5 km以内には東海道新幹線も並走しており、日本の大動脈が自然災害にさらされやすい地域に密集している。 |  | |

東名の混雑度も当初は部分的に散見されたものが、1980年ごろにはほぼ全線にわたって過密状態となり、日本の産業構造が東名および名神に支えられている状況下で、これ以上混雑を放置しておくことはできないレベルまで到達していた。
そして渋滞のみならず、交通事故、あるいは海沿いを走る静岡市清水区由比地区付近の台風や高潮による通行止めの頻発、さらには東海地震や東南海地震が発生した際に大動脈が1本だけでは経済面や災害対応でも大いに問題があることから、何らかの対策を必要とする時期が差し迫っていた。

### 提言と四全総

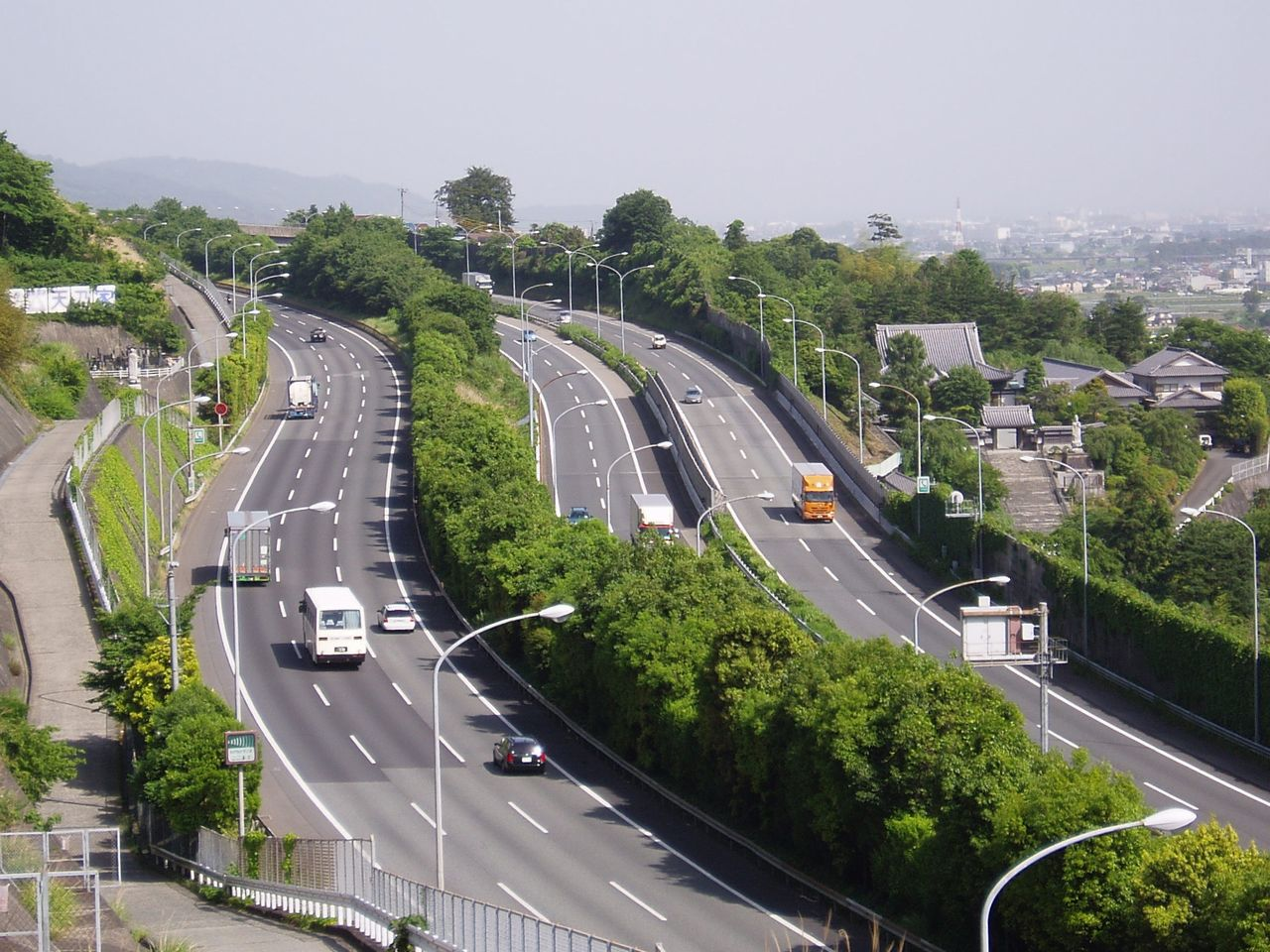
第26回国幹審で渋滞に悩む東名の大井松田 - 御殿場間の路線増強が決定した。左側の片側3車線道路が増設された上り線。右側は当初の往復4車線道路で、新上り線の開通を機に4車線全てが下り線となった。

1982年（昭和57年）1月、第26回国土開発幹線自動車道建設審議会（国幹審）が開催され、ここで交通量の増加に悩む東名、名神の一部区間の路線増強が決定した。東名では自然渋滞の代表的な区間となっている大井松田 - 御殿場間の増強が決定され、一部拡幅のほかは基本別線で建設されることになった。しかし、一部の専門家には混雑区間に的を絞った部分改良では問題の根本的解決にはなり得ないと不安視する意見もあった。すなわち、混雑区間の渋滞が解消されたとしても、日本坂トンネルのように想定外の大事故で東名が長期間不通になろうものなら、収拾がつかなくなるということであった。
1982年（昭和57年）3月には、道路審議会が建設大臣に建議という形で、21世紀を目指した道路づくりの提言を行った。その中には東名および名神の部分的拡幅を行うと同時に、長期的には第二東名、第二名神の建設を促す内容も含まれていた。ここでも部分改良だけでは問題は解決しないとしているが、理由は東海道地域における交通量は今後も増えると見込まれることや、東名および名神が全国高速道路網の中枢を成すことから、各地方が3大都市圏と交流し、あるいは地方相互に交流する場合には東名および名神を使わざるを得ず、そこに混雑があっては地域間の交流も妨げることにもなりかねなかった。また、交通量増加によって道路への負荷もかかることで維持補修の必要も増し、これに対して大規模な交通規制を敷くことは渋滞を招くことにもなって、流通の停滞、追突事故の増加など悪循環となる。休憩施設も大幅な不足をきたしており、この現状を鑑みると、一部施設の改良や道路拡幅と並行しながら別線建設も検討する必要があると報告した。この提言が直ちに第二東名および第二名神の建設に結びつくことはなかったが、その翌年からは第四次全国総合開発計画（四全総）の策定作業が国土庁によって開始されており、これと絡んで少しずつではあるが第二東名の計画が具体化していくことになった。
なお1983年（昭和58年）、当時の日本道路公団（以下、公団）の総裁であった高橋国一郎は、償還の近づいている東名が他の高速道路建設のために通行料金の値上げに踏み切ったことへの批判を受け、プール制は維持するものの、混雑の著しい東名についてはできる限りサービス向上に努めると表明した。すなわち、本来であればこの時期に第二東名の建設を推進するべきではあるが、政府が全く行動を起こさないことから、ひとまず大井松田 - 御殿場間の6車線化に踏みきり、可能であれば東名および名神を全線往復6車線化したいとの意向を雑誌の対談でもらす一幕もあった。
四全総が計画されていた頃、政治的にもっぱら問題となっていたのは、日米間における貿易摩擦と予想以上の円高により発生した不況であった。この対策として、円高に弱い業態（造船、鉄鋼、石炭）をある程度あきらめ、産業構造の調整を図ることとされた。また、これらの対外的な問題から、外需依存では立ち行かなくなってきたことで、国内経済に依存する内需依存型経済を指向する必要が生じていた。こうした背景のもと、国内経済を刺激するためには東京一極集中ではなく、地方経済の独立化と活性化が必要となるが、その実現のためには高速交通体系の全国整備を図ることで地方部の位置的不利、空白地域を解消し、どの地域に対しても多角的で広域的な交流を可能とする「全国一日交通圏」を生み出すことが必要とされた。そのために全国の主要都市間の移動時間をおおむね3時間以内として、地方都市から複数の高速交通機関へのアクセス時間をおおむね1時間以内にすることを目指すとした。そのための高速交通機関の整備として、空港やヘリポートの整備、情報、通信網の整備が計画されたが、道路については全国の都市や農村から高規格幹線道路（高速道路）までのアクセスを1時間以内とし、これまで計画された高速道路の網の目をさらに細かくすることとされた。これは、地域によっては地域間の移動時間に格差があったためで、一例では従来計画の高速道路網7,600 kmが完成したと想定して、山形県酒田市からいずれも100 km圏内にある同県山形市もしくは秋田県秋田市へアクセスする場合、山形市は70分、秋田市は180分を要するなど、大きな差が生じていた。同様に高速交通サービスにも大きな格差が生じており、地方都市や農村から高速交通機関へのアクセスをおおむね1時間としたのは、地域間の格差を解消して地域間の競争条件を同一化のうえ、その先には国土の均衡ある発展を図るという狙いを持たせたものであった。
そこで従来7,600 kmで計画された全国高速道路網は、今回計画の案件達成のために必要と想定される6,220 kmを加算し、約1万4,000 kmに拡充されることになった。こうした全体のネットワーク形成において障害となるのが混雑の著しい東名と名神であった。四全総が謳う主要都市間の移動3時間以内、全国一日交通圏にも影響が出ることで、全国ネットワークの要ともいうべき東名と名神については、その代替路線としての第二東名および第二名神の建設が必要であるとされた。こうして増加分が計画されたが、増加分の6,220 kmには採算性が悪い路線も含まれることから、これをすべて公団が引き受けると内部補助にも問題が生じた。このため、一般国道の自動車専用道路（2,300 km）と国土開発幹線自動車道（3,920 km）に分け、後者を公団が引き受けることとし、1987年（昭和62年）9月の臨時国会で国幹道法の法律改正を目指すことになった。四全総は同6月に内閣によって承認され、第二東名と第二名神は高規格幹線道路1万4,000 kmの枢要部を形成する路線として位置づけられた。

### 国幹道法改正以後

四全総の閣議決定をうけて1987年（昭和62年）9月1日に国土開発幹線自動車道建設法が21年ぶりに一部改正されて高規格幹線道路網は14,000 kmに拡大された。図の黒線が従来の計画路線7,600 kmで、そこへ6,220 km（青線）と本州四国連絡道路180 km（青の破線）が新たに加わった。そして加えられた路線網の枢要部と位置づけられたのが第二東名と第二名神（図の赤線）である。今回新規加入の路線はそのほとんどが不採算路線と評されている（図典拠：『高速道路と自動車』第30巻第7号（1987年7月）、55頁）。

1987年（昭和62年）9月1日、1966年（昭和41年）に国幹道法による予定路線7,600 kmが制定されて以来21年ぶりに法改正され、予定路線は1万1,520 km（7,600 km + 公団引き受け分3,920 kmの合計）に拡充された。その中でも整備の緊急性および優先順位が最も高いと位置づけられたのが第二東名と第二名神であった。
地方間を結ぶ交流ネットワーク推進のために、予定路線を1万1,520 kmに拡充するというのが四全総における建前ではあったが、実態は高速道路を求める各地方自治体が、地元の有力政治家に働きかけて半ば強引に計画路線に組み入れた結果の産物であった。なお、かつて7,600 kmで制定された路線は、一定の交通需要が見込めて採算ラインに載ることを念頭に選定し、そこに人口分布なども勘案して定められたものであり、それ以外の路線は不採算路線であることから建設省が除外した経緯があった。不採算路線を計画から除外した理由としては、公団は高速道路建設にあたって税金投入ではなく、郵便貯金や簡易保険を財源とする財政投融資、および銀行から建設資金を借り入れ、後に通行料金で返済する「公団方式」を採用しているため、建設する高速道路の採算が悪ければ借金返済が滞って公団経営が悪化しかねないためであった。この公団方式と対をなすのが「直轄方式」で、一般国道の整備に国民の税金を投入してインフラ整備にあてるやり方である。税金が投入されることから採算性はそれほど問題視されず、ゆえに通行量が極端に少ない地方にも国道が建設できるものであった。今回追加された3,920 kmの路線はそのほとんどが不採算路線とされ、追加分の目玉路線が高コストの第二東名および第二名神とあっては赤字は必至であることから、公団関係者の中には経営を不安視する者さえ現れた。
第二東名と第二名神の予定路線は、四全総計画時点で示された高規格幹線道路網計画図によると、おおむね東名および名神に並行して計画されているが、伊勢湾北端（名古屋港付近）をかすめることと、岐阜県を避けて三重県側に寄せられるなど、完全な並行とはなっていない。なお、国幹道法改正の5か月前には、愛知県知事が元々一般有料道路として計画されていた豊田 - 四日市間の伊勢湾岸道路を第二東名と第二名神に取り込むための提案をしており、政府も東名および名神のバイパスになりうるとの判断から、伊勢湾岸道路を第二東名および第二名神に取り込む決定を下した。
| 画像左 : 1998年（平成10年）4月時点の第二東海自動車道の計画概要図。1989年（平成元年）に横浜市 - 東海市間296 kmが基本計画路線として制定されて以降、順次整備計画路線に格上げされていった。図はその過度期のもの。なお、IC、JCT名称は当時開通済みの名古屋南IC - 飛島IC間を除いて全て仮称である。路線は東名と並行して途中で連絡路を介して接続するダブルネットワークの形態が採用された。典拠：『第二東名・名神高速道路 計画概要』日本道路公団、平成10年4月（豊田市中央図書館蔵）画像右 : 1989年（平成元年）2月に横浜市から東海市までの区間が第二東名としては初の高速自動車国道の路線に指定された。画像は高速自動車国道の指定を受けた区間の最西端部（愛知県東海市新宝町）。これより先、第二東海自動車道の終点部（名古屋市港区）までの約4 km区間は一般有料道路事業が先行したことから、高速自動車国道の指定からは除かれている。  |  | 画像左 : 1998年（平成10年）4月時点の第二東海自動車道の計画概要図。1989年（平成元年）に横浜市 - 東海市間296 kmが基本計画路線として制定されて以降、順次整備計画路線に格上げされていった。図はその過度期のもの。なお、IC、JCT名称は当時開通済みの名古屋南IC - 飛島IC間を除いて全て仮称である。路線は東名と並行して途中で連絡路を介して接続するダブルネットワークの形態が採用された。典拠：『第二東名・名神高速道路 計画概要』日本道路公団、平成10年4月（豊田市中央図書館蔵）画像右 : 1989年（平成元年）2月に横浜市から東海市までの区間が第二東名としては初の高速自動車国道の路線に指定された。画像は高速自動車国道の指定を受けた区間の最西端部（愛知県東海市新宝町）。これより先、第二東海自動車道の終点部（名古屋市港区）までの約4 km区間は一般有料道路事業が先行したことから、高速自動車国道の指定からは除かれている。 |
| 画像左 : 1998年（平成10年）4月時点の第二東海自動車道の計画概要図。1989年（平成元年）に横浜市 - 東海市間296 kmが基本計画路線として制定されて以降、順次整備計画路線に格上げされていった。図はその過度期のもの。なお、IC、JCT名称は当時開通済みの名古屋南IC - 飛島IC間を除いて全て仮称である。路線は東名と並行して途中で連絡路を介して接続するダブルネットワークの形態が採用された。典拠：『第二東名・名神高速道路 計画概要』日本道路公団、平成10年4月（豊田市中央図書館蔵） 画像右 : 1989年（平成元年）2月に横浜市から東海市までの区間が第二東名としては初の高速自動車国道の路線に指定された。画像は高速自動車国道の指定を受けた区間の最西端部（愛知県東海市新宝町）。これより先、第二東海自動車道の終点部（名古屋市港区）までの約4 km区間は一般有料道路事業が先行したことから、高速自動車国道の指定からは除かれている。 |  | |

建設省は第二東名と第二名神のルート確定に向けてさまざまな構想を練ったが、1988年（昭和63年）6月に公表したルートでは、東京および大阪近郊の用地買収は困難として、当面は御殿場 - 栗東間を構想し、それ以外は東名と名神を拡幅のうえ供用する案を出した。そして3大都市圏以外の設計速度（工学上の安全速度で実際車を運転する速度とは異なる）を140 km/hに引き上げ、道路の勾配を2パーセント（100メートルの間に2メートルの高低差）以下に抑える、雪や霧などの天候の影響を抑えるために標高を300 m以下に抑える、山間地振興の地元要望受け入れと海岸部の人口密集地帯を避けるため、山すそにルートを設定するなどの案を示した。この中の勾配抑制とは、下り坂では速度が増して上り坂では速度が落ちる現象（サグ）が渋滞発生要因のひとつとされることで、可能な限り道路を水平に保って渋滞発生要素を初めから排除しようという考えによっている。なお、設計速度140 km/hの根拠は、公団の広報誌によれば、欧米の例、ユーザーのニーズ、投資効率などの条件から最適と思われる数値として決定したとされる。設計速度を高く設定すれば、安全性を確保するために路肩を広くしたり、カーブや坂を減らす工夫を要し、結果的にコストの高い道路となる。この高規格を指示したのは1986年（昭和61年）まで建設大臣を務めた江藤隆美で、「第二東名は立派な道路を造るよう指示した（中略）後世に誇れるような財産を造れと指示した」とNHKのインタビューで述べているが、同時に「安くという発想は全くなかった。世界に誇れるものをということだけだった」とも述べている。
1989年（平成元年）2月の第28回国幹審では、横浜市 - 東海市間が基本計画区間（国幹道の予定路線のうち建設を開始すべき路線として策定されるもの）に格上げされ、同月中に第二東海自動車道横浜東海線として高速自動車国道の路線に指定された。この策定にあたり、過密化が顕著で用地買収が困難、かつルートを巡って地元自治体との調整がつかなかった東京 - 横浜間（約30 km）、および一般有料道路として事業中の東海 - 名古屋間（約4 km）は除外された。この頃までには具体的なルートが検討されており、並行する東名と名神の代替性を重視して新旧両道の乗り移りを可能とする渡り線を設けることなどが計画された。複数の連絡路で東名と相互に行き来できるラダー（梯子状）とすることで、東名の一部区間が不通になった場合はこの連絡路で第二東名に移動して迂回路として活用することとされた。また、両道路は近い位置で並行することから、一般道路においても各IC経由で相互連絡できる構造とした。
1991年（平成3年）12月には、環境影響評価の手続きが終了した静岡県長泉町 - 愛知県東海市間の216 kmについて、第29回国幹審の議決を経て着工前提の整備計画路線に昇格した。
1993年（平成5年）11月、建設大臣から公団に対して長泉町 - 東海市間の施行命令が下された。日本道路公団始まって以来の最大規模の施行命令で、他の高速道路も含めてその延長距離は1,184 km、事業費は9兆7000億円という規模であった。この中でも特にコストのかかる第二東名と第二名神の建設費を工面し、他の採算の見込めない路線を建設して償還を達成するために、公団は1994年（平成6年）、高速道路の通行料金の値上げに踏み切った（実施は翌1995年〈平成7年〉4月）。

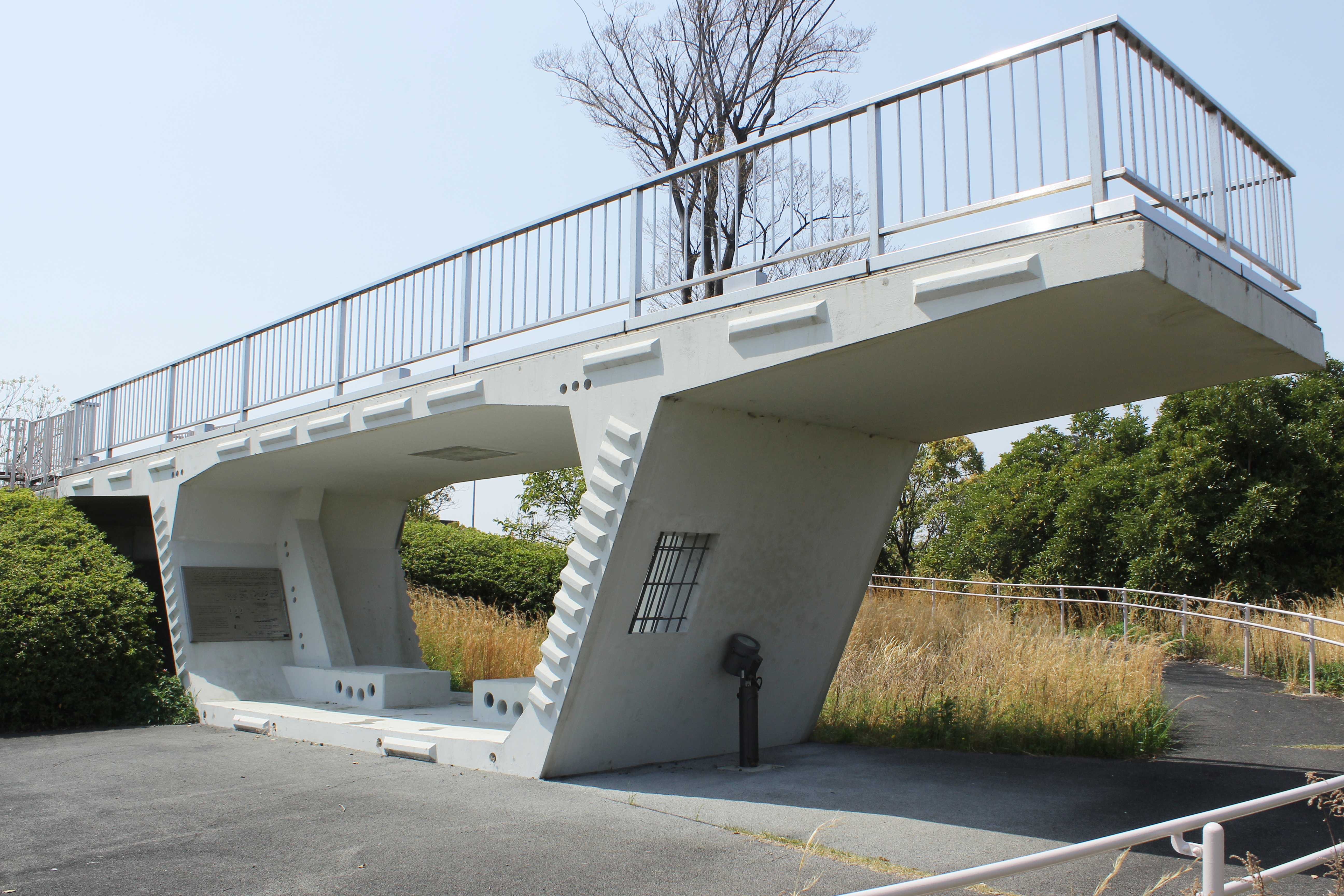
高コストの第二東名、第二名神のコスト低減を実現するために公団が打ち出したコスト緊縮策の一つが、橋梁建設にプレキャストセグメント工法を導入することであった。愛知県と三重県の県境付近には当該工法で建設された第二名神の高架橋が幾つか存在し、この橋梁群を公団は広報誌で積極的に公表した。画像は湾岸長島PA（下り線側）の展望台に使用されている本線建設に用いられたものと同型のセグメント。

値上げにあたり、公団は専門家に意見を聞いたうえでその値上げ幅を4割増と試算したが、認可を出す立場の建設省は、バブル崩壊により企業収益が軒並み悪化している中で、運輸業界を始めとする財界からの反発を予想し、前回値上げ時からこの時に至るまでの物価上昇率（約11パーセント）以内に値上げ幅を抑えたいとの意向を持っていた。結果的に9.7パーセントで決着したが、ここまで圧縮するために建設省は公団に一層のコスト緊縮策を迫り、道路建設に対して新技術導入による建設費削減などの努力を求めた。公団はこうした要請に応えるべく、第二東名の建設にあたって大型機械や新工法の積極的導入を図った。バブル崩壊による不況の中で空前の施行命令が下された背景には、経済界から第二東名が景気浮揚の起爆剤につながるとの期待があったためであった。
1996年（平成8年）12月の第30回国幹審では新たな基本計画が策定されることになり、第二東海自動車道は東海 - 名古屋市間約4 kmが追加された。また海老名 - 秦野間、御殿場 - 長泉間も整備計画認可を受けた。これを反映して翌1997年（平成9年）2月には、高速自動車国道法による路線名が第二東海自動車道横浜名古屋線となった。1998年（平成10年）12月の第31回国幹審では秦野 - 御殿場間も整備計画認可を受け、当面の営業区間となる海老名 - 東海間の整備計画がすべて出揃った。
しかし、公団内部には1987年（昭和62年）の国幹道法改正以後、高速道路ネットワークが1万1,520 kmに拡大されたことに対してある種の危機感を抱く者が少なからずいた。危機感の根底にあったのは、今回の拡大によって不採算路線を多く抱えることになったことと、コストが非常に高い第二東名が正式に計画に盛り込まれたことにより、公団の存在そのものが破綻しかねないことにあった。慢性的な渋滞により東名の機能低下が目立ってきていることで、その代替路線が必要なことは理解できるとしながらも、道路規格や事業の進め方には疑問を投げかけ、このままでは公団は倒壊するというのであった。そしていざ第二東名の建設が始まると、もてる技術を駆使して多くの「日本初」と「世界初」を実現しながらも、コスト意識がない事業手法と体質がたたり、公団の借金はうなぎのぼりに増加することとなった。

### 第二東名への批判

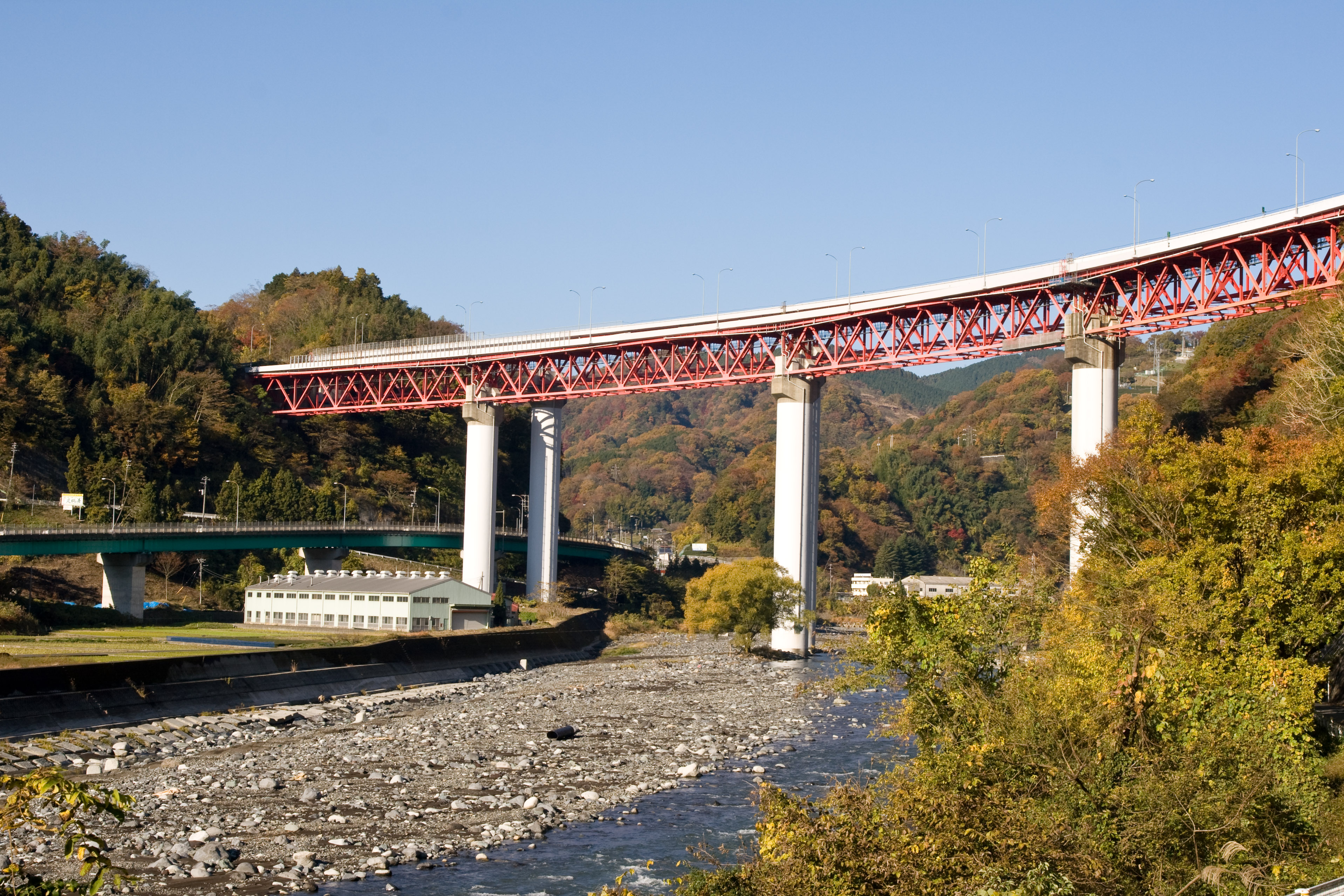
東名の大井松田IC - 御殿場IC間に所在する酒匂川橋。当該区間は鉄道や道路との交差、急峻な地形、軟弱地盤が集中する東名随一の難工事区間という理由があるにせよ、曲線半径300 - 700 mのカーブや高低差を取り入れることで極力経済性を考慮している。酒匂川橋もそのコンセプトからカーブを全橋に取り入れ、限りなく水平、限りなく直線を目指した第二東名の考え方とは趣が異なる。

かつて東名の構想がもたれた際、建設省や公団が留意したことは、地質上好ましくない箇所をできるだけ避けることと、建設費の節減など経済性に配慮することであった。そのためには、たとえ高速走行を前提とする道路であっても、急カーブや急勾配を設けることは厭わなかった。大井松田IC - 御殿場IC間では、急峻な山あいを通過することで、所によっては曲線半径300 m、縦断勾配5パーセントが入り、この区間の設計速度は80 km/hに設定された。このように東名は、通過する地形や土木工事の難易度、建設コストを加味して設計速度や勾配、曲線半径を決定するという柔軟性があった。
一方で第二東名はこれとは異なり、最初から設計速度140 km/h（伊勢原市 - 豊田市間）、曲線半径3,000 m、縦断勾配2パーセントが決定され、それに沿ってトンネルや橋などの構造物の仕様が決定された。第二東名では通過する地形や地質に関係なく、この条件を曲げることは一切しなかった。山を避ければトンネルを減らすことはできるが、それでは曲線半径3,000 mという条件を満たすことは不可能であった。急峻な谷の通過において橋脚の高さを低く抑えるか、橋梁をやめればコストは下がるが、そのしわ寄せとして急勾配となり、縦断勾配2パーセントという条件を満たせなかった。こうして第二東名の構造物比率は大幅に増加することになり、その比率は全体の6割（東名は2割）に及ぶことになったが、これによってさらなる建設費の高額化が予想された。また、第二東名は往復6車線のため、トンネル断面積は往復4車線の東名と比較して2.5倍となり、さらにコストが膨らむ結果となった。これによって第二東名および第二名神の1キロ換算の工事費は一般高速道路の5.1倍（236億円）に膨れ上がり、総事業費は約10兆円（2002年当時）と見積もられた。なお、140 km/h走行基準における曲線半径3,000 mがいかに高度な設計基準であるかは、東海道新幹線の最小曲線半径が2,500 mであることからもうかがうことができる。
この構造基準は1990年（平成2年）8月6日、当時の建設省道路局長の藤井治芳（後の公団総裁）の通達によって正式に定められた。通常、政令にはない構造規格の道路建設には道路構造令の改正が必要となるが、藤井は改正手続きを飛び越え、局長通達1通だけで公団に対して指示を下した。道路構造令には140 km/hの規定はなく、警察庁との調整も無視して、第二東名および第二名神の構造規格は一介の官僚によって強引に制定された。これは第二東名および第二名神にA、B、Cの3規格を設け、A規格が最もハイスペックな140 km/h、ほかの大都市近郊および中心部をB、C規格として120 km/h、100 km/hとする内容であった。その結果が莫大な高コストとなって跳ね返ることになり、後年には道路関係四公団民営化推進委員会が、藤井に対してその責任を厳しく追及した。
| 道路の存する地域 | 道路の規格 | 道路の区間                | 設計速度            | 車線幅員                                     | 路肩幅員                  | 中央帯幅員 | 曲線半径    | 縦断勾配 |
| ---------------- | ---------- | ------------------------- | ------------------- | -------------------------------------------- | ------------------------- | ---------- | ----------- | -------- |
| 大都市圏間       | A規格      | 伊勢原市付近 - 豊田市付近 | 120 km/h (140 km/h) | 左側車線3.75 m 中央車線3.75 m 右側車線3.75 m | 左3.25 m以上 右2.0 m以上  | 7.5 m以上  | 3,000 m付近 | 2 %以下  |
| 大都市圏間       | A規格      | 四日市市付近 - 城陽市付近 | 120 km/h (140 km/h) | 左側車線3.75 m 中央車線3.75 m 右側車線3.75 m | 左3.25 m以上 右2.0 m以上  | 7.5 m以上  | 3,000 m付近 | 2 %以下  |
| 大都市圏内周辺部 | B規格      | 横浜市付近 - 伊勢原市付近 | 120 km/h            | 左側車線3.75 m 中央車線3.75 m 右側車線3.50 m | 左3.25 m以上 右1.75 m以上 | 6.0 m以上  | 1,800 m付近 | 2 %以下  |
| 大都市圏内周辺部 | B規格      | 城陽市付近 - 神戸市付近   | 120 km/h            | 左側車線3.75 m 中央車線3.75 m 右側車線3.50 m | 左3.25 m以上 右1.75 m以上 | 6.0 m以上  | 1,800 m付近 | 2 %以下  |
| 大都市圏内中心部 | C規格      | 東京都付近 - 横浜市付近   | 100 km/h            | 左側車線3.75 m 中央車線3.75 m 右側車線3.50 m | 左3.25 m以上 右1.75 m以上 | 4.5 m以上  | 1,100 m付近 | 3 %以下  |
| 大都市圏内中心部 | C規格      | 豊田市付近 - 四日市市付近 | 100 km/h            | 左側車線3.75 m 中央車線3.75 m 右側車線3.50 m | 左3.25 m以上 右1.75 m以上 | 4.5 m以上  | 1,100 m付近 | 3 %以下  |

（表典拠：『高速道路と自動車』第43巻第9号（2000年9月）公益財団法人高速道路調査会、37頁）
|                | 東名高速道路     | 第二東名高速道路 |
| 下り線区間延長 | 167.2 km         | 161.9 km         |
| 橋梁延長       | 24.5 km (14.7 %) | 51.0 km (31.5 %) |
| トンネル延長   | 5.6 km (3.3 %)   | 42.0 km (25.9 %) |

（典拠：『土木施工』2012年4月、56頁）
この局長通達後、建設省は警察庁と非公式に協議を行い、120 km/hまでしかない道路構造令の改正を目指した。しかし、警察庁側は事故防止の観点から140 km/h化に対する反対意見が優勢で合意は得られず、建設省は道路構造令はそのままにして、1993年（平成5年）に施行命令を出して事業化した。後年、道路構造令にはない140 km/hの規格で建設続行していることに対して、国土交通省は「規制速度が140 km/hを下回っても安全性は高まっているので一概に無駄になるとは言えない」として、法改正を経ずに通達だけで高コスト路線の建設に邁進していることについては問題視しないような素振りを見せた。なお、民営化推進委員会が第二東名のコスト縮減策を模索し始めた段階ではすでに6車線分で完成した区間が多く、規制速度や交通量の予測を精査することなしに建設に邁進した公団の姿勢に対して、マスコミはこぞって批判を浴びせた。
用地買収が進められていた2002年（平成14年）ごろ、静岡県浜松市にある宅地では、第二東名および県道の建設予定地にかかることから、1つの宅地を第二東名の用地と県道用地の2つに分割して売却した。しかし、前者が1平方メートルあたり5万5,000円で売却された一方、後者は2万5,000円で売却されたことで、公団が県道の2倍の高値で土地を購入していたことが明らかとなった。不動産鑑定士によって評価額の差異があるにせよ、通常は2割から3割程度とされる中で、2倍から4倍の差がつくことは公団のコストに対する意識が希薄であるとの批判がなおのこと強まる結果となった。
さらに、第二東名の2001年（平成13年）度における建設工事の指名競争入札のうち、平均落札率が予定価格の98パーセント台という高率であったことも、公団のコスト意識の希薄さを改めて印象づける結果となった。指名競争入札のため、通常は公団が設定した予定価格（業者には非公表）より最も安い価格を提示した企業が落札するものであるが、予定価格の98パーセント台というのは競争がないに等しい数値であった。予定価格が事前に業者に知らされ、落札する業者を談合によって決めていたと糾弾されてもおかしくない入札であった。そして入札に参加した企業には公団のOBが天下りしていたことから、業者と公団の癒着という構造が存在し、高速道路の高い建設費用と公団の借金が膨らんだ背景には、こうした公団の体質があったとされる。
第二東名は当面の起点を神奈川県海老名市（海老名南JCT）とし、それ以東は住宅密集地帯のため、一部で基本計画区間として策定されているのみで着工の計画はない。しかし、東名の交通量は東京に近づくほど増大し、渋滞が激化することを考えると、海老名市起点では東名の補完道路としてどこまで有効であるのか疑問視された。藤井が元公団総裁を訪ねて第二東名建設の是非を問うた際、元総裁からは第二東名の高コストを懸念され、東京側の入口の計画がはっきりしないならば造らない方がいい、との忠告を受けていた。しかし、用地買収をも含めた計画がはっきりしないまま着工に踏み切り、これには公団内部からも見切り発車との批判が出た。
| 公団民営化と第二東名の規模縮小を決定づけたのが当時の首相であった小泉純一郎とその閣僚による政策であった。マスコミも政権の思惑と機を一にして高速道路批判に本腰を入れた。 |  | 公団民営化と第二東名の規模縮小を決定づけたのが当時の首相であった小泉純一郎とその閣僚による政策であった。マスコミも政権の思惑と機を一にして高速道路批判に本腰を入れた。 |
| 公団民営化と第二東名の規模縮小を決定づけたのが当時の首相であった小泉純一郎とその閣僚による政策であった。マスコミも政権の思惑と機を一にして高速道路批判に本腰を入れた。 |  | |

第二東名建設に対して、建設省や事業主体の公団側にもコストカットの意識は少なからず存在し、1990年代初頭には橋梁に対するプレキャストセグメント工法の採用などが早くから考えられていたほか、公団発行の広報誌にもコスト低減を標榜した工法の採用や実績が示されていた。それにもかかわらず、第二東名や公団に対するマスコミおよび世間の風当たりは一層厳しくなった。第二東名を不採算路線として見直すべきとする意見もあれば、東名の現実を見て第二東名の必要性は認めながらも、140 km/hや勾配2パーセント、往復6車線はコストを押し上げ贅沢すぎるなどの意見もあった。
そして2001年（平成13年）、小泉純一郎政権による「改革なくして成長なし」のスローガンの下、特殊法人改革が推し進められ、その中でも特に国の財政支出が大きかった道路関係四公団が改革の急先鋒に位置づけられた。これは、道路関係公団が数多ある特殊法人の中でも特殊法人改革全体を牽引する先行7法人のひとつにノミネートされたもので、同年12月の閣議決定では「民間に出来ることは民間に」の旗印の下、特殊法人等整理合理化計画が立てられて民営化の方針が決定した。そして、この民営化の形態等に関して翌2002年（平成14年）6月に「道路関係四公団民営化推進委員会」が設立され、民営化の方向性についての審議が開始された。
| 画像左 : 新安倍川橋と葵大橋。長さ1.7 kmのこの橋は県道と第二東名の二層構造で、画像奥の川岸に新静岡ICが敷設されている。インターを市街地から大きく外れた場所に造ったために新たな道路が必要になり、道路が増殖を続ける構図であるとして批判された。別のマスコミはこの橋を皮肉を込めて「土木技術の展覧会の面もある」と書いた。画像右 : 静岡市清水区和田島に架かる興津川橋。200以上の橋梁建設に関わってきた建設作業員は、山の中でこうした大きい橋を造るのは初めてで驚いたという。この橋の一山向こうに掘削された清水第三トンネルは公団が「第二東名の技術の結晶」と呼び、このトンネルの嘱託実験を請け負った大学教授が「唯一残った大規模な実験場だ」というインタビュー内容を皮肉交じりに記事化した。  |  | 画像左 : 新安倍川橋と葵大橋。長さ1.7 kmのこの橋は県道と第二東名の二層構造で、画像奥の川岸に新静岡ICが敷設されている。インターを市街地から大きく外れた場所に造ったために新たな道路が必要になり、道路が増殖を続ける構図であるとして批判された。別のマスコミはこの橋を皮肉を込めて「土木技術の展覧会の面もある」と書いた。画像右 : 静岡市清水区和田島に架かる興津川橋。200以上の橋梁建設に関わってきた建設作業員は、山の中でこうした大きい橋を造るのは初めてで驚いたという。この橋の一山向こうに掘削された清水第三トンネルは公団が「第二東名の技術の結晶」と呼び、このトンネルの嘱託実験を請け負った大学教授が「唯一残った大規模な実験場だ」というインタビュー内容を皮肉交じりに記事化した。 |
| 画像左 : 新安倍川橋と葵大橋。長さ1.7 kmのこの橋は県道と第二東名の二層構造で、画像奥の川岸に新静岡ICが敷設されている。インターを市街地から大きく外れた場所に造ったために新たな道路が必要になり、道路が増殖を続ける構図であるとして批判された。別のマスコミはこの橋を皮肉を込めて「土木技術の展覧会の面もある」と書いた。 画像右 : 静岡市清水区和田島に架かる興津川橋。200以上の橋梁建設に関わってきた建設作業員は、山の中でこうした大きい橋を造るのは初めてで驚いたという。この橋の一山向こうに掘削された清水第三トンネルは公団が「第二東名の技術の結晶」と呼び、このトンネルの嘱託実験を請け負った大学教授が「唯一残った大規模な実験場だ」というインタビュー内容を皮肉交じりに記事化した。 |  | |

ここでは公団の民営化に関する審議が目的であったが、同時に新会社の借金膨張の危険をはらむ高コストの第二東名および第二名神が槍玉に挙がった。この頃には自民党や国土交通省から第二東名建設の一時休止案が出され、その理由としてすでに東名が整備されていることから、巨費を投じて代替路線を造るよりも、必要最低限のネットワークで十分という考えがあった。国土交通省内部でも、第二東名が稼ぎ頭の東名の利用客を奪うことで、東名の利益を不採算路線に回すプール制が崩れかねないことを懸念する声が上がった。また、5年前と比較して貨物車の輸送量が減少に転じ、これには生産拠点の海外移転や低成長に要因があるとして、四全総策定当時の「東名の利用交通量は今後とも右肩上がりで増える」との前提が崩れかかっているとマスコミが報じ、さらには行革担当大臣の石原伸晃が第二東名を無駄の代表例に名指しするなど、第二東名は政府、マスコミ、国民からも懐疑的な視線を投げかけられて四面楚歌の状態となった。これに輪をかけたのが建設中の高速道路の採算性に関する試算結果で、国の整備計画9,342 kmが完成する翌年の2025年度における第二東名の収支について、料金収入1,530億円に対して金利負担1,530億円、これに管理費用390億円を差し引くと、公団は収支率125パーセントの赤字に陥るというデータであった。
この状況下で第二東名を擁護する立場にいたのが、静岡県知事をはじめとした沿線自治体の首長であったが、これはアクセス道路建設も含めて全面的に建設を支援し、既に1万人の地権者と用地買収契約を交したうえに、3,000億円以上の多額の関連費用を投下している中で、今さら引くに引けない状況にあったためである。こうした第二東名建設支援に力を入れる静岡県に対するマスメディアの非難も、公団批判に勝るとも劣らないもので、第二東名の県内に設置されるインターチェンジへのアクセス道路整備は地方のエゴイズムとして取り扱われ、関連道路整備に要する費用は静岡県が制定する独自財源の超過課税（資本金1億円の法人を対象として、標準税率に1.05パーセントを課税）を、本来は地震対策にあてるものが、道路整備に取って代わられたという記事が掲載されるなどした。
第二東名批判が展開される中でも東名の慢性的な渋滞は相変わらずで、公団民営化の議論が行われていた間も日平均7万台のラインで推移し、開通当時の約4倍の交通量を保持していた。静岡県区間ではあまりの混雑ぶりを受け、第二東名建設凍結の議論が出た際には、建設推進派の促進大会で「首相は一度、東名を走ってみればいい」という声が挙がった。こうした凍結議論に一役買った道路関係四公団民営化推進委員会に対して静岡の地方新聞は、国土建設の根幹として専門審議会を経て政府が立案し、国会審議により決定した高速道路網を、なぜ一委員会が自由に見直しまで決定できるのかという疑問を呈している。また縦割り行政の弊害として、地方には熊かタヌキしか通らないと揶揄される立派な林道や農道が整備されている中で、それらの無駄な道路群と、第二東名をはじめとした高速道路網が同一視点で論じられたところにそもそもの問題があり、地方に高速道路を呼び込むのは社会資本の整備のためであって、決して地方のエゴではないという主張が地方の首長らによってなされるなど、政府と地方の高速道路に対する考え方の違いが顕著に現れた。
世界的に見た場合、国家の経済発展を牽引し維持する高速道路の建設は、国家をはじめとした社会による支援の下で計画および建設が行われてきた。しかし、四全総で承認され、国幹道法で新たに整備方針が示された第二東名および第二名神などの高速道路は、本来建設の後ろ盾となる社会から厳しく批判された。一部の政治家やマスメディアを中心に非難され、朝日新聞の社説では、採算の合わない路線の計画白紙化と第二東名の建設凍結が主張された。日本は世界の大地震の約2割が集中する厳しい国土条件であり、そのための防災インフラとしての高速道路ネットワークであることや、経済維持と発展の根幹を担う物流動脈の東名および名神が機能麻痺に陥っていることから、その解決のための第二東名および第二名神であることにはほとんど触れられず、あくまで採算的な側面から非難されるというのが、第二東名の静岡県区間建設当時の社会情勢であった。
| 画像左 : 静岡県富士市内。往復6車線を前提に着工され、その後2003年の第1回国幹会議の決定で暫定4車線で整備するように計画変更した経緯から6車線分の幅がありながら4車線に縮小された。画像右 : 御殿場JCTに近接する今里トンネル。左右のトンネルの離隔はわずか4 - 6 m。土被りも少なく、地質も富士山噴火により流れ出た自立性の悪い自破砕溶岩層を含み、地盤改良なしでは掘削不可能であった。こうした悪条件下で片側2車線断面を3車線断面に拡幅することは困難であるため、当初から完成断面で掘削された。  |  | 画像左 : 静岡県富士市内。往復6車線を前提に着工され、その後2003年の第1回国幹会議の決定で暫定4車線で整備するように計画変更した経緯から6車線分の幅がありながら4車線に縮小された。画像右 : 御殿場JCTに近接する今里トンネル。左右のトンネルの離隔はわずか4 - 6 m。土被りも少なく、地質も富士山噴火により流れ出た自立性の悪い自破砕溶岩層を含み、地盤改良なしでは掘削不可能であった。こうした悪条件下で片側2車線断面を3車線断面に拡幅することは困難であるため、当初から完成断面で掘削された。 |
| 画像左 : 静岡県富士市内。往復6車線を前提に着工され、その後2003年の第1回国幹会議の決定で暫定4車線で整備するように計画変更した経緯から6車線分の幅がありながら4車線に縮小された。 画像右 : 御殿場JCTに近接する今里トンネル。左右のトンネルの離隔はわずか4 - 6 m。土被りも少なく、地質も富士山噴火により流れ出た自立性の悪い自破砕溶岩層を含み、地盤改良なしでは掘削不可能であった。こうした悪条件下で片側2車線断面を3車線断面に拡幅することは困難であるため、当初から完成断面で掘削された。 |  | |

一方、公団と国土交通省がはじき出した2020年時点における第二東名および第二名神の通行量は約5万台と予測され、これに東名と名神を合わせると約11万4,000台とされた。直近5年間の通行量がほぼ横ばいであったことから、予測時における東名と名神の交通量約8万台の1.5倍に増えるのは過大予測ではないかとの指摘が挙がり、仮に第二東名および第二名神が5万台であったとしても、往復4車線で十分とされた。こうしたことから2002年（平成14年）11月、国土交通大臣の扇千景は第二東名の交通量や最高速度が曖昧なまま工事が続けられている状況を鑑み、全線6車線を4車線に見直すとともに最高速度の見直しも図る見解を示し、翌2003年（平成15年）3月には第二東名および第二名神の規格見直しを正式に決定した。第二東名の総事業費は当初約6.6兆円とされたが、これによって1兆円規模の経費削減が可能とされ、2003年（平成15年）12月に開催された第1回国土開発幹線自動車道建設会議（国幹会議。国幹審の後身）で承認された。
この見直しによって、第二東名の規格は往復6車線から往復4車線に縮小されることになり、これ以降に着工された浜松いなさJCT以西の愛知県区間と、御殿場JCT以東の区間は片側2車線（往復4車線）で建設された。一方、計画見直し以前に着工された御殿場JCT - 浜松いなさJCT間のうち、規模縮小が取り沙汰されている中で着工した今里第一トンネル（裾野市内、供用後は今里トンネルに改称）は計画通り片側3車線断面で建設され、規模縮小は受け入れない方向で建設を進めた。通常、上下線のトンネルの離隔はトンネルの中心間隔の3倍程度を確保するが、今里トンネルは離隔がわずか4 - 6 mしかなく、トンネルを覆う土の量（土被り）も少なかった。こうした悪条件となった理由は、トンネルの直上に移転困難な民間会社の工場や研究施設、自動車のテストコースがあったためである。民間会社の工場と研究施設の離隔が狭いためにトンネルの離隔も縮小せざるを得ず、仮にこのトンネルを片側2車線で建設した場合、将来の3車線への拡幅は極めて困難であることから、マスコミの批判をかわして当初計画を堅持することとした。この規模縮小に呼応して、一部の橋梁は往復4車線仕様に縮小のうえ着工されたが、これは開通前に片側3車線仕様に拡大されている（中ノ合高架橋や中里橋など）。このように、御殿場JCT - 浜松いなさJCT間は橋梁、トンネルともに片側3車線仕様で完成し、それを付加車線部を除いて暫定片側2車線で運用することとされた。
その後、日本道路公団は2005年（平成17年）10月に民営化され、第二東名の建設は中日本高速道路（NEXCO中日本）が引き継ぐことになった。

### 代替ネットワークに見る日本国外の事例
| 画像左 : アウトバーン路線網（1990年当時、図典拠 :『高速道路と自動車』1992年7月号、37頁）。ミュンヘン - ケルン間などの都市間では複数の代替路線が用意され、いずれかのリンクが遮断されても大きな迂回が生じないようになっている。図ではA61号線のアールバイラ－とメッケンハイム間に渋滞が発生したことで、それより手前のコブレンツJCTで迂回推奨の標識を提示してラダーとなるA48号線を経由してA3号線で迂回することを示している。こうした迂回制御のシステムは1975年頃には運用を開始している。2000年代初めに東名の代替路線としての第二東名建設に、政治やマスコミ、国民が批判を浴びせるよりもはるか以前にドイツでは代替路線の重要性を認識していた。画像右 : 進路の先に渋滞があるため、デッケンドルフないしミュンヘン空港への代替ルートを推奨する可変式本線案内板。オレンジ色の船形マークはアウトバーンの迂回推奨を示し、アウトバーン利用者にとっての代替ルート表示のシンボルとして理解されている。STAUは「渋滞」GEFAHRは「危険」の意味。  |  | 画像左 : アウトバーン路線網（1990年当時、図典拠 :『高速道路と自動車』1992年7月号、37頁）。ミュンヘン - ケルン間などの都市間では複数の代替路線が用意され、いずれかのリンクが遮断されても大きな迂回が生じないようになっている。図ではA61号線のアールバイラ－とメッケンハイム間に渋滞が発生したことで、それより手前のコブレンツJCTで迂回推奨の標識を提示してラダーとなるA48号線を経由してA3号線で迂回することを示している。こうした迂回制御のシステムは1975年頃には運用を開始している。2000年代初めに東名の代替路線としての第二東名建設に、政治やマスコミ、国民が批判を浴びせるよりもはるか以前にドイツでは代替路線の重要性を認識していた。画像右 : 進路の先に渋滞があるため、デッケンドルフないしミュンヘン空港への代替ルートを推奨する可変式本線案内板。オレンジ色の船形マークはアウトバーンの迂回推奨を示し、アウトバーン利用者にとっての代替ルート表示のシンボルとして理解されている。STAUは「渋滞」GEFAHRは「危険」の意味。 |
| 画像左 : アウトバーン路線網（1990年当時、図典拠 :『高速道路と自動車』1992年7月号、37頁）。ミュンヘン - ケルン間などの都市間では複数の代替路線が用意され、いずれかのリンクが遮断されても大きな迂回が生じないようになっている。図ではA61号線のアールバイラ－とメッケンハイム間に渋滞が発生したことで、それより手前のコブレンツJCTで迂回推奨の標識を提示してラダーとなるA48号線を経由してA3号線で迂回することを示している。こうした迂回制御のシステムは1975年頃には運用を開始している。2000年代初めに東名の代替路線としての第二東名建設に、政治やマスコミ、国民が批判を浴びせるよりもはるか以前にドイツでは代替路線の重要性を認識していた。 画像右 : 進路の先に渋滞があるため、デッケンドルフないしミュンヘン空港への代替ルートを推奨する可変式本線案内板。オレンジ色の船形マークはアウトバーンの迂回推奨を示し、アウトバーン利用者にとっての代替ルート表示のシンボルとして理解されている。STAUは「渋滞」GEFAHRは「危険」の意味。 |  | |

| 画像左 : 第二東名開通以前の東名の代替高速道路は中央自動車道であった。両路線間にはラダーとなる連絡路がなく、格子状ネットワークを形成していない。このため、アウトバーンに見る迂回機能を十分に発揮できないでいた。画像右 : 並行路線があるだけでは迂回路としての機能は弱く、路線の一部区間で通行止めが発生すれば路線全体に影響が及ぶ。しかし並行する路線間をラダー方式で接続すれば、路線の一部で通行止めが発生してもその影響は限定的となる。当時の日本の高速道路の弱点は、高速道路間がラダーで結ばれていないことにより、幹線交通のネットワークがいざというときに、代替路線に交通を流し得る機能を十分持っていないことにあった。  |  | 画像左 : 第二東名開通以前の東名の代替高速道路は中央自動車道であった。両路線間にはラダーとなる連絡路がなく、格子状ネットワークを形成していない。このため、アウトバーンに見る迂回機能を十分に発揮できないでいた。画像右 : 並行路線があるだけでは迂回路としての機能は弱く、路線の一部区間で通行止めが発生すれば路線全体に影響が及ぶ。しかし並行する路線間をラダー方式で接続すれば、路線の一部で通行止めが発生してもその影響は限定的となる。当時の日本の高速道路の弱点は、高速道路間がラダーで結ばれていないことにより、幹線交通のネットワークがいざというときに、代替路線に交通を流し得る機能を十分持っていないことにあった。 |
| 画像左 : 第二東名開通以前の東名の代替高速道路は中央自動車道であった。両路線間にはラダーとなる連絡路がなく、格子状ネットワークを形成していない。このため、アウトバーンに見る迂回機能を十分に発揮できないでいた。 画像右 : 並行路線があるだけでは迂回路としての機能は弱く、路線の一部区間で通行止めが発生すれば路線全体に影響が及ぶ。しかし並行する路線間をラダー方式で接続すれば、路線の一部で通行止めが発生してもその影響は限定的となる。当時の日本の高速道路の弱点は、高速道路間がラダーで結ばれていないことにより、幹線交通のネットワークがいざというときに、代替路線に交通を流し得る機能を十分持っていないことにあった。 |  | |

四全総が策定されて第二東名の計画が具体的に動き出すよりも以前に、すでに危機的状況にあった東名および名神の交通量増加による機能不全を踏まえ、有識者が着目したのは日本国外の高速道路事情であった。かつて名神の建設に際し、ドイツやアメリカの技術者を招聘して高速道路建設のノウハウを学んだように、高速道路の運営面についても特にドイツの先進的な事例に自然に目が向けられることになった。
日本では大きな批判を浴びた東名と第二東名の関係になぞらえるダブルネットワークの形態は、道路先進国のドイツではごく一般的なものである。ケルンやボンとミュンヘン間の約600 kmを結ぶアウトバーンは、ライン川を挟んで2本存在し、ボンからルール地方、ブレーメン、ハンブルクを結ぶ路線についても同様で、いずれも途中でラダー状に結んだネットワークを形成している。これにより、都市間を結ぶどのリンクに障害が生じても代替ルートが提供されており、アウトバーンには迂回を推奨するオレンジ色の船形マークもしくは「Umleitung」（迂回路の意味）の文字に高速道路ナンバリングを組み合わせた緊急の迂回道路を示す可変式標識があり、ルートの一部で渋滞または事故があった場合は、ドライバーが標識やラジオで情報をキャッチして直ちに迂回道路に回るというシステムが構築されている。このように、解消の望みのない渋滞に巻き込まれた交通を、容量に余裕のある並行路線に誘導するのが迂回制御システムであり、この迂回制御が実施されるタイミングとしては、渋滞による旅行時間の損失が迂回ルートをとった場合の旅行時間の増加分を上回ると予想された場合に開始される。
この迂回制御システム考案のきっかけは、1960年代後半にアウトバーンの渋滞が目立つようになったことから、高速道路の効率的で安全な交通運用を目指そうという機運の高まりによるものであった。これを受けて1970年に交通制御の基本方針が策定され、この内のひとつが迂回制御を行って道路網上の負荷の均一化を計り、渋滞解消のための道路拡幅等の改良工事の緊急性を低減し、建設計画の弾力性を高めようという狙いであった。こうしたラジオや標識を使った迂回システムは1975年までには早くも実施されており、日本の場合はドイツより大きく出遅れて1982年（昭和57年）7月に郵政省（当時）よりハイウェイラジオの実験局の免許認可が下りている。同年12月には東名で試験運用を開始したが、そもそも迂回路がないために放送内容はもっぱら渋滞距離や事故発生案内に終始した。
イギリスではロンドン - リバプール間約400 kmに、バーミンガム経由とノッティンガム、マンチェスター経由の2本の高速道路が敷設され、こちらもラダーで結ばれている。アメリカ合衆国も同様であるが、例えばニューヨーク - ボストン間には高速道路が4本あり、その理由のひとつとして、アメリカが他国から攻撃を受けた場合、1本では物流を断たれてしまうおそれがあるため、国家安全保障の観点も含めて複数の代替路線が用意されている。アメリカの考え方では、自国の利益を守る道路は公共財であって私的財ではない。第二東名は採算が取れない赤字路線であるとするデータも、道路とは公共財であるゆえに、採算性の議論を第二東名に当てはめるのは間違いであるとする専門家の意見もある。なお、1980年代におけるイギリスやアメリカの道路整備状況は決して良好とは言えず、アメリカに至っては荒廃が目に余る状況であったとされるが、そうした国でさえ補完道路を含めた幹線ネットワークが整備されていた。
一方日本では、主要幹線高速道路に並行する代替路線と相互連絡する道路もない状況で国内経済を下支えする状況が長く続いてきたため、頻発する交通集中によって多額の経済損失を被る結果となっていた。なお、第二東名開通以前の東名には、中央自動車道（中央道）というバイパスルートがあったにせよ、東京 - 小牧以西間を通しで利用する交通は少ないことから、中央道が東名のバイパス機能を完全には果たすことは期待できなかった。
また、中央道と東名が途中で連絡路を介して相互に行き来できないことも、中央道が東名のバイパスとして機能しない要因の一つであった。日本の場合、高速道路は1本の路線で結ばれているだけであり、もし事故等で一部区間が閉鎖された場合、その道路全体の機能を著しく低下させることは日本坂トンネル火災事故によって実証済みであった。そうした事態が発生しても大きな支障を生じないようにするためには、並行する幹線高速道路間を結ぶラダー状の連絡路を建設のうえ、代替路を多く確保しておくことが重要となるが、東名と第二東名、中央道を相互に連絡する2本の横断自動車道（三遠南信自動車道、中部横断自動車道、および連絡道路）の建設はこうしたネットワーク確保の意味がある。代替ネットワークを形成することで、1本の道路に頼る場合と比べていざという時の機能麻痺をカバーすることが可能となる。

### 開通後

#### 豊田東JCT - 東海IC間の開通
| 第二東名としては中京地区が最も早い開通を見たが、東京 - 名古屋 - 神戸間の国土軸を形成するのはしばらく後のことで、当面は当該地区のネットワーク構築が優先されることから路線名も伊勢湾岸自動車道を称した。画像左 : 第二東名として最初の開通区間である名古屋南IC - 東海IC間（東海市名和町）。画像右 : 第二東名として先行開通した豊田東JCT以西の区間を刈谷ハイウェイオアシスから望む。画像奥の名港トリトンの主塔が垣間見えるところが第二東海自動車道の終点の名古屋港方面。  |  | 第二東名としては中京地区が最も早い開通を見たが、東京 - 名古屋 - 神戸間の国土軸を形成するのはしばらく後のことで、当面は当該地区のネットワーク構築が優先されることから路線名も伊勢湾岸自動車道を称した。画像左 : 第二東名として最初の開通区間である名古屋南IC - 東海IC間（東海市名和町）。画像右 : 第二東名として先行開通した豊田東JCT以西の区間を刈谷ハイウェイオアシスから望む。画像奥の名港トリトンの主塔が垣間見えるところが第二東海自動車道の終点の名古屋港方面。 |
| 第二東名としては中京地区が最も早い開通を見たが、東京 - 名古屋 - 神戸間の国土軸を形成するのはしばらく後のことで、当面は当該地区のネットワーク構築が優先されることから路線名も伊勢湾岸自動車道を称した。 画像左 : 第二東名として最初の開通区間である名古屋南IC - 東海IC間（東海市名和町）。画像右 : 第二東名として先行開通した豊田東JCT以西の区間を刈谷ハイウェイオアシスから望む。画像奥の名港トリトンの主塔が垣間見えるところが第二東海自動車道の終点の名古屋港方面。 |  | |

第二東名としては1998年（平成10年）3月に名古屋南IC - 東海IC間が最も早く開通したが、この区間は名古屋都市圏の幹線道路網構築を優先するとの意味から「伊勢湾岸自動車道」を称することになり、2005年（平成17年）3月までにこの路線名で豊田東JCT - 東海IC間（西は四日市JCTまで）が全通した。

#### 御殿場JCT - 三ケ日JCT間の開通
一方、伊勢湾岸自動車道を除いた区間について、NEXCO中日本は2011年（平成23年）8月、その開通見通しを2012年（平成24年）初夏として、道路名称を仮称の第二東名高速道路から新東名高速道路に決定した旨を発表した。
開通を目前にしてもマスコミはなお、新東名に対する懐疑的な見方を持った。並行する東名の渋滞解消に貢献するとしても、高コストの新東名がそれに見合う交通量の確保ができるか疑問を投げかけた。1990年代半ば以降、東名の交通量は頭打ちで、日本国内の新車の販売台数も1990年代半ばの6割近くに落ち込むなど、将来の交通量の大幅な増加が見込めない状況にあったからである。
| 画像左 : 新東名として2012年に開通した静岡県区間の島田金谷IC付近。ICやSA等の分合流箇所では付加車線追加として当初から片側3車線で運用。画像右 : 岡崎SA付近。愛知県区間は用地は往復6車線で取得済みだが構造物は往復4車線仕様。このため静岡県区間と比べると幅員は狭い。 |  | 画像左 : 新東名として2012年に開通した静岡県区間の島田金谷IC付近。ICやSA等の分合流箇所では付加車線追加として当初から片側3車線で運用。画像右 : 岡崎SA付近。愛知県区間は用地は往復6車線で取得済みだが構造物は往復4車線仕様。このため静岡県区間と比べると幅員は狭い。 |
| 画像左 : 新東名として2012年に開通した静岡県区間の島田金谷IC付近。ICやSA等の分合流箇所では付加車線追加として当初から片側3車線で運用。画像右 : 岡崎SA付近。愛知県区間は用地は往復6車線で取得済みだが構造物は往復4車線仕様。このため静岡県区間と比べると幅員は狭い。 |  | |

2012年（平成24年）4月、御殿場JCT - 三ヶ日JCT間（161.9 km、本線144.7 km、連絡路17.2 km）が、総事業費2兆5710億円、施行命令から18年5か月を費やして開通した。約162 kmという、これまで開通した日本の高速道路の中で一度の開通としては最長であることから、NEXCO中日本では米国映画「史上最大の作戦」をもじった「史上最長の作戦」を事業促進の合言葉として、一丸となって工事完成にこぎ着けた。これにより、当初予定された2013年度末の開通目標が2012年初夏となり、おおむね1年前倒しでの開通となった。
新東名の開通により、東名において行われていた改修工事について、新東名への迂回路が完成したことで長期規制を伴う大規模老朽化対策工事の実施が可能となった。これまでは工事期間を限定した集中工事方式を採用せざるを得なかったが、新東名の開通によって資材搬入や施工範囲に制限がない重点的な工事が可能となった。今回の開通区間は、東名の由比地区における台風や高潮による通行止めの際の代替ルートを担うことが特徴となっている。開通後1年間における効果としては、東名と合わせた利用台数が約8万3,000台と開通前より14パーセント増加した。そして、静岡県内の東名で発生していた10 km以上の渋滞は9割減少した。以前は東名を走行していた長距離トラックが、起伏やカーブが少ない新東名に移行したというデータも示された。
当該区間は2003年（平成15年）の第1回国幹会議で新東名の車線縮小が議決される以前から着工、おおむね完成していた経緯から、暫定4車線（一部区間では片側3車線運用、清水連絡路および引佐連絡路は完成4車線）ではあるものの、路肩側に1車線分の空間が余るという広幅員路線となった。この時の運用における一部片側3車線区間は付加車線扱いで、付加車線の延長は上下線ともに概ね50 kmであり、静岡県区間の約3分の1が片側3車線であった。付加車線は主に自然渋滞の発生が見込まれるインターチェンジ付近やジャンクションの合流部、サグ区間で、短い区間で約3 km、長い区間では約14 km連続した。
その後、当該区間については2018年（平成30年）8月に6車線化することが決定された。渋滞対策ではなく、自動運転の一形態である「トラック隊列走行」の実現を見据えたものである。なお、この区間は一部を除き6車線分の道路施設がほぼ完成した状態で4車線による整備計画に変更された経緯があり、ガイドポストの設置により4車線に減らされている区間が多いことへの批判があった。

#### 浜松いなさJCT - 豊田東JCT間の開通
2016年（平成28年）2月、浜松いなさJCT - 豊田東JCT間 (55.2 km) が延伸開通して伊勢湾岸自動車道と接続された。当該区間は暫定4車線（完成時6車線）で整備された。並行する東名の音羽蒲郡IC - 豊田JCT間の上下線では渋滞が慢性的で、当該区間の一部では暫定的な3車線運用を実施していたが、それでも渋滞が残る状況であった。しかし、新東名愛知県区間の開通から1週間のデータでは、東名の渋滞発生回数が前年の同月では13回であったものが開通後は発生せず、ダブルネットワークの効果が早速現れた。また、2017年（平成29年）4月に公表された開通5年間の効果としては、御殿場 - 豊田間における渋滞の時間的損失は、2011年比で約9割減の約150万台・時間となった。2016年（平成28年）度における利用台数は約9万2,000台で、大型車は約3割を占めた。事故率はNEXCO中日本管内の平均に対して36パーセントと低く、カーブや勾配が緩いことが貢献しているとされる。沿線の工場立地も加速し、2016年（平成28年）には静岡県では74件と全国首位となった。

#### 海老名南JCT - 伊勢原JCT間の開通
2018年（平成30年）1月、神奈川県内としては最初の供用区間となる海老名南JCT - 厚木南IC間1.5 kmが開通した。短距離であるため、4車線（暫定形で用地は6車線確保済）では車線変更が伴うことで、厚木南IC - 伊勢原JCTまで開通した2019年（平成31年）3月までは片側1車線の運用としていた。施行命令を受けている区間としては、新東名にとって海老名南JCTが当面の起点となる。
2019年（平成31年）3月、厚木南IC - 伊勢原JCT間4.3 kmが開通し、伊勢原JCTから東名と新東名の2つのルートで首都圏中央連絡自動車道（圏央道）にアクセスできるようになり、各所の渋滞緩和に寄与することとなった。

#### 伊勢原JCT - 御殿場JCT間の開通
新東名として最後の未開通区間となったこの区間は、2020年（令和2年）3月に伊勢原JCT - 伊勢原大山IC間が先行開通した。
2021年（令和3年）4月、新御殿場IC - 御殿場JCT間が開通し、あわせて新御殿場ICに接続する御殿場バイパス（西区間）および須走道路も開通。これにより、その先の東富士五湖道路と中央道富士吉田線を介し、新東名と中央道を行き来出来るようになった。
2022年（令和4年）4月、伊勢原大山IC - 新秦野IC間が開通した。
残る新秦野IC - 新御殿場IC間については、高松トンネルの脆弱な地山や断層帯による掘削難航のため、開通が2027年度（令和9年度）予定と遅れることになった。

### 年表
- 1971年（昭和46年）4月1日 : 建設省が第二東名の計画調査を開始[263]。
- 1982年（昭和57年）3月5日 : 建設相の諮問機関、道路審議会が第二東名、第二名神の建設を提言[264]。
- 1987年（昭和62年）
  - 6月30日 : 第四次全国総合開発計画の閣議決定により、第二東名自動車道として東京 - 名古屋間が高規格幹線道路に構想される[265][266]。
  - 9月1日 : 国土開発幹線自動車道建設法の一部改正により、第二東海自動車道として東京都 - 名古屋市が国土開発幹線自動車道の予定路線となる[267]。
- 1989年（平成元年）
  - 2月17日 : 第二東海自動車道横浜東海線として横浜市 - 東海市が高速自動車国道に指定される[268]。
  - 2月27日 : 基本計画が決定する[269][270]。
- 1991年（平成3年）12月3日 : 長泉沼津 - 東海間の整備計画が決定する[271]。
- 1993年（平成5年）
  - 11月9日 : 長泉町 - 東海間に施工命令が出る[271]。
  - 12月4日 : 長泉町 - 豊田市間の工事に着手する[272]。

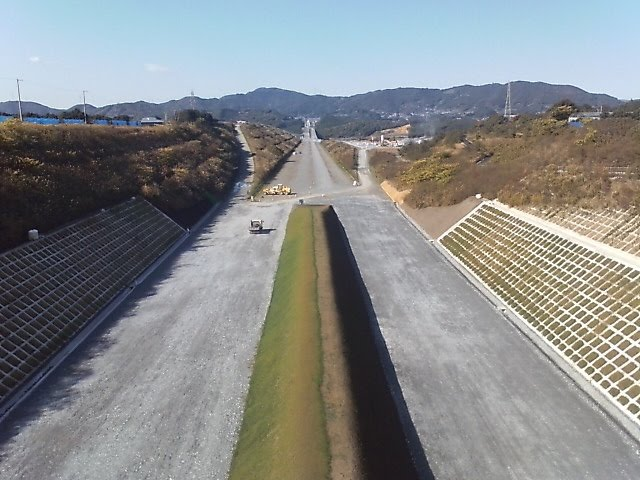
建設中の新東名高速道路。上り方面。（静岡県浜松市、2008年11月撮影）

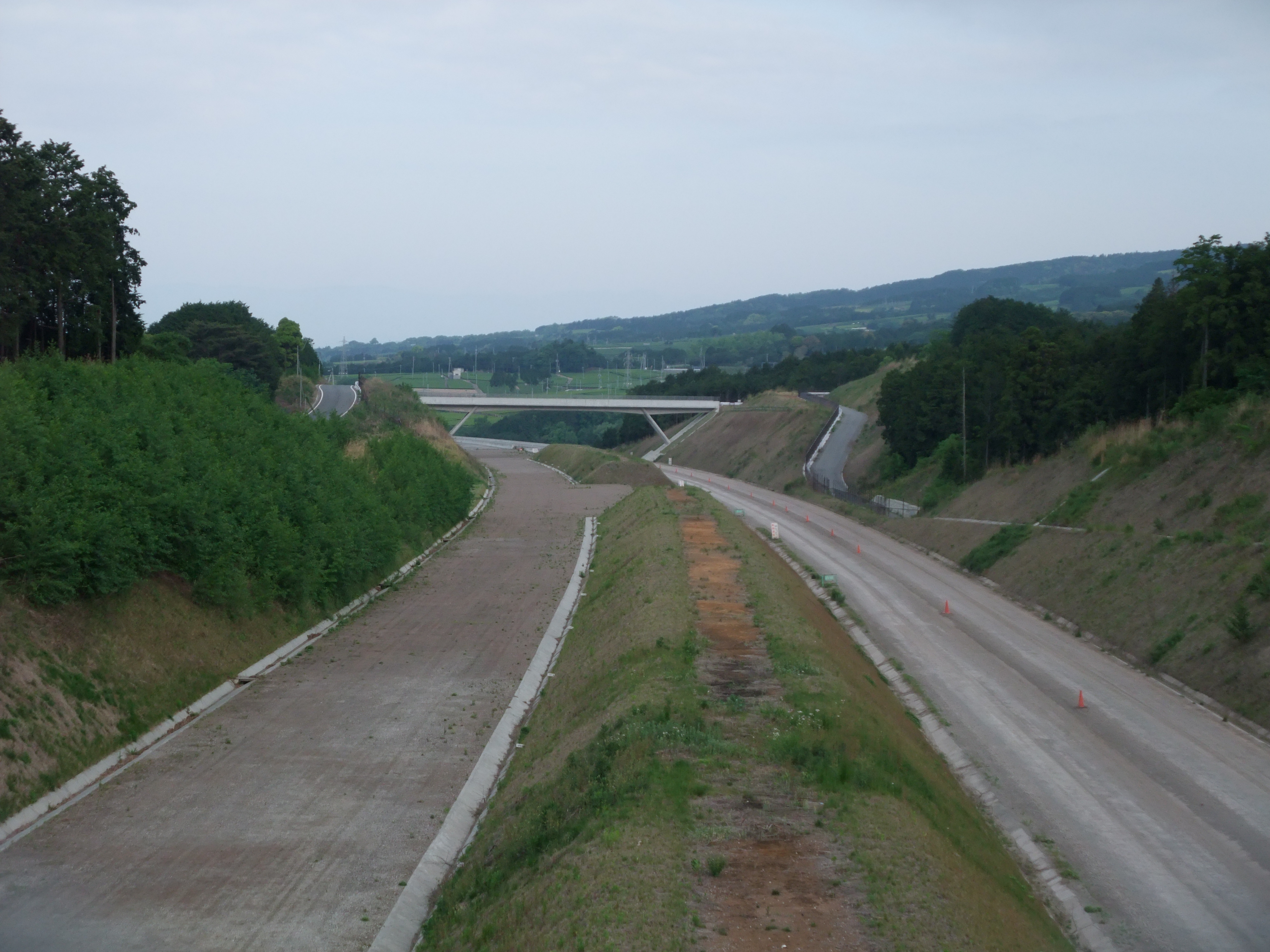
土木工事がほぼ完了した新東名高速道路（静岡県沼津市、2009年5月撮影）

- 1996年（平成8年）12月27日 : 海老名市 - 秦野市、御殿場市 - 長泉町間の整備計画が決定する[271]。
- 1997年（平成9年）
  - 2月5日 : 第二東海自動車道横浜名古屋線として横浜市 - 名古屋市が高速自動車国道に指定される[144]。
  - 12月25日 : 御殿場市 - 長泉町間に施工命令が出る[271]。
- 1998年（平成10年）
  - 1月20日 : 御殿場JCT - 長泉沼津IC間の工事に着手する[273]。
  - 3月30日 : 名古屋南IC - 東海IC間が第二東名として初めて開通[274]。
  - 4月8日 : 海老名市 - 伊勢原市間に施工命令が出る[269]。
  - 4月17日 : 海老名南JCT - 伊勢原北IC（現・伊勢原大山IC）間の工事に着手する[275]。
  - 12月25日 : 秦野IC - 御殿場JCT間の整備計画が決定する[270]。
- 1999年（平成11年）12月24日 : 伊勢原市 - 秦野市間に施工命令が出る[269]。
- 2000年（平成12年）1月12日 :  伊勢原北IC（現・伊勢原大山IC） - 秦野IC（現・新秦野IC）間の工事に着手する[276]。
- 2003年（平成15年）12月25日 : 第1回国土開発幹線自動車道建設会議（国幹会議）[277]で整備計画の変更（コスト削減）が決定する[278]。
- 2006年（平成18年）
  - 2月7日 : 第2回国幹会議にてさらなるコスト削減（2.5兆円）による整備計画事業の変更[271]。
  - 3月31日 : 事業許可および機構協定締結する[271]。
  - 4月19日 : 秦野市 - 御殿場市間の工事に着手する[279]。
- 2009年（平成21年）8月15日 : 8月11日に発生した駿河湾地震で東名高速道路が通行止になり、その影響で特に混雑が著しい大井川の渡河区間において、建設中の大井川橋を緊急通路として開放する[280][281]。
- 2011年（平成23年）
  - 3月1日 : 静岡SAスマートIC、浜松浜北スマートIC（現・浜松SAスマートIC）の設置が許可される[282]。
  - 3月11日 : 東北地方太平洋沖地震（東日本大震災）が発生し、東名高速道路および並行する国道1号が通行止になり、建設中の藤枝岡部IC - 新富士ICの上り線を緊急輸送路として活用する[283]。
  - 8月26日 : 道路名称が新東名高速道路に、御殿場JCT - 浜松いなさJCT間と清水連絡路および引佐連絡路の各施設の名称が正式決定する[241][284]。
  - 11月2日 : 静岡SAスマートIC、浜松浜北スマートICの名称がそれぞれ静岡SAスマートIC、浜松SAスマートICに正式決定する[285]。

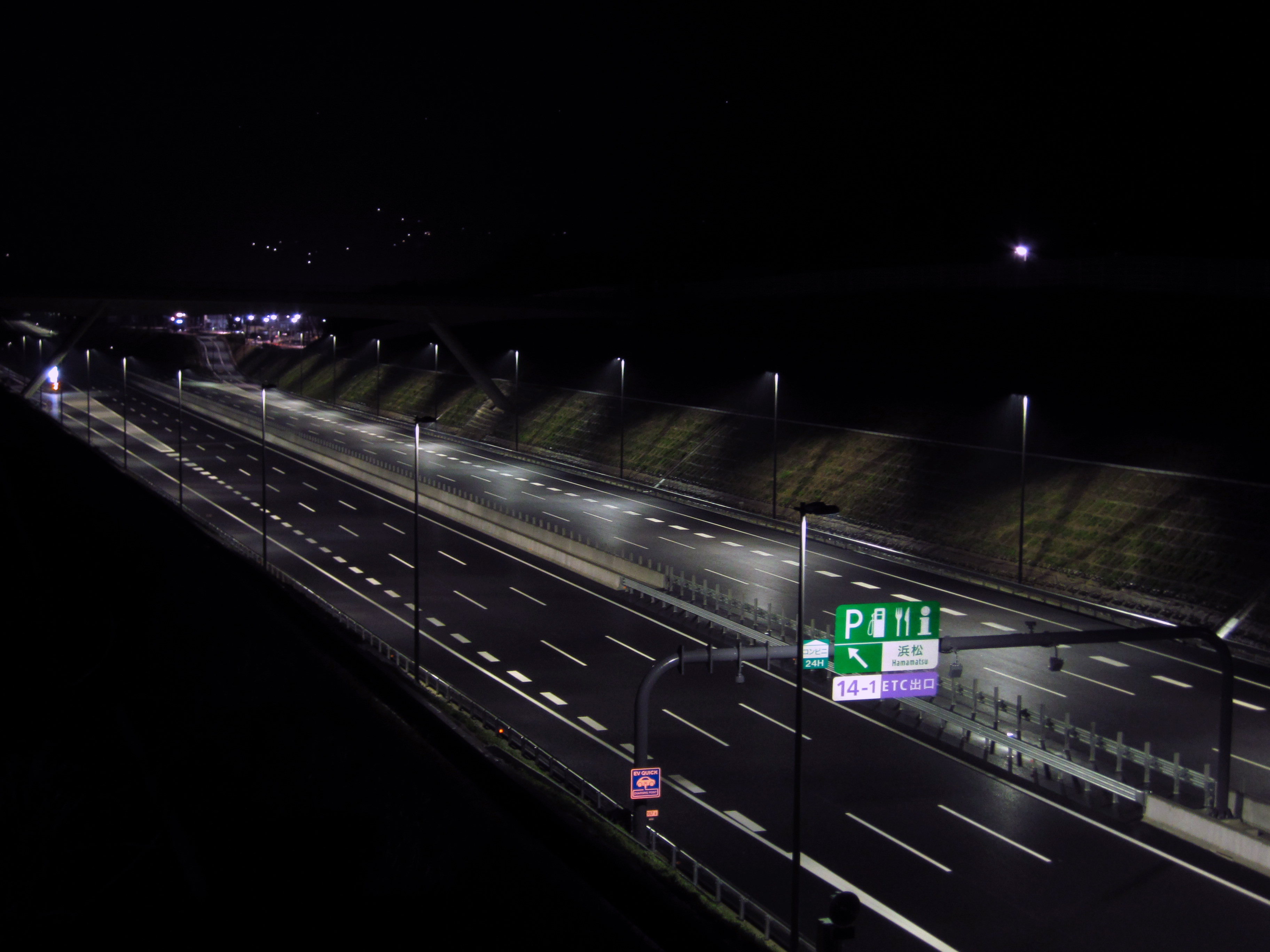
第二東海自動車道として最初の施行命令を受けてから18年目にして新東名は開通した。画像は開通前夜の浜松SA付近（静岡県浜松市、2012年4月13日撮影）。

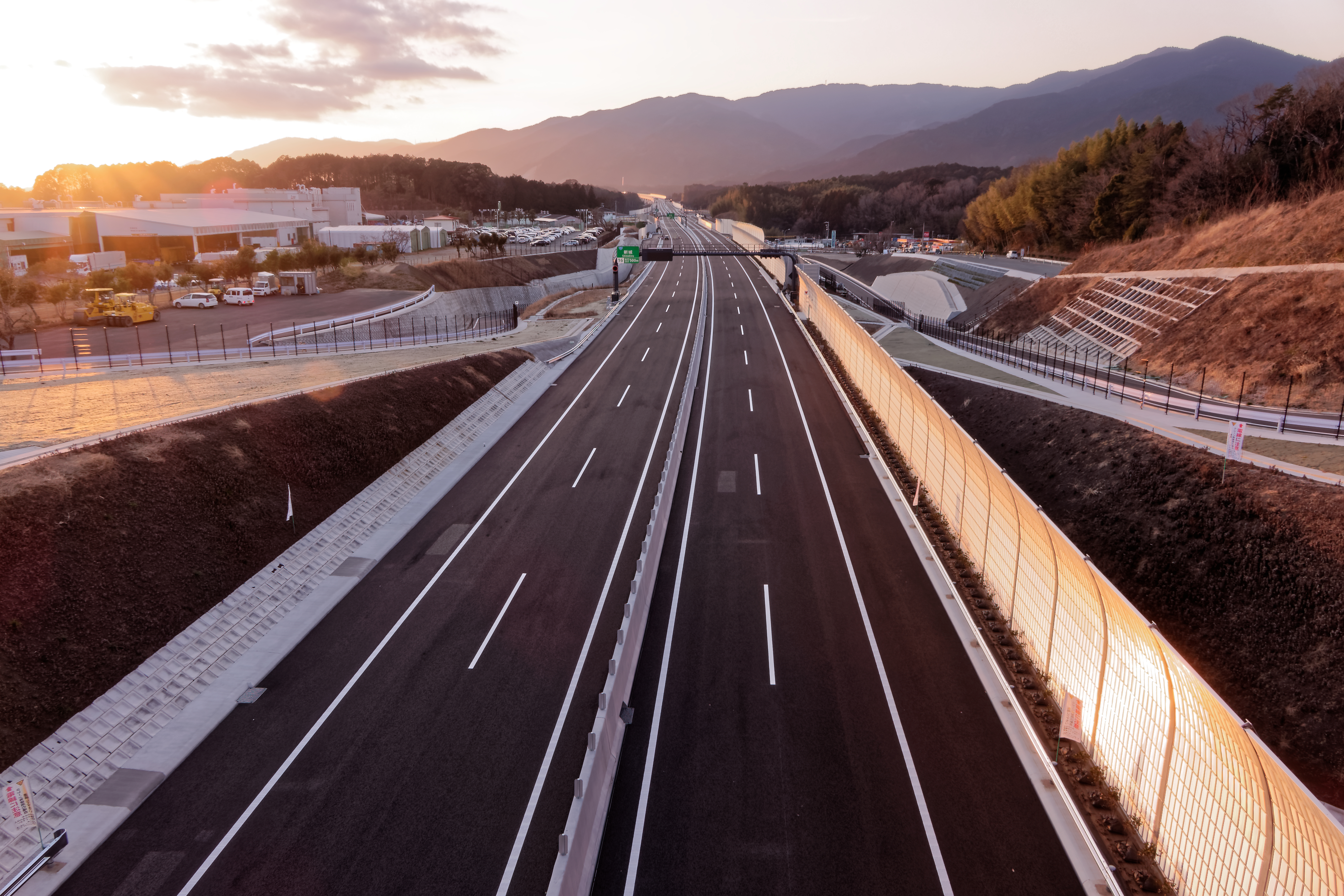
2016年には浜松いなさJCT - 豊田東JCT間が開通。画像は開通間近の新城IC付近（愛知県新城市、2016年2月11日撮影）。

- 2012年（平成24年）4月14日 : 御殿場JCT - 浜松いなさJCT間、清水連絡路の清水JCT - 新清水JCT間、引佐連絡路の三ヶ日JCT - 浜松いなさJCT間がそれぞれ開通し、これまでに開通した日本の高速道路で一度の開通延長が最も長い区間となる約162 kmが開通する[244]。
- 2014年（平成26年）
  - 3月29日 : 遠州森町スマートICが供用開始する[286]。
  - 7月23日 : 2014年度末に開通予定だった浜松いなさJCT - 豊田東JCT間の開通予定年度を2015年度（平成27年度）末に見直すことを発表する[287]。
  - 9月18日 : 浜松いなさJCT - 豊田東JCT間の各施設の名称が正式決定する[288]。
- 2016年（平成28年）
  - 2月13日 : 浜松いなさJCT - 豊田東JCT間が開通する[10]。
  - 3月24日 : 警察庁が御殿場JCT - 浜松いなさJCT間の最高速度について、100 km/hから110 km/hへの引き上げ試行を2017年（平成29年）から認める方針を発表する[289]。
  - 4月21日 : 2016年度末に開通予定だった海老名南JCT - 厚木南IC間の開通予定年度が2017年度末になると発表する[290][291]。
  - 10月13日 : 警察庁が新静岡IC - 森掛川IC間の最高速度について、100 km/hから110 km/hへの引き上げを2017年度に試行すると発表する[292]。
- 2017年（平成29年）
  - 3月18日 : 駿河湾沼津スマートICが供用開始する[293]。
  - 5月24日 : 2017年度に供用開始予定で仮称だった厚木南ICの名称が正式名称として決定する[294]。
  - 11月1日 : 警察庁が新静岡IC - 森掛川IC間（約50 km）の最高速度を試験的に100 km/hから110 km/hに引き上げる[295]。

| 2018年には静岡県区間の本線で6車線化の事業許可が下りた。左画像は拡幅工事中の三岳山トンネル付近（浜松SA - 浜松いなさJCT間）。画像右は御殿場JCT - 浜松いなさJCT間の全線6車線化完成間近の新東名（新富士IC付近、2020年12月19日撮影）。 |  | 2018年には静岡県区間の本線で6車線化の事業許可が下りた。左画像は拡幅工事中の三岳山トンネル付近（浜松SA - 浜松いなさJCT間）。画像右は御殿場JCT - 浜松いなさJCT間の全線6車線化完成間近の新東名（新富士IC付近、2020年12月19日撮影）。 |
| 2018年には静岡県区間の本線で6車線化の事業許可が下りた。左画像は拡幅工事中の三岳山トンネル付近（浜松SA - 浜松いなさJCT間）。画像右は御殿場JCT - 浜松いなさJCT間の全線6車線化完成間近の新東名（新富士IC付近、2020年12月19日撮影）。 |  | |

- 2018年（平成30年）

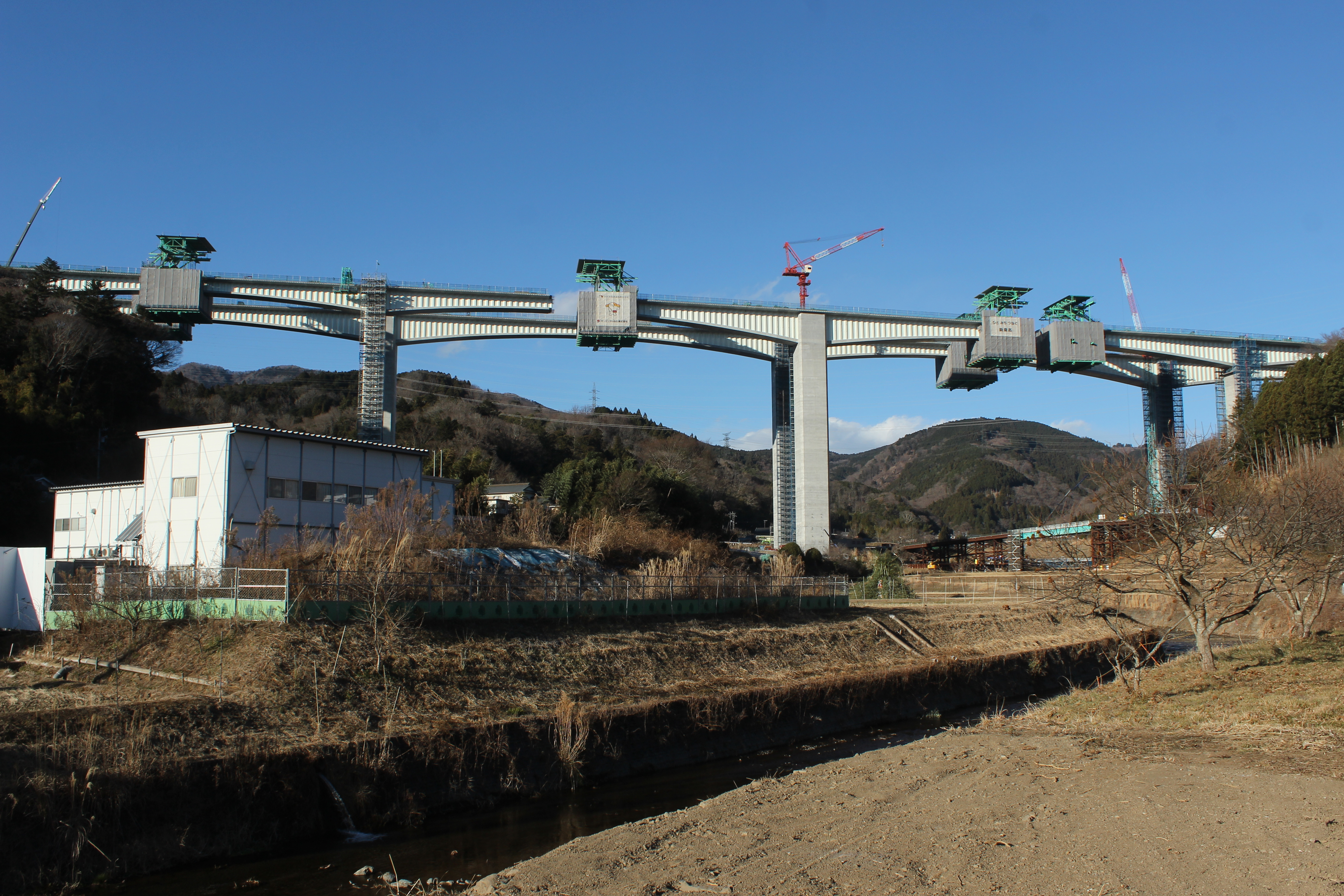
施行命令が遅れた御殿場JCT以東の一部区間は2021年時点も建設中である（静岡県駿東郡小山町、2021年1月撮影）。

  - 1月28日 : 海老名南JCT - 厚木南IC間が開通する[18][296][注釈 4]。
  - 3月20日 : 2018年度（平成30年度）に開通予定だった伊勢原JCT - 伊勢原北IC間の開通予定年度が2019年度（平成31年度）になると発表する[297]。
  - 8月10日 : 御殿場JCT - 浜松いなさJCT間の6車線化について国土交通省より事業許可を受ける[25]。
- 2019年（平成31年）
  - 1月30日 : 警察庁が3月1日から新静岡IC - 森掛川IC間（約50 km）の最高速度を試験的に110 km/hから120 km/hに引き上げると発表[298]。
  - 2月19日 : 伊勢原JCT（仮称）と伊勢原北IC（仮称）の名称がそれぞれ「伊勢原JCT」「伊勢原大山IC」に正式決定[40]。
  - 3月1日 : 新静岡IC - 森掛川IC間の最高速度が試験的に110 km/hから120 km/hに引き上げられる[29]。
  - 3月10日 : 新清水JCTで中部横断自動車道と接続する[299]。
  - 3月17日 : 厚木南IC - 伊勢原JCT間が開通する[40][300][301]。
- 2020年（令和2年）
  - 3月7日 : 伊勢原JCT - 伊勢原大山IC間が開通する[302]。
  - 7月16日 : 新静岡IC - 藤枝岡部IC間の上り線と長泉沼津IC - 藤枝岡部IC間の下り線が片側3車線化される[303]。
  - 10月29日 : 御殿場JCT - 長泉沼津ICと島田金谷IC - 浜松いなさJCT間の上下線が6車線化される[304]。
  - 11月25日 : 2020年12月22日に長泉沼津IC - 新静岡IC間の上り線と藤枝岡部IC - 島田金谷IC間の上下線が6車線化し、御殿場JCT - 浜松いなさJCT間の全線6車線化が完成となることが発表される[26]。また、同日に御殿場JCT - 浜松いなさJCT間の上下線約145 kmについて、試験的に実施されていた新静岡IC - 森掛川IC間を含め最高速度を120 km/hに正式に引き上げると発表[30]。
  - 12月22日 : 長泉沼津IC - 新静岡IC間の上り線と藤枝岡部IC - 島田金谷IC間の上下線が6車線化し、御殿場JCT - 浜松いなさJCT間全線の6車線化が完成[26]。同時に御殿場JCT - 浜松いなさJCT間の上下線約145 kmについて、試験的に実施されていた新静岡IC - 森掛川IC間を含め最高速度を120 km/hに正式に引き上げ[30]。
- 2021年（令和3年）
  - 4月10日 : 新御殿場IC - 御殿場JCT間が開通する[262]。
  - 7月17日 : 新磐田スマートICが供用開始する[305]。
  - 10月6日 : 秦野SA/スマートIC（仮称）と秦野IC（仮称）の名称がそれぞれ「秦野丹沢SA/スマートIC」「新秦野IC」に正式決定[42]。
- 2022年（令和4年）4月16日 : 伊勢原大山IC - 新秦野IC間が開通する[31]。

### 供用開始予定年度
- 2027年度（令和9年度） - 新秦野IC - 新御殿場IC[32]
- 未定 - 秦野丹沢SA[42]

## 路線状況
御殿場JCT - 浜松いなさJCT間の6車線区間は144.7 kmにもおよび、1つの高速自動車国道では全国最長の6車線区間である。
また、第1種第1級（設計速度120 km/h）で施工されている御殿場JCT - 浜松いなさJCT間を含め、開業当初の最高速度は100 km/hとされた。その後、全線6車線区間化された御殿場JCT - 浜松いなさJCT間に関して、最高速度が120 km/hに引き上げられている。この区間では大貨等・三輪・牽引の最高速度とそれ以外の車種の最高速度の標識がそれぞれ設置されている。また、大型貨物自動車などを第一走行車線を走行させるため、JCT・IC・休憩施設の合流後の本線上に通行区分規制標識が設置された。

### 車線・最高速度
| 区間       | 区間                              | 車線           | 車線   | 車線   | 最高速度                                  | 最高速度                                | 最高速度                                   | 設計速度 |
| 区間       | 区間                              | 上下線         | 上り線 | 下り線 | 大型特殊 三輪・牽引                       | 大型貨物 特定中型貨物                   | 左記を除く車両                             | 設計速度 |
| ---------- | --------------------------------- | -------------- | ------ | ------ | ----------------------------------------- | --------------------------------------- | ------------------------------------------ | -------- |
| 本線       | 海老名南JCT - 厚木南IC            | 4 （暫定4車線) | 2      | 2      | (上り)70 km/h (指定) (下り)80 km/h (法定) | (上り)70km/h (指定) (下り)90km/h (法定) | (上り)70 km/h (指定) (下り)100 km/h (法定) | 120km/h  |
| 本線       | 厚木南IC - 新秦野IC               | 4 （暫定4車線) | 2      | 2      | 80 km/h （法定）                          | 90 km/h （法定）                        | 100 km/h （法定）                          | 120km/h  |
| 本線       | （新秦野IC - 新御殿場IC間未開通） |                |        |        |                                           |                                         |                                            | 120km/h  |
| 本線       | 新御殿場IC - 御殿場JCT            | 4 (暫定4車線)  | 2      | 2      | 80 km/h （法定）                          | 90 km/h （法定）                        | 100 km/h （法定）                          | 120km/h  |
| 本線       | 御殿場JCT - 浜松いなさJCT         | 6              | 3      | 3      | 80 km/h （法定）                          | 90 km/h （法定）                        | 120 km/h （指定）                          | 120km/h  |
| 本線       | 浜松いなさJCT - 岡崎SA            | 4 (暫定4車線)  | 2      | 2      | 80 km/h （法定）                          | 90 km/h （法定）                        | 100 km/h （法定）                          | 120km/h  |
| 本線       | 岡崎SA - 豊田東JCT                | 6              | 3      | 3      | 80 km/h （法定）                          | 90 km/h （法定）                        | 100 km/h （法定）                          | 120km/h  |
| 清水連絡路 | 清水JCT - 新清水JCT               | 4              | 2      | 2      | 80 km/h （指定）                          | 80 km/h （指定）                        | 80 km/h （指定）                           | 80km/h   |
| 引佐連絡路 | 三ヶ日JCT - 浜松いなさJCT         | 4              | 2      | 2      | 80 km/h （指定）                          | 80 km/h （指定）                        | 80 km/h （指定）                           | 80km/h   |

### 道路規格
本線

東名、新東名、アウトバーンの横断構成を比較した図。新東名では全体的な幅員がアウトバーンと概ね同等となっている。図の新東名は大都市圏間A規格を、アウトバーンはRQ37.5タイプを用いた。図中のRQ37.5とはRegelquerschnitt（断面の規準）の略で、この基準を元にアウトバーンは建設される。37.5は道路の幅員を指す。図典拠:『アスファルト』第36巻第176号（1993年）、社団法人日本アスファルト協会、17頁・『土木学会論文集』No.444、VI-16、pp1-9、1992年3月、5頁、『高速道路と自動車』第25巻第4号（1982年4月）、64頁

- 道路規格 : 第1種第1級（海老名南JCT - 御殿場JCT、浜松いなさJCT - 豊田東JCTは暫定施工時： 第1種第2級[35][37]）
- 設計速度 : 120 km/h（完成時）[36][8]、100 km/h（暫定時）
- 車線幅員 : 3.50 m（暫定）[308]、3.75 m[308]
- 路肩
  - 左側 : 2.50 m - 3.00 m
  - 右側 : 1.25 m - 1.75 m
- 中央分離帯 : 2.25 m - 4.50 m
- 最小曲率半径 : 標準値3,000 m[36]
- 最急縦断勾配 : 標準値2.0 %[36]
- 車線数 : 暫定4車線（完成6車線）[35][36][37]

連絡路
- 道路規格 : 第1種第3級、第1種第2級[36]
- 設計速度 : 80 km/h[36]
- 最小曲線半径 : 標準値3,000 m[36]
- 最急勾配 : 標準値4.0 %[36]

### 設計速度

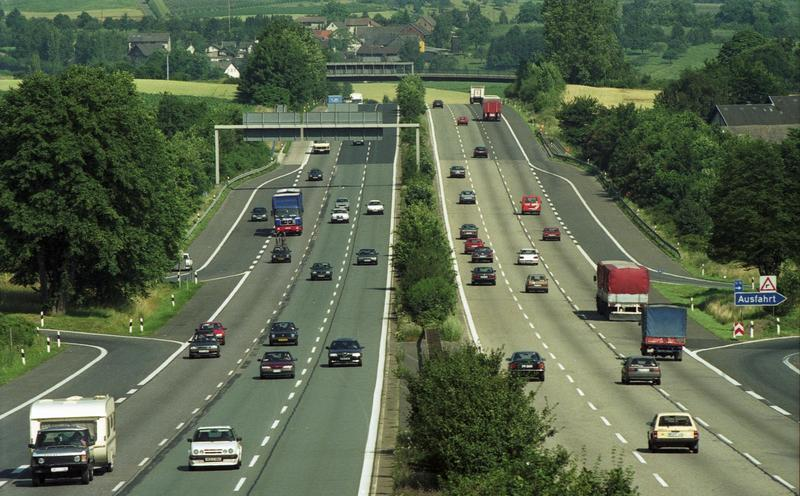
ドイツのアウトバーン（1991年撮影）。画像の路線はA3(Bundesautobahn 3)。新東名の設計速度140 km/hは諸外国の設計速度やアウトバーンの走行実態から判断して設定されている。日本道路公団では140 km/h対応に関する調査研究の一環としてアウトバーンの調査を行なった。

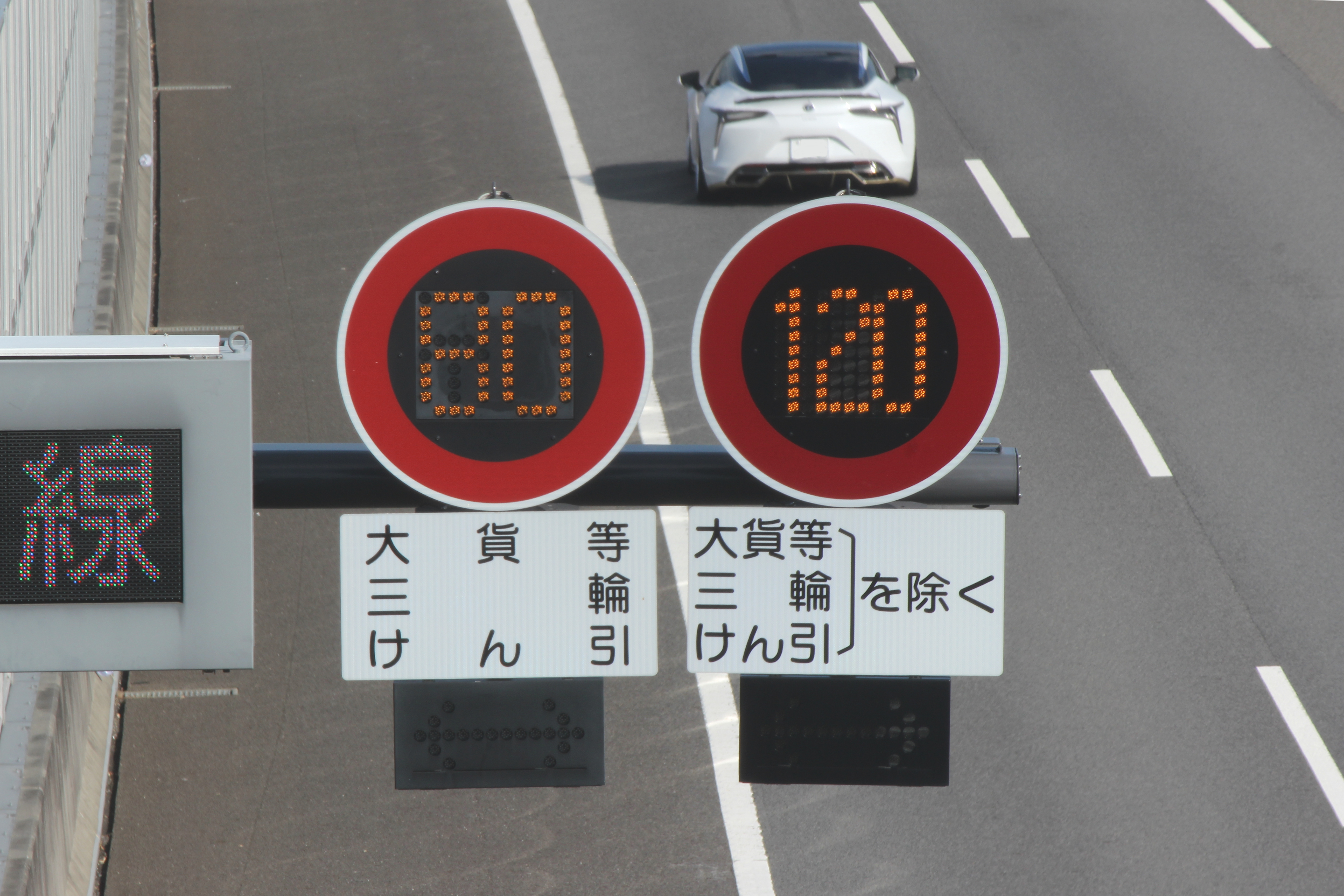
規制区間の御殿場JCT - 浜松いなさJCT間における最高速度は120 km/h（島田金谷IC付近）

新名神高速道路と同じく、道路規格は第1種第1級（設計速度120 km/h〈ただし一部区間140 km/hを担保〉）として建設されたが、規制速度は法定最高速度の100 km/hが基本となっている。日本の最高速度が100 km/hで設定されている理由について警察庁は、資料が残っていないために不明としている。この法定100 km/hは、世界水準で見れば最も低い制限速度で、各国の事例では、オランダやデンマーク、スウェーデンで120 km/hから130 km/h、イギリスで70マイル毎時（約113 km/h）、ドイツは無制限などである。かつて建設省職員が警察庁交通局幹部と連れだって高速道路の管理の調査のためにドイツを訪れたことがあったが、その際の日本側の「なぜ速度制限を入れないのか」というアウトバーン管理者への問いかけに対し、「それは政治の問題である」という返答をされたことがあった。すなわち、高速道路の使い方は産業の立地や配置を規定することにつながり、つきつめれば国土のあり方を規定することであるから、それは政治の課題であるというのである。日本では速度規制は警察が決定するが、これに対して1988年頃に自動車メーカーの広報担当者が、日本の警察による厳しい速度規制に対して週刊誌のインタビューに次のような主旨で応えている。「日本では事故が起きれば警察の責任にされることから、それを回避するために速度規制を厳しくする、スピードを下げれば事故が少ないと信じている」と手厳しく警察の対応を非難している。なお、1971年から1986年までの日本の高速道路と速度無制限のアウトバーンとの10億走行台キロあたり死者数を比較したデータによれば、両国にそれほど差が無いことが判明している。これは速度が事故率を押し上げる唯一の要因では無いことを暗に示している。ドイツでは速度の取り締まりよりも、高速走行時の危険運転行為に対して厳しく対処する傾向があるとされ、摩耗したタイヤ、急な車線変更、追越時以外の追越車線の走行などに処罰を下すとされる。
後年、警察庁は、国土交通省の担当者や学識者らをメンバーに加えた「規制速度決定の在り方に関する調査研究検討委員会」において、高速道路や一般道路の最高速度引き上げを2006年（平成18年）から3年がかりと長期間かけて検討を行ったが、高速道路の制限速度については「上限を上げるにはさらなる検証が必要で、直ちに上げる必要はない」と見送りという方針を示した。ただし、有識者として会議に出席した交通工学が専門の中村英樹（名古屋大学大学院教授）は制限速度引き上げに肯定的なコメントを出している。
2014年（平成26年）2月24日に静岡市で開かれた自民党の会合で警察庁を統括する国家公安委員会・委員長の古屋圭司は制限速度を120 km/hに見直すことを検討することを表明し、翌日にはこの発言を受けて、静岡県知事の川勝平太も140 km/hの設計速度にふれた上で、いきなり制限速度を140 km/hにあげるのではなく、120 km/hが妥当だという見解を示した。その後警察庁で行われた「交通事故抑止に資する取締り・速度規制等の在り方に関する懇談会」において、「新東名高速道路を始めとする高規格の高速道路については、設計速度120 km/hで、かつ、片側3車線以上の道路などに関して、最高速度100 km/hを超える速度への引き上げについて早急に検討を開始すべき」との提言がなされた。
それを踏まえ、2016年（平成28年）3月24日、御殿場JCT - 浜松いなさJCT間において、2017年以降に試験的に最高速度を110 km/hに引き上げると発表し、同年10月23日には、試行的に最高速度を引き上げる区間を「新静岡IC - 森掛川IC間」 (50.5 km) とすることが発表された。2017年度にも実施され、1年以上をかけてデータ収集・分析が行われた上で、最高速度100 km/hとした交通規制基準の見直しを検討するとしている。
2017年（平成29年）9月28日、警察庁から「2017年11月1日から、新静岡IC - 森掛川ICで試験的に最高速度を110 km/hに引き上げる」との発表がされ、予定通り11月1日午前10時に実施された。ただし、大型貨物車の最高速度は現行 (80 km/h) 据え置きとされた。それから1年経過してのちに静岡県警から発表された事故発生件数によると、速度引き上げに起因する大きな事故の発生はなく、前年同月比では概ね横ばいという。
さらに警察庁は2019年（平成31年）1月30日、「同年3月1日午前10時から新静岡IC - 森掛川IC間（約50 km）の最高速度を試験的に110 km/hから120 km/hに引き上げる」と発表し、予定通り実施された。その後、試験的に実施していた120 km/h区間において事故等の発生が少なかったことから新東名高速道路については2020年（令和2年）12月22日午後2時から御殿場JCT - 浜松いなさJCT間（約145 km）について正式な引き上げを行った。

### 道路施設

#### インターチェンジ

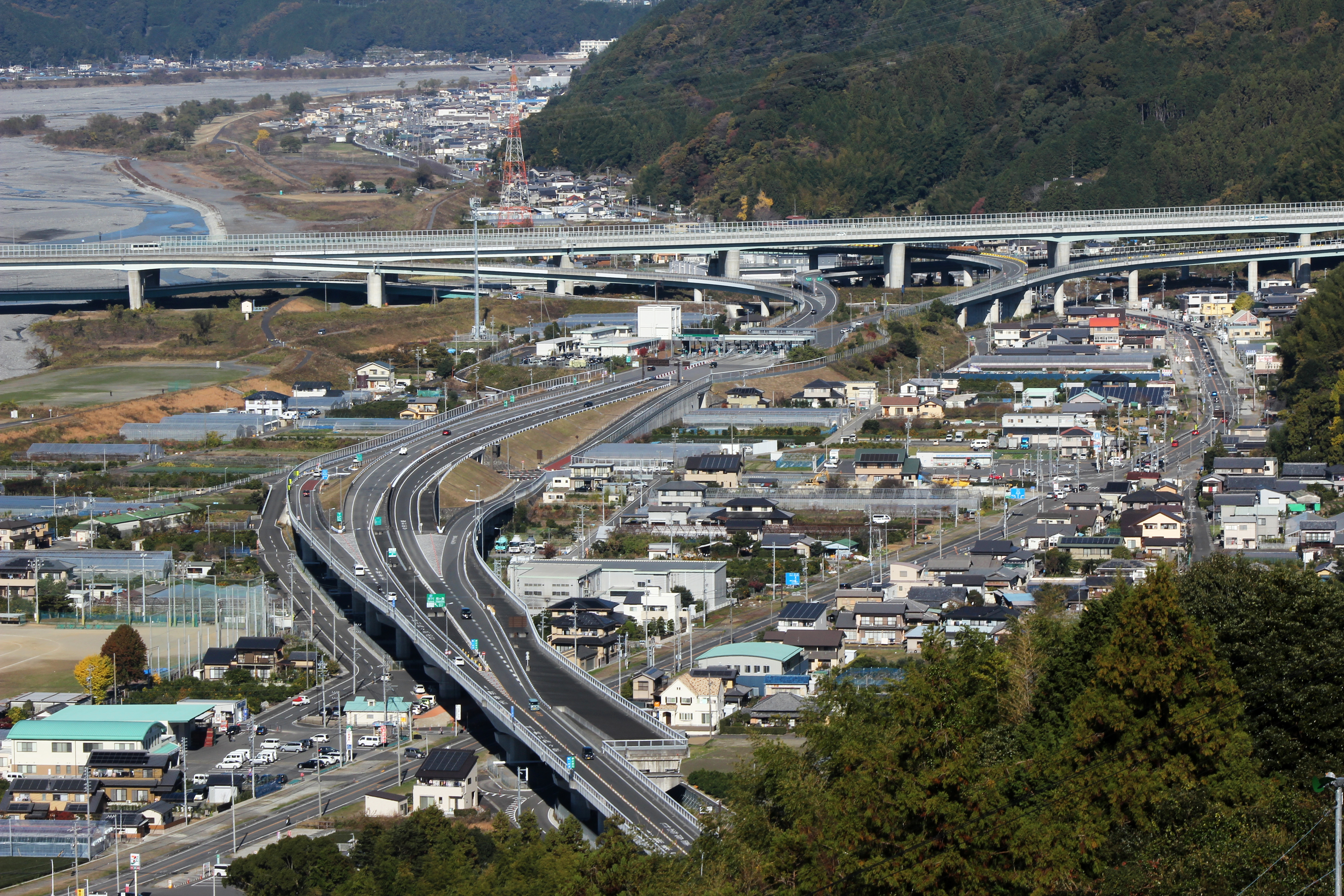
新静岡IC。東名の静岡ICとの離隔は約12 km。新東名のICは緊急時には東名との連絡が考慮されている。

新東名高速道路においては全ての一般レーンが自動精算機による対応で行われている。
新東名は東名の北側を並行しており、静岡県区間の場合はその離隔は概ね10 kmである。このことから、緊急時は2本の連絡路以外にもインターチェンジを介して一般道路により東名との連絡を行なうことが想定されている。具体的には、長泉沼津ICにおける東駿河湾環状道路を介した東名の沼津ICとの連絡、および、藤枝岡部ICにおける藤枝バイパスと主要地方道2.5 kmを介した東名の焼津ICとの連絡等である。

#### サービスエリア・パーキングエリア

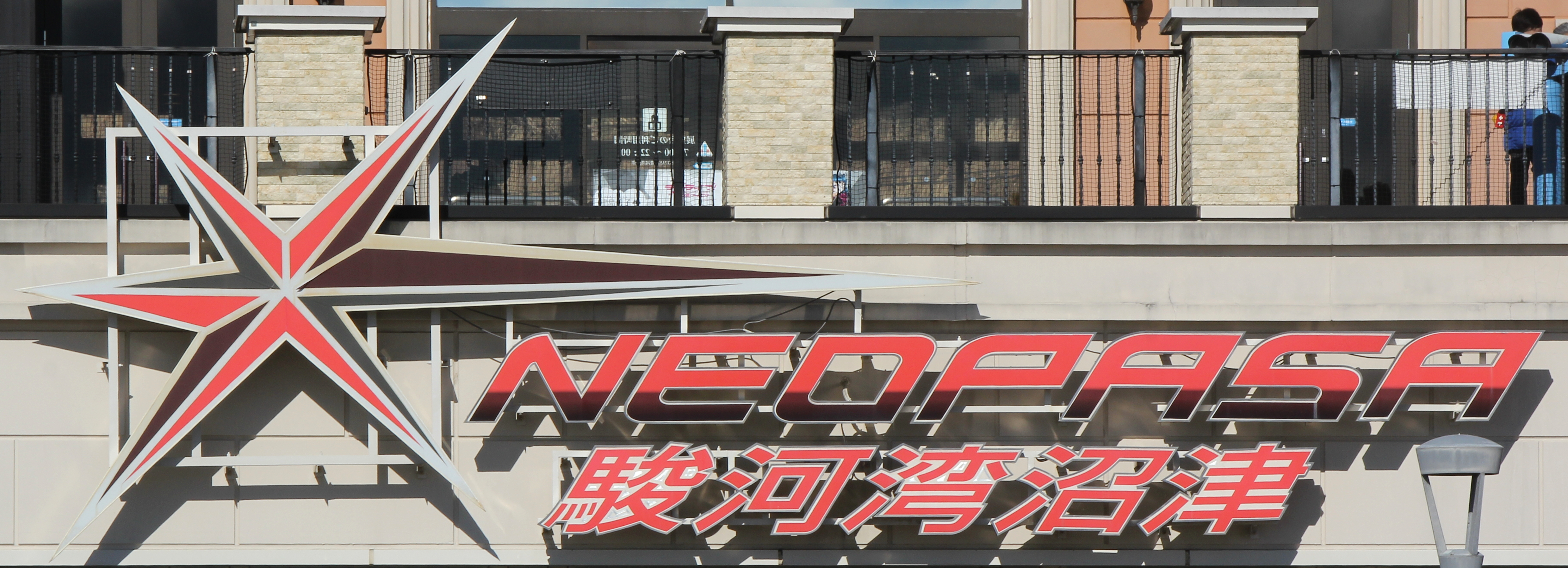
新東名の全SAと清水PAに冠されたブランド「NEOPASA」のロゴマーク。

区間内の全てのサービスエリア (SA) と清水パーキングエリア (PA) は「NEOPASA」（ネオパーサ）のブランド名で施設を展開する。このブランドは新東名（御殿場JCT - 三ヶ日JCT間）開通に合わせて立ち上げたもので、既存施設の概念を超えた全く新しいエリアとしての「NEO」と、パーキングエリアの「PA」、サービスエリアの「SA」を組み合わせたものである。ロゴマークは新東名をイメージした流れるようなスピード感と、未来に導くマークとしてのきやびやかな星としている。これは既にオープンしている「EXPASA」（エクスパーサ）に続くブランドである。
新東名のSA、PAは、各地域の特性を考慮したコンセプトや特徴を持たせており、地元と連携した活動を行なっている。このため、施設内では地元の名店等を配置して地域の発展に貢献するとしている。また、SA、PA周辺の地元民も「ぷらっとパーク」を通して一般道からの利用が可能である。さらに、長距離ドライバーのためのドライバーズ・スポットを用意し、そこでは軽食、リフレッシュブース、シャワー等を用意している。
売店は全てのサービスエリア・パーキングエリアに設置されている。ガソリンスタンドは全てのサービスエリアにあり、全て24時間営業である。普通車はセルフ式である。24時間営業の売店は全てのSAと遠州森町PA上り線と藤枝PA下り線を除く全てのパーキングエリアにある（駿河湾沼津SAの上下各1店舗と藤枝PA上り線を除き全てコンビニである）。飲食店は全てのサービスエリアと清水PAの一部店舗で24時間営業である（サービスエリアでは持ち帰りのみ24時間営業店舗あり）。
富士市では、駿河湾沼津SA - 新富士IC間に位置する神戸（ごうど）地区に休憩施設の設置（追加）を目指し、住民運動が行われている。また、静岡県商工会議所連合会は静岡県に設置を要望しており、静岡県知事の川勝平太は既に中日本高速道路に要望している旨を明らかにしている。
 

#### 道路構造物

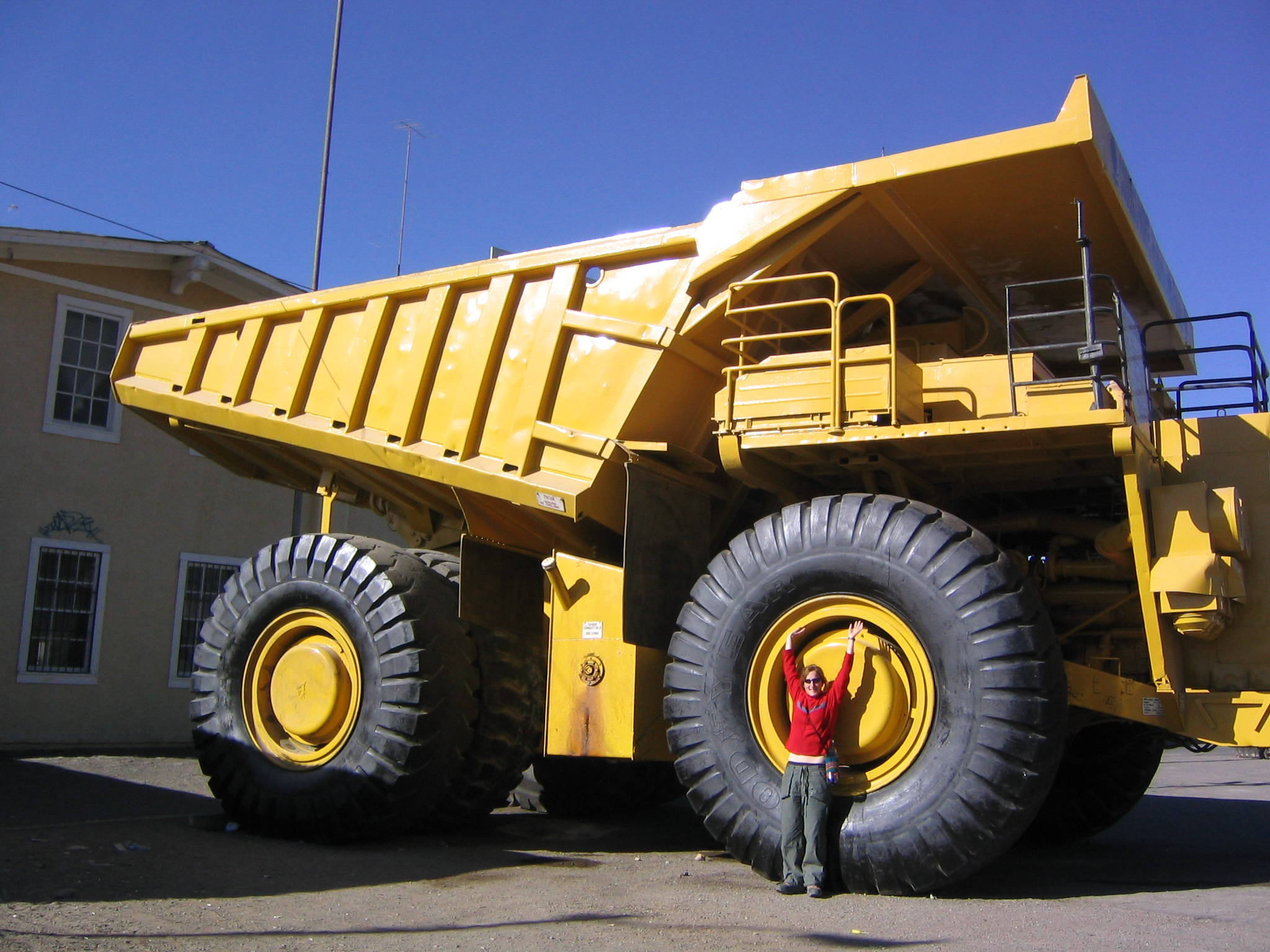
巨大ダンプカーの一例（新東名で使われたダンプカーはこれよりも若干小さい）。新東名静岡県区間開通前のイベントではキャタピラー社のダンプカーが展示された。

東名が比較的海岸線近くを走っているのに対し、新東名は人口の集中した市街地を避けるべく山寄りに建設されている。これよりもさらに山寄りに建設すれば山岳区間が多くなることでトンネル長が5,000 mを超過するため、道路法第46条第3項に基づき危険物積載車両の通行制限が適用される。さらに深い谷を越えることで橋脚は勾配2 %を保つために非常に高く建設する必要が生じる。このことから新東名のルート選択についてはこれらの条件を勘案して選定されている。
ルートを山寄りに位置づけたことで、工事関係者の間ではルートの構造物別比率として「トンネル2、橋梁4、土工4」と言っているが、ルートに占めるトンネルと橋梁の比率は東名と比較すると高めである。そして全線往復6車線、設計速度140 km/hを実現するための幾何構造を採用したことも手伝って勢い建設費用も高額となり、折からの経済不況から政府による公共事業コスト縮減の要請もあって、新東名建設では土の運搬において巨大ダンプカーやバックホウによる巨大マシーンを導入した。巨大ダンプカーの最大積載量は50トンで、大型ダンプカーの積載量（10トン）の5台分に相当する。バックホウの場合、バケットが1回ですくい上げる土の量は10立方メートルで、一般的な1.2立方メートルタイプのおよそ8倍である。ブルドーザーも巨大で、前面の土を押し出す排土板の横幅は4.8 mで、普通のブルドーザーの3台分に匹敵する。大型ゆえ、機械のレンタル料および、分解、組み立てには相当の費用を要するにも係わらず採用されたのは、それを補ってあまりあるメリットがあるためである。こうした超大型機械を使用するメリットとは、少ない人件費で効率よく作業できるためで、例えば大型バックホウでは8人分のオペレーターの人件費を1人に圧縮することで建設費用の低減に資する。さらに機械の大型化は工期の短縮にも寄与し、この点でもコストが削減された。
一方で橋梁の場合は、プレキャストセグメント工法や鋼とコンクリートの複合構造、ストラット付PC箱桁の採用などでコスト節減に取り組むこととした。
以下、構造物について、コスト低減面から見た代表的な構造を各々解説する。個々のトンネル、橋梁の技術的な解説は新東名高速道路のトンネルと橋を参照のこと。

##### トンネル
| 画像左 : 扁平大断面トンネルの三岳山トンネル（工事中名称は浜松トンネル）。TBMで掘削された。画像右 : 同じくTBMで掘削された粟ヶ岳トンネル（工事中名称は金谷トンネル）。どちらのトンネルも路肩を含めればほぼ4車線分にもなる巨大な断面である。 |  | 画像左 : 扁平大断面トンネルの三岳山トンネル（工事中名称は浜松トンネル）。TBMで掘削された。画像右 : 同じくTBMで掘削された粟ヶ岳トンネル（工事中名称は金谷トンネル）。どちらのトンネルも路肩を含めればほぼ4車線分にもなる巨大な断面である。 |
| 画像左 : 扁平大断面トンネルの三岳山トンネル（工事中名称は浜松トンネル）。TBMで掘削された。画像右 : 同じくTBMで掘削された粟ヶ岳トンネル（工事中名称は金谷トンネル）。どちらのトンネルも路肩を含めればほぼ4車線分にもなる巨大な断面である。 |  | |

従来型の2車線断面トンネルと新東名の3車線扁平大断面トンネルとの比較図。大断面化を防ぐために高さを抑えた扁平形状を採用。トンネルを覆う吹き付けコンクリートと覆工コンクリートの厚さを抑えたのも大断面化を防ぐためで、標準的な2車線トンネルの0.6 mに対して新東名は0.55 mしかない。

新東名・新名神を問わず上記の理由からトンネル長は全て5,000 m未満で建設されている。トンネル断面は、従来のトンネル入口が心理的圧迫となってスピードダウンを促し渋滞発生が問題化していたことから、大断面化することで心理的問題を解消している。なお、他高速道路のトンネルは、路肩については縮小を認めていることから2 mの縮小で建設されているが、これに対して新東名では路肩の縮小はせず、原則3.25 mの「望ましい幅員」を維持することとした。これはのちに1996年（平成8年）4月の構造基準の一部改正によって、左側路肩を3.25 mから2.5 mに、右側（追越車線側）路肩を2 mから1.5 mに縮小されたものの、依然として大断面であることに変わりはない。当初計画より若干縮小されたとはいえ、必要十分の路肩は確保されており、東名では故障車がトンネル内で停車できるスペースは非常駐車帯に限られていたが、新東名（静岡県区間）ではどこでも路肩駐車する余裕がある。
だが、ここまでの大断面である場合、従来の2車線トンネルの断面（80平方メートル）を幅広の新東名に応用すると、掘削断面積は200平方メートルを超えてしまう。これではコストがかかりすぎることから、公団は道路幅員は維持したままでトンネル断面を縮小することとして、その結果考案されたのがトンネル高さを抑えた扁平形状である。これにより、幅は広げるも高さは抑えて断面の大幅な拡大を防いだ。とはいえ、掘削断面積は約180平方メートル、東名の2倍強である。こうした大断面の穴自体は希少ではなく、良好な岩盤の下に建設された地下発電所や石油備蓄施設の例がある。しかし、1,000 m単位の長さを持つ道路トンネルなどの構造物では掘削実績は皆無に等しいとされた。
そこで、この扁平大断面トンネルの掘削にあたっては、特に1,000 m以上の長大トンネルの場合、経済性向上と施工性向上の観点から英仏海峡トンネル掘削で使われた「トンネル・ボーリング・マシーン」（略称:TBM）を導入して直径5 mの穴（先進導坑）を掘り進み、後工程でダイナマイトによる発破と新オーストリアトンネル工法(NATM)により大断面に拡大する方法を採用した。先進導坑の直径を5 mとしたのは、大きすぎると高コストとなり、小さすぎると人が入っての作業性が悪くなるためである。一方で短距離のトンネルの場合、TBMはコスト面で不利となることから、上半先進工法を採用した。その他、状況に応じて様々な掘削工法が採用された。路肩を入れると従来道路の片側4車線分にも匹敵するトンネルの掘削実績は日本道路公団にはないことから、まず清水第三トンネル（供用後名称は和田島トンネル）を試験的工事として位置付け、ここでの掘削実績をそれ以降の工事に応用、展開することとした。大断面となった静岡県区間の場合、清水第三トンネル（1996年8月着手）を皮切りに、最終の2009年（平成21年）9月の島田第一トンネル（供用後名称は大草トンネル）の本坑貫通まで13年の歳月が費やされた。
なお、藁科川橋と新安倍川橋の着工は早くに行なわれたが、これは静岡SA造成に要する土が大量に必要なことから、川の東側に掘る幾つかのトンネルから出る残土の運搬路として利用するためであった。トンネルから出る残土の処分は高速道路建設における難題の一つであり、新東名では工事現場付近の土地改良事業に活用するか、沿線のパーキングエリアの盛土に使うなどして土砂処理の難題を解決している。清水第三トンネルの工事が他の工区に先駆けて進捗した要因も、この付近で行なわれた茶畑の土地改良事業が工事から出る大量の土砂を必要としたからであった。

##### 橋梁
| コスト縮減の一環として採用されている鋼とコンクリートの複合構造。上部工の両側が波打っているのは鋼（波形鋼板）である。これにより全てをコンクリート製とする場合と比べて重量が軽減される。その結果として基礎や橋脚の負担が軽減することで下部構造を縮小してコスト低減につながり、併せて工期も短縮できることで、この点でも建設費の圧縮に貢献している。この波形鋼板ウエブPC箱桁橋は、2000年代に入って以降は高速道路の橋梁では標準的な構造となり、新東名でも複数採用されている。画像左は新赤渕川橋（駿河湾沼津SA - 新富士IC間）。画像右は建設中の同型の橋（静岡県駿東郡小山町付近）。鋼とコンクリートの組み合わせであることが判る。 |  | コスト縮減の一環として採用されている鋼とコンクリートの複合構造。上部工の両側が波打っているのは鋼（波形鋼板）である。これにより全てをコンクリート製とする場合と比べて重量が軽減される。その結果として基礎や橋脚の負担が軽減することで下部構造を縮小してコスト低減につながり、併せて工期も短縮できることで、この点でも建設費の圧縮に貢献している。この波形鋼板ウエブPC箱桁橋は、2000年代に入って以降は高速道路の橋梁では標準的な構造となり、新東名でも複数採用されている。画像左は新赤渕川橋（駿河湾沼津SA - 新富士IC間）。画像右は建設中の同型の橋（静岡県駿東郡小山町付近）。鋼とコンクリートの組み合わせであることが判る。 |
| コスト縮減の一環として採用されている鋼とコンクリートの複合構造。上部工の両側が波打っているのは鋼（波形鋼板）である。これにより全てをコンクリート製とする場合と比べて重量が軽減される。その結果として基礎や橋脚の負担が軽減することで下部構造を縮小してコスト低減につながり、併せて工期も短縮できることで、この点でも建設費の圧縮に貢献している。この波形鋼板ウエブPC箱桁橋は、2000年代に入って以降は高速道路の橋梁では標準的な構造となり、新東名でも複数採用されている。画像左は新赤渕川橋（駿河湾沼津SA - 新富士IC間）。画像右は建設中の同型の橋（静岡県駿東郡小山町付近）。鋼とコンクリートの組み合わせであることが判る。 |  | |

新東名として最初に着工した静岡県区間（御殿場JCT - 三ヶ日JCT間）の橋梁は、上下線を合わせた延べ延長が102.8 km、全体の32パーセントを占める。そして全てにおいて片側3車線、幅員16.5 mと大規模な橋梁となることで、その橋梁延長とも相まって高コストとなることが予想された。建設にあたっては、従来式の片側2車線の工法を3車線に応用するだけでは上部工の幅が広くなることで重量が増し、それに伴って下部工（基礎、橋脚）も大規模となってコストが増す。よって、橋梁のコスト低減を図るには、上部工の重量を軽減することが必要となる。以下に挙げる鋼とプレストレスト・コンクリート (PC) の複合構造、ならびにストラット付きPC箱桁橋の採用は新東名におけるコスト削減の要請を反映したものであるが、これに伊勢湾岸自動車道の建設で先行したプレキャストセグメント工法を併用することで工期短縮も実現している。
従来の橋梁は「PC橋」あるいは「鋼橋」というように、素材を棲み分けて建設されたが、1990年代以降は両者を融合した橋梁が出現した。その狙いは、重量軽減（鋼板は鉄筋コンクリートよりも軽い）による下部構造の縮小が可能となることで建設費が低減されること、および、PC箱桁の側面（ウエブ）が鋼に置き換わることで、配筋の手間が省略されることによる工期短縮（人件費低減）である。このPC箱桁と鋼を融合した橋梁は1980年代にフランスで開発され、日本道路公団としては東海北陸自動車道の本谷橋で初採用した。以降、建設コスト縮減を標榜する新東名の建設でも積極的に採用された。

有効幅員16.5 m（道路規格第1種第1級における片側3車線）の橋梁を建設する場合、従来の片側2車線断面の形式をそのまま3車線断面化すると箱桁が大規模化して2室箱桁とならざるを得ない。その結果として重量が増して下床板の幅も拡大し、それを支える橋脚と基礎構造も勢い大規模化することでコストが増す。そこでストラットを上部工に組み込むことで箱桁に替わって上床板（張り出し床板）を支え、結果的に箱桁断面が縮小されて主桁重量が軽減される。これにより下床板幅が縮小され、橋脚や基礎も縮小化されてコストが低減される。

ストラット付PC箱桁橋は、箱桁の両端にある床板をストラット（斜材 = 鋼製）で支える構造である。これによって上部工の重量軽減を実現し、その結果として上部工を支える橋脚や基礎が縮小されることで建設コストの縮減に寄与した。コンクリート橋におけるストラット箱桁の採用は、日本国内では新東名が最初である。山岳区間が多くを占める新東名では、橋脚が高くなってコスト上昇に至る問題があることから、公団はコスト縮減のための調査の一環として1993年（平成5年）に海外視察を行なった。このとき公団職員の目に止まったのは、ドイツやフランス、スイスの高架橋において、ストラットを多用して箱桁や下部工（橋脚、基礎）の断面を縮小した橋梁群であった。公団はこれを新東名にも生かすべく、特に急斜面に高層で建設される芝川高架橋（新富士IC - 新清水IC間）に真っ先に応用した。なお、ストラットの発想自体は昔からあったとされるが、それを生かせるだけの条件、すなわち、高い橋脚、幅広の道路のニーズがこれまでは無かったために採用には至らなかったとされる。ストラット式の採用により、上部工の重量を約20パーセント、橋脚の断面積を約50パーセントの縮減、橋脚の幅は従来は12.6 m必要なところが7 mまで縮小され、橋全体で15パーセントのコスト縮減を実現した。なお、ストラットの材質は、当初は軽量化の観点から海外の事例に倣って鋼管とされたが、維持管理に難点があるため、のちに剥落防止繊維を内蔵したコンクリート製角柱に変更されている。
| 画像左 : 伊勢湾岸自動車道の飛島高架橋。右側が1985年開通、左側が1998年開通。右側の従来のタイプは主桁間隔を約3 m、本数を7本としたが、左側では間隔を倍にして主桁本数を3本に減らした。画像右 : 伊勢湾岸自動車道で先行した鋼少数主桁を新東名ではさらに改良して採用。画像は藁科川橋で、主桁は2本に減らされ、主桁間隔は11 mに拡大された。時代の変遷により工法が大きく進化していることがわかる。 |  | 画像左 : 伊勢湾岸自動車道の飛島高架橋。右側が1985年開通、左側が1998年開通。右側の従来のタイプは主桁間隔を約3 m、本数を7本としたが、左側では間隔を倍にして主桁本数を3本に減らした。画像右 : 伊勢湾岸自動車道で先行した鋼少数主桁を新東名ではさらに改良して採用。画像は藁科川橋で、主桁は2本に減らされ、主桁間隔は11 mに拡大された。時代の変遷により工法が大きく進化していることがわかる。 |
| 画像左 : 伊勢湾岸自動車道の飛島高架橋。右側が1985年開通、左側が1998年開通。右側の従来のタイプは主桁間隔を約3 m、本数を7本としたが、左側では間隔を倍にして主桁本数を3本に減らした。画像右 : 伊勢湾岸自動車道で先行した鋼少数主桁を新東名ではさらに改良して採用。画像は藁科川橋で、主桁は2本に減らされ、主桁間隔は11 mに拡大された。時代の変遷により工法が大きく進化していることがわかる。 |  | |

コストカットの手法は鋼橋における主桁本数の削減ともなって現れた。1990年代までの鋼橋におけるコスト削減の手法は、鋼材重量を軽減することに主眼が置かれていた。しかし、人件費の高騰で、鋼材の使用量よりも施工の手間を省くことがコスト削減に結びつくようになった。桁橋において、例えば橋軸直角方向（橋軸方向は車の進行方向、橋軸直角方向は橋軸方向と比較して直角）で主桁本数を4本から2本に削減した場合、鋼材重量はほぼ同一ながら使用する部材の数は半減し、加工や溶接の手間が大幅に減ることで、建設コストは1割程度安くなる。加えて塗装面積も4割減ることから、メンテナンスコストの削減にも与する。主桁本数を削減出来るようになったきっかけは1996年における道路橋示方書の改訂であった。使用できる鋼板の厚さが50 mmから倍の100 mmへと変更され、大きな荷重を支持できるようになった。加えて主桁の上に載る床板の技術開発も鍵となった。片側3車線、幅広の路肩を有する床板を支える主桁が2本というのは以前では考えられなかったが、これはプレストレスト・コンクリート床板の開発による強度向上の恩恵である。この鋼少数主桁の先駆けは北海道縦貫自動車道のホロナイ川橋による2主桁橋梁（片側2車線）で、これを応用して広幅員の伊勢湾岸自動車道では3主桁橋（片側3車線）の実現へと引き継がれ、新東名ではさらに発展させて2本化した。3本から2本へ削減するにあたっては、ドイツやフランスで同規模の鋼2主桁橋の施工例があり、これを参考とした。なかでも、床板下部をアーチ形状に曲線化する手法が取り入れられ、これを新東名全体に応用するに当たって、そのパイロット（試験的）工事として藁科川橋が選定された。
新東名、新名神を象徴する光景の一つに、山岳区間のコンクリート製橋脚がある。新東名の道路の勾配は標準2パーセントであるが、これを山岳部で実現しようとした場合、谷の通過では必然的に橋脚を高くして、出来るだけ道路を水平に保つことが必要となる。逆に橋脚を低くすればそれだけ勾配がきつくなることでサグが発生し、渋滞発生の温床となる。このことから新東名の山岳区間では場所によっては高さ80 m程度の高い橋脚が建設されている。ただし、これだけの高い橋脚を施工するにあたっては従来の工法では阪神・淡路大震災クラスの大地震に耐えるためには大量の鉄筋が必要とされ、施工性の低下とコスト高、工期の延伸を招く恐れがある。このため、直径1.3 mの太い鋼管を縦方向に何本も建て込み、その周りに鉄筋をらせん状に巡らせてからコンクリートを打設する「鋼管・コンクリート複合構造橋脚」が採用された。これにより高い耐震性と作業省略化を両立させている。この構造は河川に架かる都田川橋や大井川橋でも採用された。

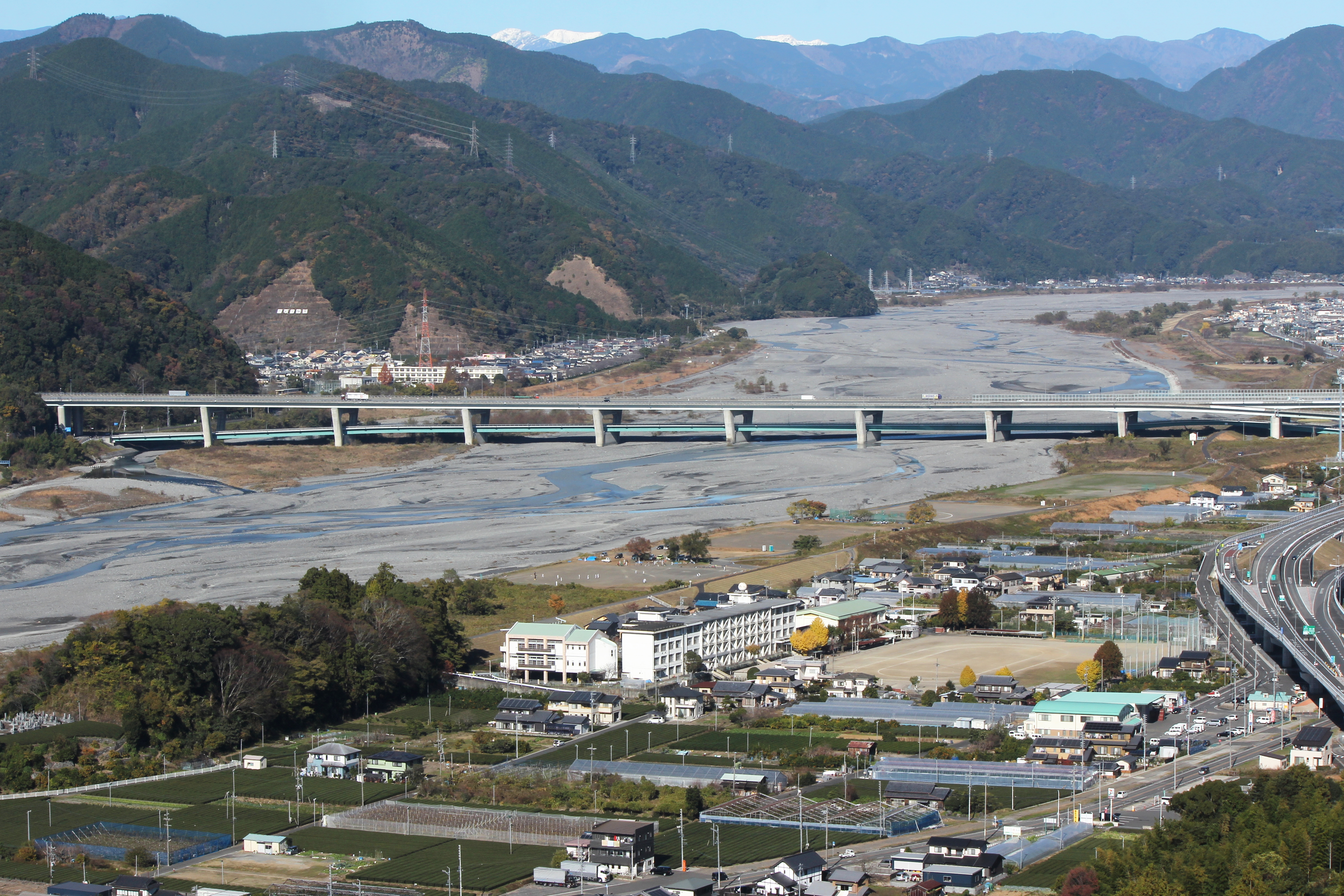
安倍川を横断する新東名と県道。併設橋で全体のコストを低減した。

新東名の橋梁のみのコスト低減ではなく、周辺の道路建設を含めた総和としてのコスト低減を実現したのが藁科川橋と新安倍川橋である。この2橋は2層式で、上層が新東名、下層が一般道路である。藁科川と安倍川は、そこを横過する橋が少ないという地域の問題を抱えていた。そこへ新東名の計画がなされた際に、併設橋の機運が盛り上がった。全体で見ると、高速道路と一般道路の橋を個別で建設するよりも併設とした方が安価となるうえに、高速道路の路面高さがこの2つの河川横断時点で18 m以上を確保でき、高速道路の勾配を変えることなく河川を横断できるという好条件が揃っていた。これも山間地を通過する新東名ならではの条件であった。新安倍川橋の場合、左岸に新静岡インターチェンジがあることで、一般道路が併設されていることによるインターへのアクセスが便利であり、維持管理側としても一般道路からの高速道路の目視点検が可能となるなどのメリットがある。
1989年（平成元年）の基本計画化以来、新東名は幾多の議論を経て建設コスト低減を標榜して建設されてきた。しかし、新東名以外の公共工事において2000年代以降、極端な低コストで落札者が決定する事例が相次いだ。橋梁の安全性と品質が、低コストであることと必ずしも同調するわけではなく、むしろ低コストであるために橋梁を危険にさらすことが懸念されるに至り、価格以外の技術的な要素を考慮した落札方式を導入するも、相変わらず低コストで入札する事例が止むことはなかった。そこで、新東名愛知県区間の入札では標準案を示さず、施行以前の設計までも業者が自由に選択できる一括発注方式が導入されたが、これが「デザインビルド方式」とよばれるものである。これを試験的に導入した結果、幾多の提案から最適の設計を選ぶことが可能となり、何よりも技術評価点の高い業者が受注する確率が高まったことで、品質確保にも寄与することになった。

##### 路面
新東名の土工区間における路面の舗装は、表面のアスファルトの下に鉄筋コンクリート版を施工したコンポジット舗装を採用している。これまでのアスファルト舗装では繰り返し通過する自動車の荷重によってアスファルトが変形（わだち掘れ）し、維持管理に難点があった。特に新東名は大型貨物車が交通量全体の50パーセントに達すると見込まれ、この点から変形しにくい高耐久の路面が望まれた。アスファルト舗装は走行性がよく、打ち替えも容易であることから維持管理には適しているが変形も早い。一方で鉄筋コンクリート舗装は維持管理や走行性には劣るが高い耐久力を発揮する。コンポジット舗装はこの両者のよいところを引き出したものである。高速道路におけるコンポジット舗装の採用は1990年（平成2年）11月開通の山陽自動車道の河内IC - 西条IC間が初めてで、この時は試験的意味から採用された。その後、館山自動車道など調査区間を広げ、2000年代に入ってからは伊勢湾岸自動車道のみえ朝日IC - 四日市JCT間でも採用されたが、この時に至ってもまだ試験的な意味合いが強かった。だが、新東名では満を持して土工区間における標準構造としてコンポジット舗装が採用され、標準としての採用はこれが初めてとなった。同舗装の採用によって、補修の頻度が低下して維持管理費が低減し、併せて補修により発生するアスファルト廃材の低減と、補修に伴う車線規制によって利用者へのサービスレベルダウンを抑制することにもつながるとされる。ただし、軟弱地盤上の土工区間では重いコンポジット舗装では路床面の沈下の恐れがあることから、従来のアスファルト舗装で対応している。
| 区間                                 | 区間                                 | トンネル | トンネル | 橋梁    | 橋梁    |
| 区間                                 | 区間                                 | 上り線   | 下り線   | 上り線  | 下り線  |
| ------------------------------------ | ------------------------------------ | -------- | -------- | ------- | ------- |
| 本線                                 | 海老名南JCT - 伊勢原大山IC           | 0        | 0        | 不明    | 不明    |
| 本線                                 | 伊勢原大山IC-新秦野IC                | 3        | 3        | 不明    | 不明    |
| 本線                                 | 新秦野IC-新御殿場IC                  | 8 (予定) | 8 (予定) | 不明    | 不明    |
| 本線                                 | 新御殿場IC-御殿場JCT                 | 0        | 0        | 不明    | 不明    |
| 本線                                 | 御殿場JCT -長泉沼津IC                | 5        | 5        | 不明    | 不明    |
| 本線                                 | 長泉沼津IC - 新富士IC                | 1        | 1        | 15      | 15      |
| 本線                                 | 新富士IC - 新清水IC                  | 3        | 3        | 9       | 14      |
| 本線                                 | 新清水IC - 新清水JCT                 | 3        | 3        | 11      | 10      |
| 本線                                 | 新清水JCT - 新静岡IC                 | 2        | 2        | 9       | 9       |
| 本線                                 | 新静岡IC - 藤枝岡部IC                | 6        | 6        | 17      | 16      |
| 本線                                 | 藤枝岡部IC - 島田金谷IC              | 6        | 6        | 13      | 14      |
| 本線                                 | 島田金谷IC - 森掛川IC                | 5        | 4        | 13      | 8       |
| 本線                                 | 森掛川IC - 浜松浜北IC                | 0        | 0        | 30      | 30      |
| 本線                                 | 浜松浜北IC - 浜松いなさJCT           | 2        | 2        | 14      | 14      |
| 本線                                 | 浜松いなさJCT - 新城IC               | 2        | 2        | 12      | 11      |
| 本線                                 | 新城IC - 岡崎東IC                    | 11       | 11       | 15      | 16      |
| 本線                                 | 岡崎東IC - 豊田東JCT                 | 4        | 4        | 11      | 11      |
| 本線（御殿場JCT - 豊田東JCT間）累計  | 本線（御殿場JCT - 豊田東JCT間）累計  | 50       | 49       | 169以上 | 168以上 |
| （参考）東名高速 御殿場JCT - 豊田JCT | （参考）東名高速 御殿場JCT - 豊田JCT | 8        | 8        |         |         |
| 清水連絡路                           | 清水JCT - 新清水JCT                  | 0        | 0        | 6       | 6       |
| 引佐連絡路                           | 浜松いなさJCT - 浜松いなさIC         | 0        | 0        | 2       | 2       |
| 引佐連絡路                           | 浜松いなさIC - 三ヶ日JCT             | 2        | 2        | 5       | 6       |

（御殿場JCT - 三ヶ日JCT間のトンネル数の典拠 :『土木施工』2012年4月、56頁、浜松いなさJCT - 豊田東JCT間の典拠:『プレストレストコンクリート』2015年11月12日、74-81頁、東名の典拠：『東名高速道路』池上雅夫、中公新書、1969年、131頁）

#### 道路付属物
| 画像左 :従来は3色表示だった情報板の文字は7色化された。画像右 :新東名のキロポスト。100 m間隔で道路脇に設置している。 |  | 画像左 :従来は3色表示だった情報板の文字は7色化された。画像右 :新東名のキロポスト。100 m間隔で道路脇に設置している。 |
| 画像左 :従来は3色表示だった情報板の文字は7色化された。画像右 :新東名のキロポスト。100 m間隔で道路脇に設置している。 |  | |

新東名上に設置されている道路照明灯の光源はすべての区間でLEDが採用されている。従来はトンネル内部の一部でナトリウムランプやメタルハライドランプが用いられてきたが、技術革新による高出力LEDの開発によってトンネル内部のすべての区間でLEDランプの採用が可能となった。また、トンネル内部で前方を走る車両（先行車）を見やすくするよう「プロビーム照明方法」（走行する車両に向けて照射する照明方法）が使われている。
新東名では東名とのダブルネットワークを形成することから、利用者がどちらを走行するかの判断を支援する目的から情報設備のグレードを向上させている。なかでも道路情報板は従来の赤色・緑色・橙色の3色のみのものではなく、赤色・緑色・青色・黄色・マゼンタ・シアン・白色の7色のものを用いたマルチカラー情報板によって判読性の向上および多くの情報量を提供している。また、新東名ではきめ細やかな情報提供を行うため、1 kmごとに「路側情報板」が設置されており、情報の隔絶化を防いでいる。こうした路側情報板の設置により、工事規制時に規制標識の本数を減らすことができ、高速道路上での作業時にかかる負担を削減している。
新東名では濃霧の発生が報告されており、明かり部（トンネル以外の区間）の多くの区間では「視線誘導灯」を設置している。視線誘導灯は視程計の観測によって自動的に作動するシステムになっている。一方で、「視線誘導灯」と同じ筐体のものを常時作動させ、ベクションを利用した速度抑制や速度回復を促す発光体も設置されている。
新東名のトンネルでは、火災感知器を広域監視タイプとして、設置間隔を50 mとしている。これは従来の設置間隔の2倍である。また、消火設備の保守点検を効率的にできるように、放水試験の簡素化やホースの収納時間短縮が期待できるメンテナンス弁の設置、消火設備収納施設の扉の透明化などが行われている。
路肩には距離標（キロポスト）が100 m間隔で設置されている。キロポストは高速道路等の維持管理・補修・改良等を適切、迅速に行なうことの他に、道路利用者に自己の存在位置を知らしめるために設置され、事故や故障の暁にはこの標識に基づいて援助、処理の対応を行なう。なお、0キロポストは、首都圏中央連絡自動車道（圏央道）との接続点である、海老名南JCTである。
6車線化が行われた区間から暫定4車線区間に変移する区間にあたっては、道路利用者に周知を図るため「最高速度規制 120キロ区間 ここまで」の看板が設けられている（2021年7月時点では下り線は浜松いなさJCT、上り線は御殿場JCTに設置）。

### 暫定4車線区間の6車線化対応方法
| 画像左 :中ノ合高架橋下り線側。着色部分が拡幅部分。画像右 :ストラット下部の受け皿（左画像）。当初から完成断面で建設された上り線側には受け皿はない（右画像）。 |  | 画像左 :中ノ合高架橋下り線側。着色部分が拡幅部分。画像右 :ストラット下部の受け皿（左画像）。当初から完成断面で建設された上り線側には受け皿はない（右画像）。 |
| 画像左 :中ノ合高架橋下り線側。着色部分が拡幅部分。画像右 :ストラット下部の受け皿（左画像）。当初から完成断面で建設された上り線側には受け皿はない（右画像）。 |  | |

新東名の暫定4車線区間における完成6車線化の施工図。典拠:『橋梁と基礎』第49巻第8号（2015年8月）、24-25頁。

歴史節で先述した通り、新東名はその高い建設費用が世間の批判を浴びたことで、2003年（平成15年）に開催された第1回国土開発幹線自動車道建設会議で当初計画の往復6車線から暫定往復4車線に縮小することが議決され、2004年（平成16年）の整備計画変更で正式に計画に盛り込まれた。さらに2006年（平成18年）の整備計画変更によってさらなるコスト縮減に取り組むために、それまでの第1種第1級A規格の往復4車線から第1種第2級B規格の往復4車線にサイズダウンすることとされた。
この決定を見たとき、静岡県内区間は既に大半が6車線サイズで完成していたことから、橋梁、トンネルは6車線サイズで施工のうえ、一部で車線のみ縮小して暫定4車線で運用することとなった。一方で愛知県内と神奈川県内の区間は、当初から往復4車線による施工であることから、横断構成は縮小されている。よって、トンネルや橋梁も往復4車線（片側2車線）のサイズで施工されている。
2018年（平成30年）に往復6車線化が決定した静岡県内区間は全線6車線サイズで施工済みであることから、拡幅工事もそれほど大規模とならず、拡幅の事業許可からおよそ2年で完成している。これに対してそれ以外の区間は、将来の事業許可が下りた暁には2通りの拡大方法が採られることになっている。1つは盛土や橋梁を両側に1車線分ずつ拡大する方法で、これを単一断面と称する。拡幅においては橋梁の場合、両側に床板を付け足すことになるが、この際は斜材（ストラット）を追加することになっており、暫定施工では既にストラットを追加するための準備工事が施工済みである。
もう1パターンは分離断面と称され、これは既存の往復4車線道路を片側3車線化のうえ、その隣に3車線の別線を建設する方法である。主としてトンネルが連続する山岳区間では後者が採用されることになっている。よって、既存の2本のトンネルの他に片側3車線の大断面トンネルをもう1本掘削することになっている。
暫定往復4車線断面を完成6車線断面に拡幅する工事の実例は、新東名で最初に開通した御殿場JCT - 浜松いなさJCT間で複数存在する。この内の一つが、藤枝パーキングエリアに隣接する中ノ合高架橋の下り線側橋梁である。当該高架橋は完成片側3車線断面で計画されたが、のちの整備計画変更による影響で片側2車線断面で施工されて一度は完工をみた。暫定施工では将来の3車線化に備えた構造とされたが、開通後の拡幅の難易度が高いことと、この時の交通への影響を鑑み、開通前に完成3車線断面に拡幅することとされた。拡幅はストラットを用い、ストラットと箱桁の接合部には受け皿を取り付けた。ストラットによる拡幅以外の工法では、富士山の麓に建設された中里橋（工事中名称は須津川橋 : 静岡県富士市）の例がある。こちらも上下6車線で計画され、それを4車線分の暫定断面に縮小のうえ、まず下り線側が完成した。当該橋梁は鈑桁方式でその上に床板が載るが、床板の幅を約11 mに短縮して施工した。しかし、こちらも供用中の拡幅工事は難しいとの判断から2012年の供用開始前に床板を両側に延長することで片側3車線断面に拡幅された。

### 交通量

#### 本線
24時間交通量（台）道路交通センサス
| 区間                         | 平成27（2015）年度 | 令和3（2021）年度 |
| ---------------------------- | ------------------ | ----------------- |
| 海老名南JCT - 厚木南IC       | 調査当時未開通     | 12,875            |
| 厚木南IC - 伊勢原JCT         | 調査当時未開通     | 12,875            |
| 伊勢原JCT - 伊勢原大山IC     | 調査当時未開通     | 12,875            |
| 伊勢原大山IC - 秦野丹沢SIC   | 調査当時未開通     | 調査当時未開通    |
| 秦野丹沢SIC - 新秦野IC       | 調査当時未開通     | 調査当時未開通    |
| 新秦野IC - 新御殿場IC間      | 未開通             | 未開通            |
| 新御殿場IC - 御殿場JCT       | 調査当時未開通     | 4,428             |
| 御殿場JCT - 長泉沼津IC       | 41,877             | 53,028            |
| 長泉沼津IC - 駿河湾沼津SASIC | 45,620             | 57,720            |
| 駿河湾沼津SASIC - 新富士IC   | 45,620             | 57,720            |
| 新富士IC - 新清水IC          | 45,222             | 56,403            |
| 新清水IC - 新清水JCT         | 48,378             | 57,646            |
| 新清水JCT - 新静岡IC         | 44,689             | 54,288            |
| 新静岡IC - 静岡SASIC         | 43,534             | 52,084            |
| 静岡SASIC - 藤枝岡部IC       | 43,852             | 52,423            |
| 藤枝岡部IC - 島田金谷IC      | 42,702             | 52,776            |
| 島田金谷IC - 森掛川IC        | 42,268             | 52,116            |
| 森掛川IC - 遠州森町PASIC     | 42,092             | 52,424            |
| 遠州森町PASIC - 新磐田SIC    | 42,122             | 52,662            |
| 新磐田SIC - 浜松浜北IC       | 42,122             | 52,662            |
| 浜松浜北IC - 浜松SASIC       | 40,450             | 51,515            |
| 浜松SASIC - 浜松いなさJCT    | 40,145             | 51,524            |
| 浜松いなさJCT - 新城IC       | 調査当時未開通     | 48,571            |
| 新城IC - 岡崎東IC            | 調査当時未開通     | 50,532            |
| 岡崎東IC - 豊田東JCT         | 調査当時未開通     | 57,208            |

（出典：「平成27年度全国道路・街路交通情勢調査」「令和3年度全国道路・街路交通情勢調査」（国土交通省ホームページ）より一部データを抜粋して作成）
なお2016年（平成28年）に開通した愛知県区間（浜松いなさJCT - 豊田東JCT）の通行量の速報値は、平日で約43,000台、休日で約47,000台である。

#### 清水連絡路
24時間交通量（台） 道路交通センサス
| 区間                     | 平成27年（2015年）度 | 令和3（2021）年度 |
| ------------------------ | -------------------- | ----------------- |
| 清水JCT - 清水いはらIC   | 09,179               | 12,997            |
| 清水いはらIC - 新清水JCT | 09,433               | 13,612            |

（出典：「平成27年度全国道路・街路交通情勢調査」・「令和3年度全国道路・街路交通情勢調査」（国土交通省ホームページ）より一部データを抜粋して作成）

#### 引佐連絡路
24時間交通量（台） 道路交通センサス
| 区間                         | 平成27年（2015年）度 | 令和3（2021）年度 |
| ---------------------------- | -------------------- | ----------------- |
| 三ヶ日JCT - 浜松いなさIC     | 40,482               | 10,257            |
| 浜松いなさIC - 浜松いなさJCT | 40,101               | 10,410            |

（出典：「平成27年度全国道路・街路交通情勢調査」・「令和3年度全国道路・街路交通情勢調査」（国土交通省ホームページ）より一部データを抜粋して作成）

##### 渋滞
鉄道ライター・イラストレーターの恵知仁は、2016年2月の浜松いなさJCT - 豊田東JCT間の開通により、（御殿場JCT - 豊田東JCT間の）所要時間は60分の大幅短縮の試算発表を公開し評価している一方、モータージャーナリストの清水草一は、東京都 - 海老名南JCT間の見通しが立たないままでの新東名の更なる延伸により2021年以降、御殿場JCT・海老名南JCTそして海老名JCTにおいて、交通交錯の可能性について述べている。

### 道路管理者
- 中日本高速道路（NEXCO中日本）東京支社
  - 横浜保全・サービスセンター: 海老名南JCT - 厚木南IC
  - 伊勢原保全・サービスセンター: 厚木南IC - 新秦野IC
  - 御殿場保全・サービスセンター: 御殿場JCT - 長泉沼津IC
  - 富士保全・サービスセンター : 長泉沼津IC - 新静岡IC、清水連絡路
  - 浜松保全・サービスセンター : 新静岡IC - 新城IC、引佐連絡路 ※新城IC含まず
- 中日本高速道路 名古屋支社
  - 豊田保全・サービスセンター： 新城IC - 豊田東JCT ※新城IC含む

### 所轄警察
- 神奈川県警察高速道路交通警察隊[389]
  - さがみ分駐所：海老名南JCT - 新秦野IC

- 静岡県警察高速道路交通警察隊[390]
  - 長泉分駐隊：新御殿場IC - 新清水IC付近
  - 新静岡分駐隊：新清水IC付近 - 粟ヶ岳トンネル付近、清水連絡路
  - 浜北分駐隊：粟ヶ岳トンネル付近 - 愛知・静岡県境、引佐連絡路
- 愛知県警察高速道路交通警察隊[391]
  - 豊田分駐隊新城分駐所： 愛知・静岡県境 - 豊田東JCT

### 環境・景観面の配慮
| 新富士高架橋。市街地を横断することから、近隣の日照に配慮して遮音壁は透明板を採用。富士山の眺望性も考慮している。 |  | 新富士高架橋。市街地を横断することから、近隣の日照に配慮して遮音壁は透明板を採用。富士山の眺望性も考慮している。 |
| 新富士高架橋。市街地を横断することから、近隣の日照に配慮して遮音壁は透明板を採用。富士山の眺望性も考慮している。 |  | |

| 新清水JCT - 新静岡IC間に位置する猿田川橋と巴川橋。静岡市街から一望できる場所にあるこの橋は、竜爪山の麓に位置し、山岳地形に溶け込む橋梁形式が求められた。このことから、通常はコンクリートである箱桁側面を透過性のあるトラスに置き換えた。柱頭部はトラスのイメージでV字とした。 |  | 新清水JCT - 新静岡IC間に位置する猿田川橋と巴川橋。静岡市街から一望できる場所にあるこの橋は、竜爪山の麓に位置し、山岳地形に溶け込む橋梁形式が求められた。このことから、通常はコンクリートである箱桁側面を透過性のあるトラスに置き換えた。柱頭部はトラスのイメージでV字とした。 |
| 新清水JCT - 新静岡IC間に位置する猿田川橋と巴川橋。静岡市街から一望できる場所にあるこの橋は、竜爪山の麓に位置し、山岳地形に溶け込む橋梁形式が求められた。このことから、通常はコンクリートである箱桁側面を透過性のあるトラスに置き換えた。柱頭部はトラスのイメージでV字とした。 |  | |

| 橋脚の天端を高く構築することで沓（支承）を隠し、雨水による汚れを目立たなくさせた。左画像は伊勢湾岸自動車道の高架橋で沓が露出することで橋脚が汚れているが、右画像の藁科川橋では沓を隠して汚れが目立たない。 |  | 橋脚の天端を高く構築することで沓（支承）を隠し、雨水による汚れを目立たなくさせた。左画像は伊勢湾岸自動車道の高架橋で沓が露出することで橋脚が汚れているが、右画像の藁科川橋では沓を隠して汚れが目立たない。 |
| 橋脚の天端を高く構築することで沓（支承）を隠し、雨水による汚れを目立たなくさせた。左画像は伊勢湾岸自動車道の高架橋で沓が露出することで橋脚が汚れているが、右画像の藁科川橋では沓を隠して汚れが目立たない。 |  | |

#### 橋梁
路線は一級河川の横断、平地部においても高架橋が連続すること、などの理由で長大橋が見渡せる区間が多く存在する。さらに、富士山を背景とする橋梁もあることで、そうした風景と橋梁が馴染むことを主眼に橋梁の計画は立てられた。そうした計画の成果を以下、静岡県区間と愛知県区間に分けて解説する。
静岡県区間
新東名として最初の開通区間である静岡県区間は、橋梁デザインをデザイナーに委託してコンセプト設定を行ない、それを設計に反映させた。何よりも新東名は東名と比較して山寄りに建設されているため、山を背景とする場面が多い。また、河川横断部や一部にせよ、市街地も通過する。こうした特性を十分に配慮してデザインの検討がなされた。橋全体に共通することとしては、全体の統一感を大切にして、周辺の緑やコンクリートと馴染ませるために低彩度の緑系を採用したこと、橋脚の骨格をシンプルに整え、角（エッジ）の形状に特徴をもたせたこと、排水管は当初から橋脚に取り込むことで目立たなくさせたことである。そして、同じ視野に入る橋脚は極力形状を連続させた。
新清水JCT - 新静岡IC間に建設された猿田川橋、巴川橋は、土工区間60 mを挟んで隣り合っており、その延長は1.1 kmに及ぶ。この両橋梁は静岡市中心部から一望できる竜爪山の麓に位置することから、風景に溶け込ませる必要があった。このことから、透過性を重視して高速道路としては初のPC複合トラス構造が採用された。箱桁の側面（ウエブ）をコンクリートからトラスに置き換えることで、橋の向こう側の風景が透けて見えることを狙っている。この透過性によって圧迫感の少ない景観の創出を行なった。この透過性による背景との溶け込みをより前面に押し出すために、トラスの色は明るい灰緑とした。また、トラスの形状はV字型であるが、この形状との一体性を表現するために柱頭部のデザインをV字型の突出として、これを橋脚に連続させた。
河川横断部は、シンボルやランドマークになる明快な形態が採用されたが、藁科川橋と新安倍川橋ではそれを具現化した。藁科川に架かる藁科川橋は、市道と一体的に計画された。本橋の当初案は梁がつながっておらず、上下線がそれぞれ独立した橋脚であった。この原案に対してデザイナーは、高速道路と市道の一体性を考慮して数案の中から逆台形（栓抜き型）を提案して採用された。また、梁に載る主桁は、当初は鈑桁であったが、これを栓抜き型の橋脚との一体感を出すために、逆台形の箱形とした。新安倍川橋は、藁科川橋の形状を踏襲して計画されたことから共通のイメージとなっている。
富士川を横断する新富士川橋は近接する自然公園の明星山の景観を引き立て、周辺の自然環境を極力影響を及ぼさない橋梁形式が求められた。さらに、富士川は日本三大急流の一つに数えられることで、河川に橋脚を建てることは望ましくないことから、中間橋脚のないアーチ形式で建設された。こうした橋梁のデザインは、橋の大まかなスタイルが既に決定済みであるため、デザイン出来るのは橋脚形状などのごく一部に限られるが、新富士川橋の場合は、本橋のシンボルであるアーチの輪郭を突出させることで、陰影効果によりアーチを際立たせている。さらに、アーチの上に載る鉛直の柱も輪郭を突出させて縦線を強調した。
新東名は市街化されている地域を避けるべくルートを山寄りに移して建設されているが、富士市内ではこの原則にとらわれず市街地を橋梁で横断している。このため、北側の遮音壁は透明板を使用して近隣の日照に配慮するとともに、ドライバーから見た富士山の眺望性も考慮している。この富士山南麓の住居密集地帯に建設された新富士高架橋の橋脚は、曲線と直線を組み合わせたバチ型とされ、曲線部はエッジとして細やかな表情を形成した。
浜松SA - 浜松いなさJCTに敷設された大平（おいだいら）高架橋は付近に果樹園が広がる緑豊かな丘陵地帯に建設されることから、相応の景観的配慮を行なった。橋脚の高さ、桁の高さ、支間長（橋脚の間隔）をバランスさせることで風景との調和を図った。特に支間長は64 m、これを13径間設け（つまり橋脚は12基）、橋脚高さを40 mとした。一見無造作に造ったかのように見える高架橋も、このように景観との調和を考慮して設計されている。
山岳区間の橋梁の背景は、必然的に緑で覆われた山であり、その背景色は濃い。よって桁の色も濃い緑色として、平野部に移行するにしたがって明るい緑へと変化させている。山岳、山村部の橋脚は、山を背景にやや控え目ですっきりと立ち上がるシンプルなデザインとした。そのシンプルさを逆三角形の柱頭として具現化した。
新東名の一部橋脚は、天端を立ち上げて沓（支承）を覆い隠す処理を行なった。これは、工事期間がどうしても長くなるために、天端の汚れが橋脚に流れ落ちないようにするためである。
愛知県区間
| 新東名では最も高い橋梁の新佐奈川橋。近距離からの圧迫感を低減するための意匠的配慮を行なった。高橋脚の縦方向にスリットを入れ、断面を八角形とすることで、陰影効果とも相まって優美さを引き出し、圧迫感を感じさせないように配慮された。 |  | 新東名では最も高い橋梁の新佐奈川橋。近距離からの圧迫感を低減するための意匠的配慮を行なった。高橋脚の縦方向にスリットを入れ、断面を八角形とすることで、陰影効果とも相まって優美さを引き出し、圧迫感を感じさせないように配慮された。 |
| 新東名では最も高い橋梁の新佐奈川橋。近距離からの圧迫感を低減するための意匠的配慮を行なった。高橋脚の縦方向にスリットを入れ、断面を八角形とすることで、陰影効果とも相まって優美さを引き出し、圧迫感を感じさせないように配慮された。 |  | |

新東名では最も高い橋梁となる新佐奈川橋（愛知県豊川市：最大橋脚高さ89 m）は、里山の谷あいに建設されることで非常な高橋脚となり、なおかつ地形的関係から遠方からは見えず、500 m程度の近距離に至って初めて目に入る。このことから、近接した位置からの橋梁の圧迫感を低減する景観的配慮が求められた。本橋は下流から見た場合に斜角となることから、通常は上下線の橋脚位置が並列となるところを、橋脚位置をずらすことで見た目のバランスを考慮した。そして、圧迫感の低減（コスト低減も兼ねる）を実現するために、橋脚の断面積縮小を狙って高強度鉄筋と高強度コンクリートを使用したSuper-RC構造を採用、風景に占める構造物の割合を縮小した。さらに、橋脚の断面を八角形に、縦方向にスリットを入れることでスレンダーな印象を付加し、陰影効果ともあいまって高橋脚の優美さを引き出した。なお、スリットは橋脚より上の主桁まで延長し、各々高さの異なる橋脚にリズムと秩序を付与している。なお、橋脚位置の選定に当たっては、風景とのバランスの他に希少生物の保護も考慮している。佐奈川支川に生息する絶滅危惧種のナガレホトケドジョウは水質変化に敏感であるため、橋脚と基礎が沢部に干渉しないように計画された。また、サシバの狩り場確保と飛翔空間確保のため、水田上の橋脚支間を長めとした。
愛知県新城市の豊川を横断する長篠城大橋では、現場付近が戦国時代の長篠・設楽原の合戦場に近く、長篠城址からはこの大橋が目に入ることから、それを考慮した検討を行なった。その結果、付近の自然風景との調和および、景観の質を高める色調、中世の戦いの地として歴史を感じさせる色として、長篠城の瓦をイメージさせる黒色系を橋梁の波形鋼板の塗装に採用した。なお、通常は波形鋼板の色はコンクリートに合わせたグレー系を採用している。
岡崎東IC付近に位置する桜井寺橋は三河の里山を通過することから、周辺環境との調和を図るために風土色を抽出したのち、コンピュータグラフィックスでカラーシミュレーションを行ない、有識者を交えた現地確認を行なった上で最終的な色（濃緑色）を選定した。

#### 竹割り型土留め工法
| 竹割り型土留め工法。地形改変面積を縮小することで森林伐採範囲を縮小して環境負荷の低減を図っている。画像左 : 芝川高架橋の竹割り型土留め工法。この地の平均斜度は45度。従来の工法では山肌を大きく削り取ることになり、自然のバランスを大きく損なうところであった。画像右 : 宍原第一高架橋の同工法。  |  | 竹割り型土留め工法。地形改変面積を縮小することで森林伐採範囲を縮小して環境負荷の低減を図っている。画像左 : 芝川高架橋の竹割り型土留め工法。この地の平均斜度は45度。従来の工法では山肌を大きく削り取ることになり、自然のバランスを大きく損なうところであった。画像右 : 宍原第一高架橋の同工法。 |
| 竹割り型土留め工法。地形改変面積を縮小することで森林伐採範囲を縮小して環境負荷の低減を図っている。 画像左 : 芝川高架橋の竹割り型土留め工法。この地の平均斜度は45度。従来の工法では山肌を大きく削り取ることになり、自然のバランスを大きく損なうところであった。画像右 : 宍原第一高架橋の同工法。 |  | |

新東名は急峻な山間部を貫く区間もあることから、それに伴う環境的配慮を行なった。山間部に建設される橋脚の基礎の構築において、従来は山肌の斜面を平坦にして、その上で地面を掘削する工法が主流であった。しかし、これでは特に急斜面の場合、掘削範囲が大規模化して地山の緩みや自然環境に与える影響も大きい。さらに完成後の維持管理に要する負担も大きいことから、新たな基礎部分の掘削方法を開発したが、これが竹割り型土留め工法である。
その築造方法は、斜面の形状に合わせて型枠をリング状に組み、それを吹きつけコンクリートで覆ってリングビームを築造する。それをガイドとしてロックボルトと吹きつけコンクリートで地山を補強しながら垂直方向に掘削してコンクリート壁を下方に延伸するものである。掘削範囲は橋脚周りのみで、新東名の特徴の一つである山岳橋梁の建設に有効に作用した。これにより、急傾斜地を大規模に削り取る場合に比べて掘削範囲が小さいため、自然環境や景観に与える影響を抑えることができた。

#### 生物多様性保全
上述の竹割り型土留め工法における森林保全や、新佐奈川橋における橋脚位置が鳥類の狩り場における飛翔空間確保や、川に影響を及ぼさないことを前提に決定された旨を述べた。このように新東名の建設では生物多様性保全に関する幾つかの取り組みがなされており、以下、その内の代表的な例を挙げる。
自然性豊かな区域を通過する場合、建設時に樹木の種子を採取し、予め高速道路総合技術研空所緑化技術センターで苗木を育てて「地域性苗木」として高速道路ののり面などに植える取り組みが既に全国で展開されている。移入種による遺伝子の錯乱を防止し、地域の生態系・種・遺伝子のレベルでの生物多様性を保護するために新東名でも積極的に同様の取り組みが行われている。
浜松いなさJCTは的場川の上に建設された。的場川はホタルの生息箇所として有名であり、ジャンクションの建設ではこうした河川環境を保全する努力が払われた。通常、橋の建設では桟台や支保工を必要とするが、河川への影響を抑えるために河川に架かるランプウェイと本線建設ではこれを無くし、代替工法としてプレキャストセグメント工法を導入した。本線の場合、各橋脚間に架設桁を設け、これを伝ってセグメント（主桁）がつなぎ合わせられることにより、桁の架設は空中施工とされ、架設の設備を地上に設置する場合と比べて河川への影響を抑えた。一方でDランプ（新東名の下り線から分岐して東名高速、三遠南信自動車道方面に向かうランプウェイ）の場合、大きくカーブすることからクレーンによるセグメントの架設となったが、ランプ直下に的場川が並行することから、それを避けて並行する工事用道路にてクレーンを設置のうえ架設した。このDランプにおけるセグメントの架設は、ホタルの陸上における活動期の3 - 6月の間は中止の処置をとった。また、工事期間中は生息環境調査を実施し、ホタルへの影響を調べた。工事の現場内にはホタルの産卵場としてビオトープを整備し、のちの調査ではホタルの幼虫がビオトープ内にも生息していることが確認された。

## 災害時の対応

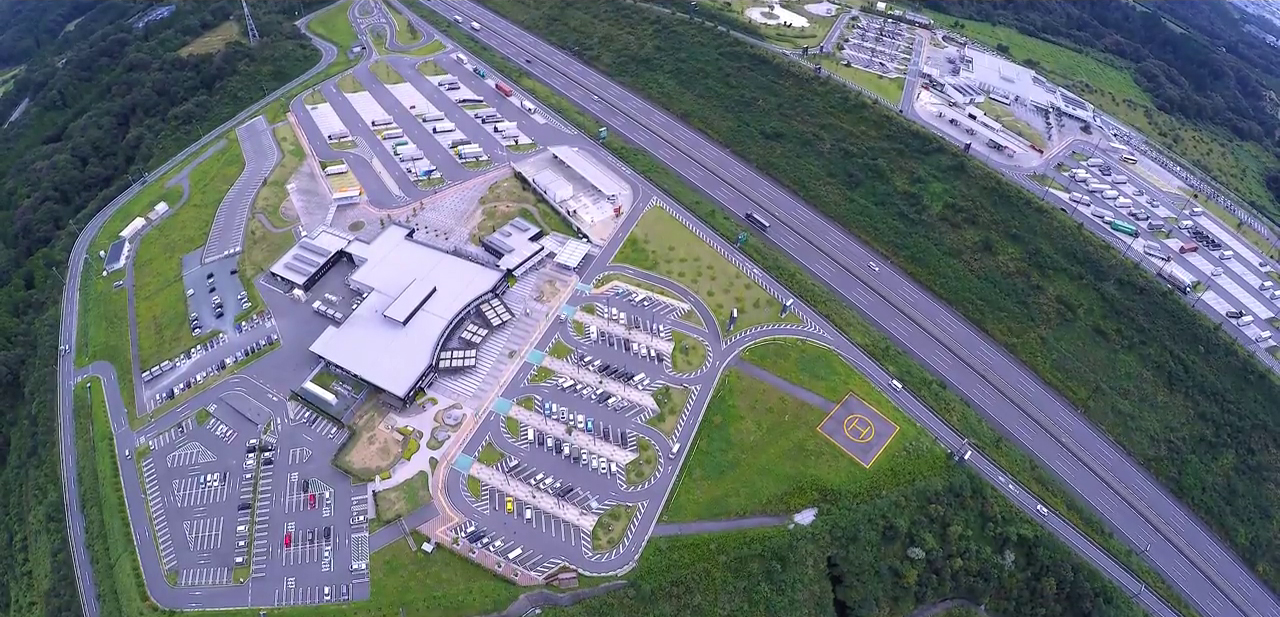
浜松サービスエリアに併設されたヘリポート（画面右側）。

日本は地震国であると共に山岳、積雪地帯が多く、加えて台風の通過も多々あることから、それに伴う津波・高潮・崖崩れ・豪雪等の自然災害にさらされやすいという特徴をもっている。高速自動車国道をはじめとした幹線道路はこうした自然災害に強い構造をもっているため、自然災害発生時には物資の緊急輸送路としての性格も併せ持っている。
これについては長崎県で1982年（昭和57年）7月に発生した集中豪雨により大規模災害が発生し（長崎大水害）、その際に幹線道路が被災地域の復旧に多大な貢献をしたという事例があった。今回の豪雨が去ってのちの救援活動が交通路の混乱によって意外にはかどらなかった結果、災害発生の2日後には45万人が孤立して長崎が陸の孤島と化し、外部からの救援物資がほとんど届かない事態に陥った。これにより野菜の入荷が途絶え、中央市場の在庫が底をついて価格が軒並み高騰するなど市民生活に大きな影響が出た。そして4日目に至り主要幹線道路が緊急物資の輸送に限って通行可能とされた。新聞はこれを「待望の生活道路の開通」と書き立てたが、これは幹線道路の隠された本質を的確に言い表しており、平常時では決して見えない、こうした異常事態になって初めて幹線道路が実は最も根幹となる生活道路であることが証明された事例であった。
新東名も異常時の緊急輸送路、避難路としての使命を帯びており、その一環として新東名の休憩施設にヘリポートや自家発電設備、一般道からの出入りに対応する緊急開口部、防災拡声放送装置、緊急地震速報装置を設置している。また、一部の休憩施設では地下水を利用できるよう設備の設置が行われている。ヘリポートは災害発生時のみならず、高速道路上や周辺地域での事故の際にも活用され、ドクターヘリによる救急医療活動への貢献を目的としている。また、防災への備えを強化するために陸上自衛隊東部・中部方面隊や国土交通省中部地方整備局と防災に関する協定を結んでいる。なお、2013年（平成25年）2月には、静岡県によって大規模災害時における孤立地域への緊急物資搬入等の航空受援訓練のために、駿河湾沼津SAが訓練場所として活用された。当日は静岡県警航空隊や自衛隊、在日米軍のヘリコプターが参加して発着訓練を行なった。
実際に災害発生において新東名が活用された事例としては、2009年（平成21年）8月11日に発生した駿河湾地震で東名高速道路の一部区間が通行止となったことから、迂回路の混雑緩和のために、8月15日9時から16時まで、大井川橋（静岡県島田市牛尾 - 同市相賀間）の上り線（約1.3 km）を普通車・小型車のみ緊急に供用している。
また、2011年（平成23年）3月11日に発生した、東北地方太平洋沖地震（東日本大震災）の際に大津波警報が発表されたことにより、それぞれ海に面する由比海岸付近が約22時間にわたって通行止となった東名高速道路と国道1号の代替道路として、工事中の新東名が緊急車両のみ通行可能となったこともある。
2024年8月30日、台風の接近にともなう大雨で発生した土砂災害の影響で国道246号新善波トンネル付近（神奈川県秦野市名古木 - 伊勢原市西河内間）が通行止めになったことから、代替路措置として同日午前10時から9月9日午前6時まで、厚木南IC - 秦野丹沢SIC、厚木南IC - 新秦野IC、伊勢原大山IC - 秦野丹沢SIC、伊勢原大山IC - 新秦野ICの4区間の通行料金を無料とした（対象区間を越えて通行する場合は対象区間も含めた通行料金が発生する）。

## その他

### 海老名南JCT以東の計画と武相幹線
| 整備計画区間における起点の海老名南JCT付近。画像左 : 住宅街に囲まれた更地である東京方面の本線建設用地最東端からジャンクションを望む。これより東（画像手前）の区間は基本計画以下にとどまっている。画像右 : 海老名南JCTに連結する相模川橋。橋脚は将来の拡幅が困難であることから完成形の片側3車線とランプ部を含めた仕様であるが、その先の横浜、東京方面に延伸する目処は立っていない。  |  | 整備計画区間における起点の海老名南JCT付近。画像左 : 住宅街に囲まれた更地である東京方面の本線建設用地最東端からジャンクションを望む。これより東（画像手前）の区間は基本計画以下にとどまっている。画像右 : 海老名南JCTに連結する相模川橋。橋脚は将来の拡幅が困難であることから完成形の片側3車線とランプ部を含めた仕様であるが、その先の横浜、東京方面に延伸する目処は立っていない。 |
| 整備計画区間における起点の海老名南JCT付近。 画像左 : 住宅街に囲まれた更地である東京方面の本線建設用地最東端からジャンクションを望む。これより東（画像手前）の区間は基本計画以下にとどまっている。画像右 : 海老名南JCTに連結する相模川橋。橋脚は将来の拡幅が困難であることから完成形の片側3車線とランプ部を含めた仕様であるが、その先の横浜、東京方面に延伸する目処は立っていない。 |  | |

海老名南JCTより東側は横浜市までが基本計画路線、それ以東は青写真である予定路線である。かつて建設省は第二東名の東京側をできれば首都高速道路に接続させ、その手前で東京外環自動車道に、横浜寄りでは首都圏中央連絡自動車道（圏央道）に接続させたいと意思表明していた。この内、実現しているのは圏央道（海老名南JCT接続）のみである。新東名の東京側の計画を推進するにはまず、受け皿となる道路の整備が必要とされ、それがないと新東名を都心に延長しても大渋滞を引き起こすと推測されている。
なお、横浜市内では横浜環状道路の計画が推進されており、この内の西側ルートについて横浜市は、新東名のルートとして利用するよう求めてきたが、確定していない。
こうした海老名市以東の新東名計画線を神奈川県では、横浜足柄連携軸を形成する「武相幹線」の一部として位置づけている。上述の横浜環状道路の西側ルートは、2019年（平成31年）時点の計画ではこの武相幹線と接続することになっているが、横浜市は武相幹線の計画位置については具体的なルートを示すものではないと断っている。

### 利用道路の選択
利用者は任意で東名、新東名の通行を選択できる。新東名は東名よりも若干距離が短いうえに、新東名の曲線半径と勾配は東名よりも改善されていることから、特に長距離走行の自動車および、荷物を積んだ非力な大型トラックの場合は、新東名の走行が適しているとされる。
かつて新東名がまだ計画段階にあった頃、東名と新東名の棲み分けについて様々な議論があって、その一例として、新幹線になぞらえて東名を「こだま」、新東名（当時は第二東名）を「ひかり」にたとえて、両者を機能分担するべきであるという議論があった。根拠としては、新東名の方が走行速度が高く、インターチェンジ間隔も長いことで長距離の自動車専用道路としてうってつけと言うのである。また、長距離、短距離の別ではなく、乗用車と貨物車両（トラック）の別に分ける方が適正であるという意見もあった。これについて建設省と日本道路公団は、以下の理由から役割分担を否定してあくまで混合運用に徹するという見解を出した。
まず、東名の利用実態から、利用する曜日や時間帯によって乗用車とトラックの交通量が大きく変動し、昼は乗用車、夜は貨物車がそれぞれ卓越する。そして平日は貨物利用が多く、休日は少ないというデータからも、利用交通の変動が大きいことが確認されており、もし両道路を機能分担してしまうと、時間帯や休日によって道路の利用効率が著しく変動して施設の有効利用がはかれない問題がある。いまひとつは、事故や災害、補修工事に伴う交通規制における代替性を図るという意味からも、両道の機能を一本化しておく必要があるとしている。

### 周回走行の扱い
東名と新東名が連絡路で結ばれるという路線形態から、不正に大回りのうえ通行料金を安く抑えるという不正走行の事例が新東名開通直後から問題化した。例えば、横浜青葉ICから東名に入って三ヶ日JCTおよび浜松いなさJCT折り返しで東名川崎ICで流出して通行料金300円という事例である。これにはサービスエリア（SA）が高機能化していることで、これらのSA巡りのために不正通行に至ることがあるとされるが、NEXCOでは不正通行については徴収金を加えて3倍額を請求するという規則がある。基本的に2通りの経路がある場合は、実際の走行経路に関わらず短い経路の料金で徴収するが、実際の走行距離が最短経路の2倍を超える場合はその対象から外れ、距離に応じた支払いが必要となる。不正通行の場合、所要時間が長すぎる場合はETCゲート通過時にバーが開かない等の対策および、ゲート以外にも不正走行を感知するシステムが構築されている。NEXCOでは周回走行車は料金所で係員に申告することを要請している。

### 隊列走行
トラックドライバーの人手不足を解消するべく、自動運転技術を駆使して縦列に3台並んだトラックを1人が運転することを目標とする走行実験が2018年（平成30年）1月23日に新東名で行なわれた。実験では約15 kmを走行、先頭車両のみ運転手がアクセルとブレーキを操作し、後続車を無線で制御した。なお、後続車2台には運転手が乗車し、ハンドル操作のみ担当した。2020年の実用化を目指すという。この隊列走行のメリットは、人手不足解消の他に燃費改善がある。トラックは高速走行すると空気抵抗が増大して燃費が悪化するため、隊列走行によって2台目以降は空気抵抗が小さくなることで、25トントラックが時速80キロ、車間距離4 mで走行すると、3台の平均で約15パーセントの燃費改善につながるとされている。
先述した静岡県内の新東名の全線6車線化の動きは、トラックのダブル連結や隊列走行を実施しやすくする意図も含まれている。

### 自動運転専用レーン
2023年（令和5年）3月31日に、沼津・浜松間のおよそ100キロの区間に自動運転専用のレーンを設ける計画があることが公表された。
2025年（令和7年）3月3日、駿河湾沼津SA - 浜松SA間において自動運転トラックの実証実験が開始された。

### 東海道物流新幹線構想
新東名の中央分離帯を使って、東京 - 大阪間に貨物列車専用の東海道物流新幹線を敷設する提言が2009年（平成21年）12月に「東海道物流新幹線構想委員会」（物流関係者や有識者で組織）よりなされた。これにより約600 kmの距離を約6時間30分で結び、トラックの荷物を列車に載せ替えるほか、トラックそのものを列車に搭載するとしている。その効果として、二酸化炭素削減やトラックドライバーの人手不足の代替を担うことが見込まれているが、約2兆円とされる事業費をどう工面するかの道筋は立っていない。

### メディアとの関係
NEXCO中日本協力のもと、開通前の和田島トンネルでは、テレビドラマ『コード・ブルー -ドクターヘリ緊急救命-』の撮影が行われていたり、他のトンネルや本線上でテレビ撮影も行われている。他にも、浜松いなさJCT - 豊田東JCT間の開通に合わせて、中日本高速道路とドワンゴによる共同IP製作プロジェクト「幻想交流」が立ち上げられ、道路施設であるサービスエリア・パーキングエリアを擬人化したキャラクターが登場する異世界と、NEXCO中日本やドワンゴが登場する現実世界が入り混じった幻想的な世界観をベースとして、メディアミックス展開が進められている。

## 地理

神奈川県内の通過自治体。

静岡県内の通過自治体。

愛知県内の通過自治体。

### 通過する自治体
本線
- 神奈川県
  - 
    - 海老名市
    - 厚木市
    - 伊勢原市
    - 秦野市
- 静岡県
  - 
    - 駿東郡小山町
    - 御殿場市
    - 裾野市
    - 駿東郡長泉町
    - 沼津市
    - 富士市
    - 富士宮市
    - 富士市
    - 富士宮市
    - 静岡市
      - 清水区
      - 葵区

    - 藤枝市
    - 島田市
    - 掛川市
    - 周智郡森町
    - 磐田市
    - 浜松市
      - 浜名区
- 愛知県
  - 
    - 新城市
    - 豊川市
    - 岡崎市
    - 豊田市

清水連絡路
- 静岡県
  - 
    - 静岡市
      - 清水区

引佐連絡路
- 静岡県
  - 
    - 浜松市
      - 浜名区

### 通過予定の自治体
本線
- 神奈川県
  - 
    - 足柄上郡松田町
    - 足柄上郡山北町

### 接続する高速道路
- C4 首都圏中央連絡自動車道（海老名南JCTで接続）
- E1 東名高速道路（伊勢原JCTで接続）
- 厚木秦野道路（伊勢原大山ICで接続 : 計画中）
- 厚木秦野道路（新秦野ICで接続 : 事業中）
- E1 東名高速道路（御殿場JCTで接続）
- E70 伊豆縦貫自動車道（長泉沼津ICで接続）
- 西富士道路（新富士ICで接続）
- E52 中部横断自動車道（新清水JCTで接続）
- E1 東名高速道路（清水連絡路を経由して清水JCTで接続）
- 静岡南北道路（新静岡ICで接続）
- E69 三遠南信自動車道（浜松いなさJCTで接続）
- E1 東名高速道路（引佐連絡路を経由して三ヶ日JCTで接続）
- E1A 伊勢湾岸自動車道（豊田東JCTで直結）
- C3 東海環状自動車道（豊田東JCTで接続）

## ギャラリー

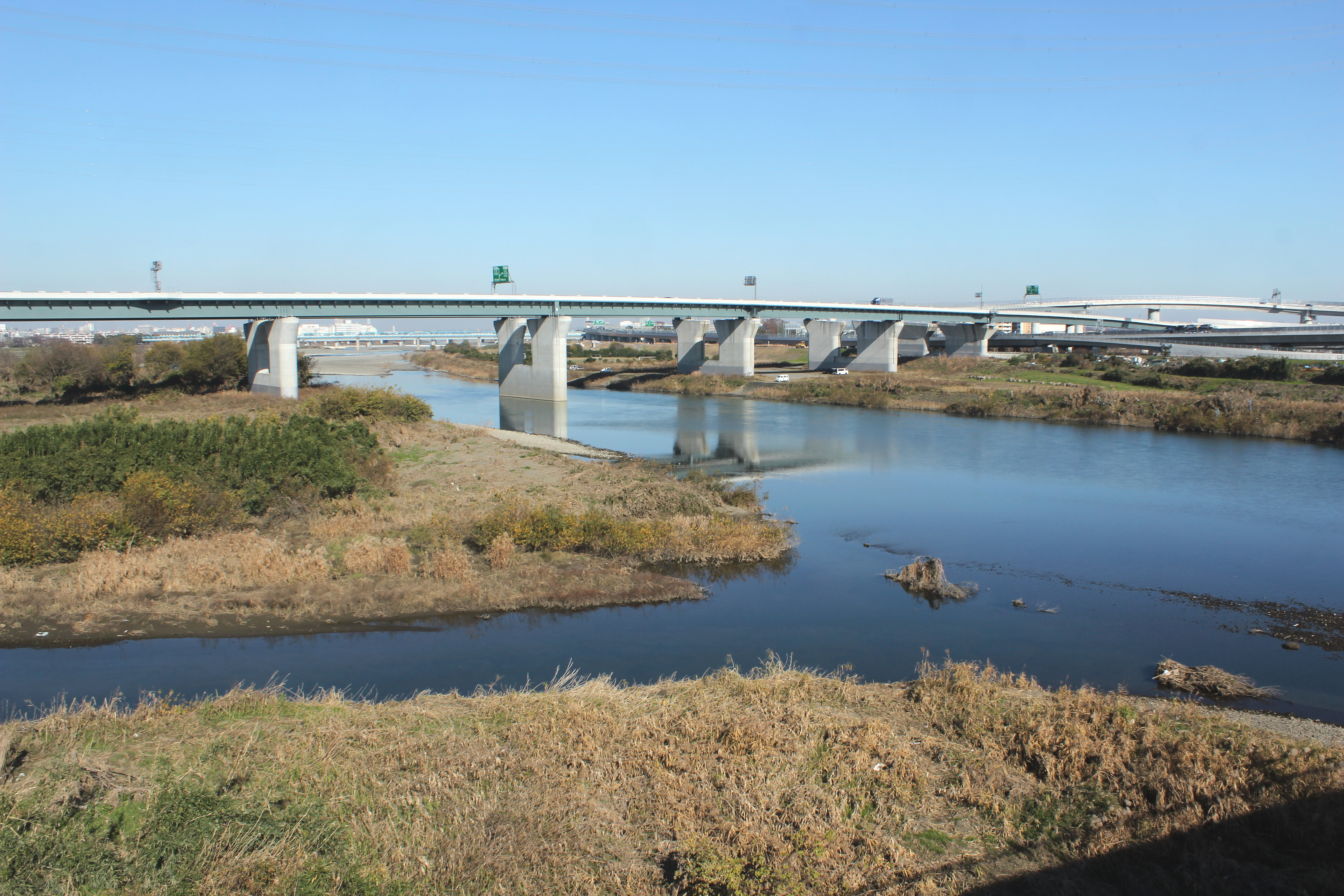
起点の海老名南JCT付近。直ちに相模川を渡河して厚木南ICを通過。
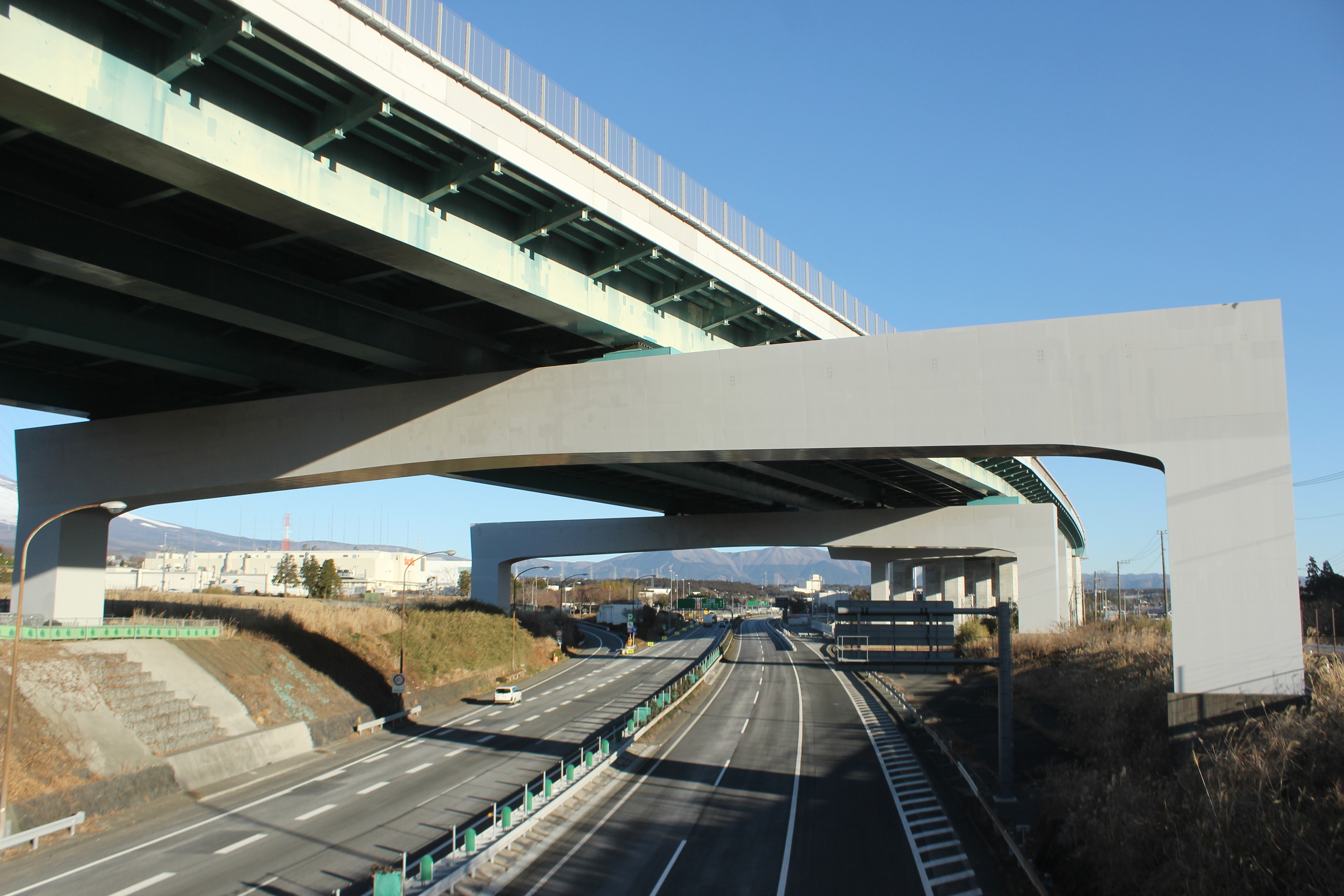
御殿場市駒門にて東名を横断。これ以西は東名に対して山側となる。
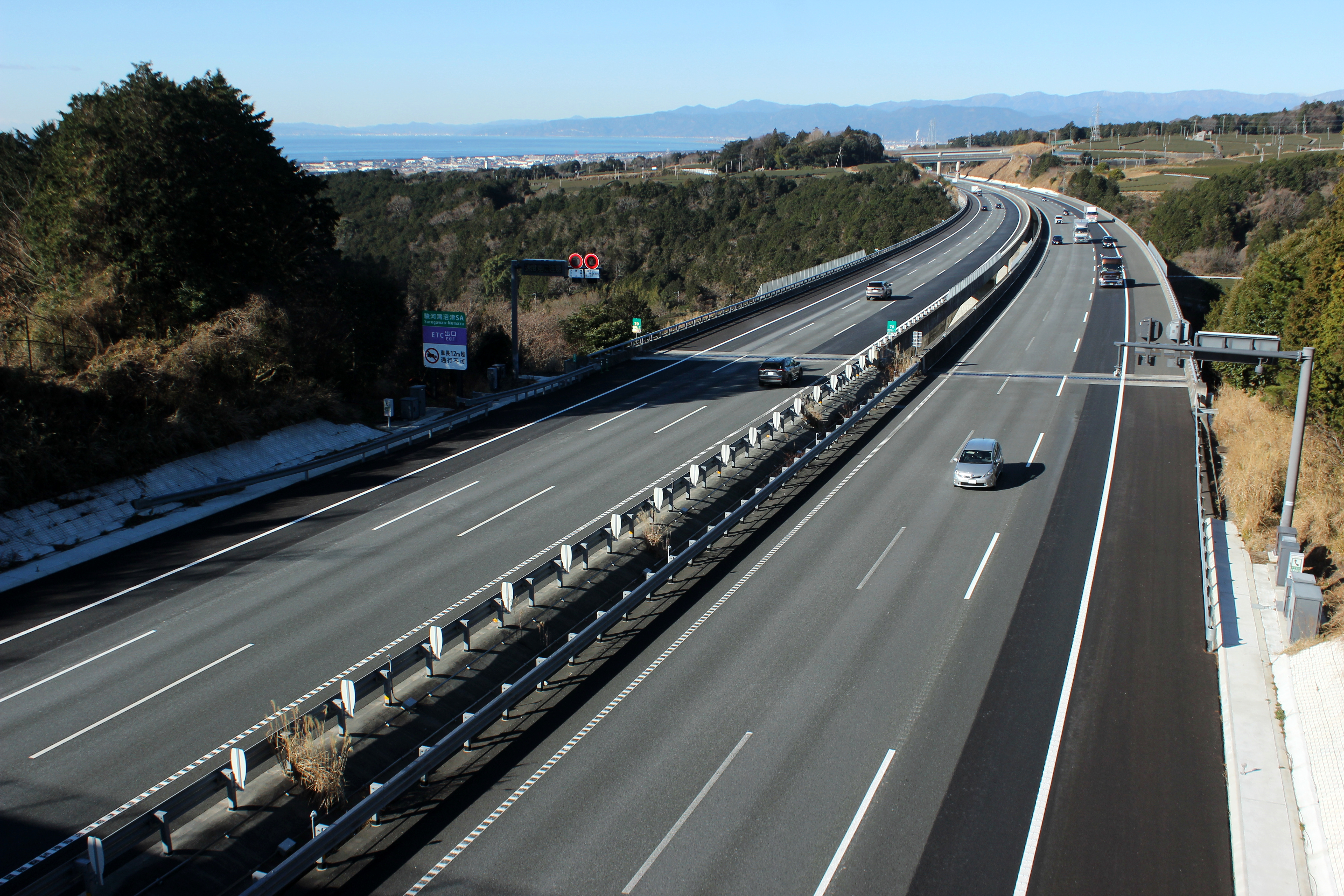
駿河湾沼津SA/SIC付近。左奥は駿河湾。
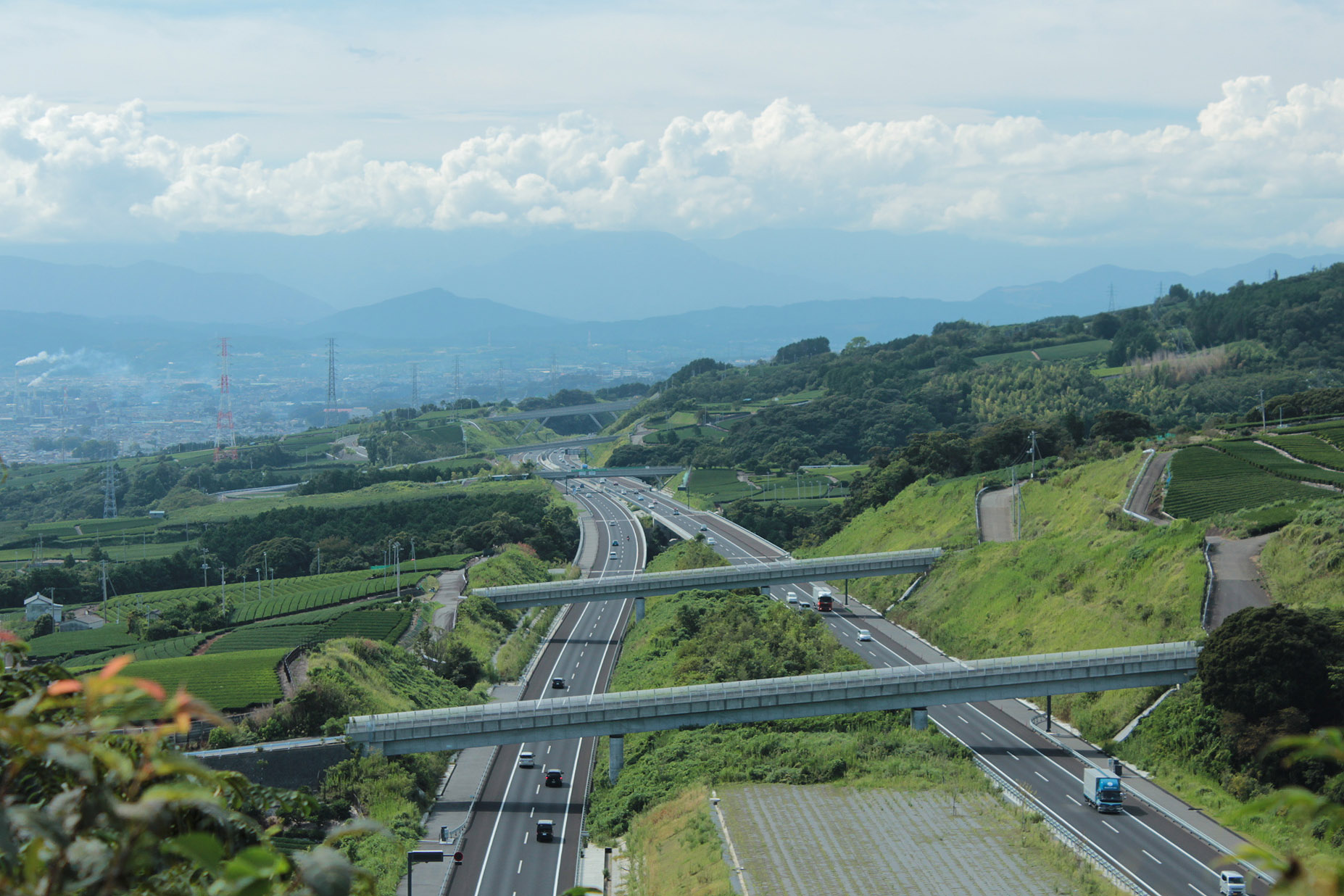
駿河湾沼津SA - 新富士IC間。茶畑の広がる丘陵地帯を通過。
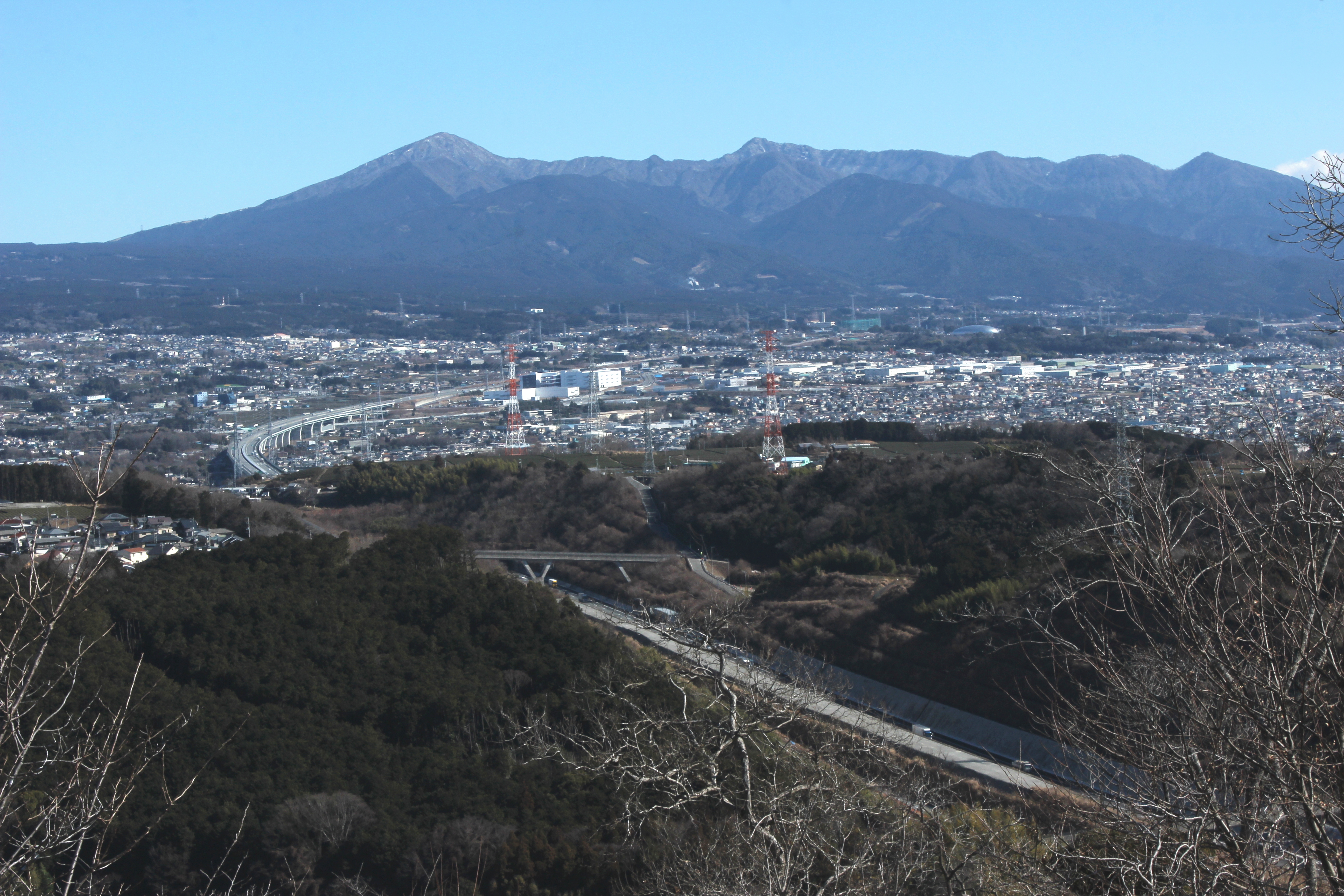
新富士IC - 新清水IC間。
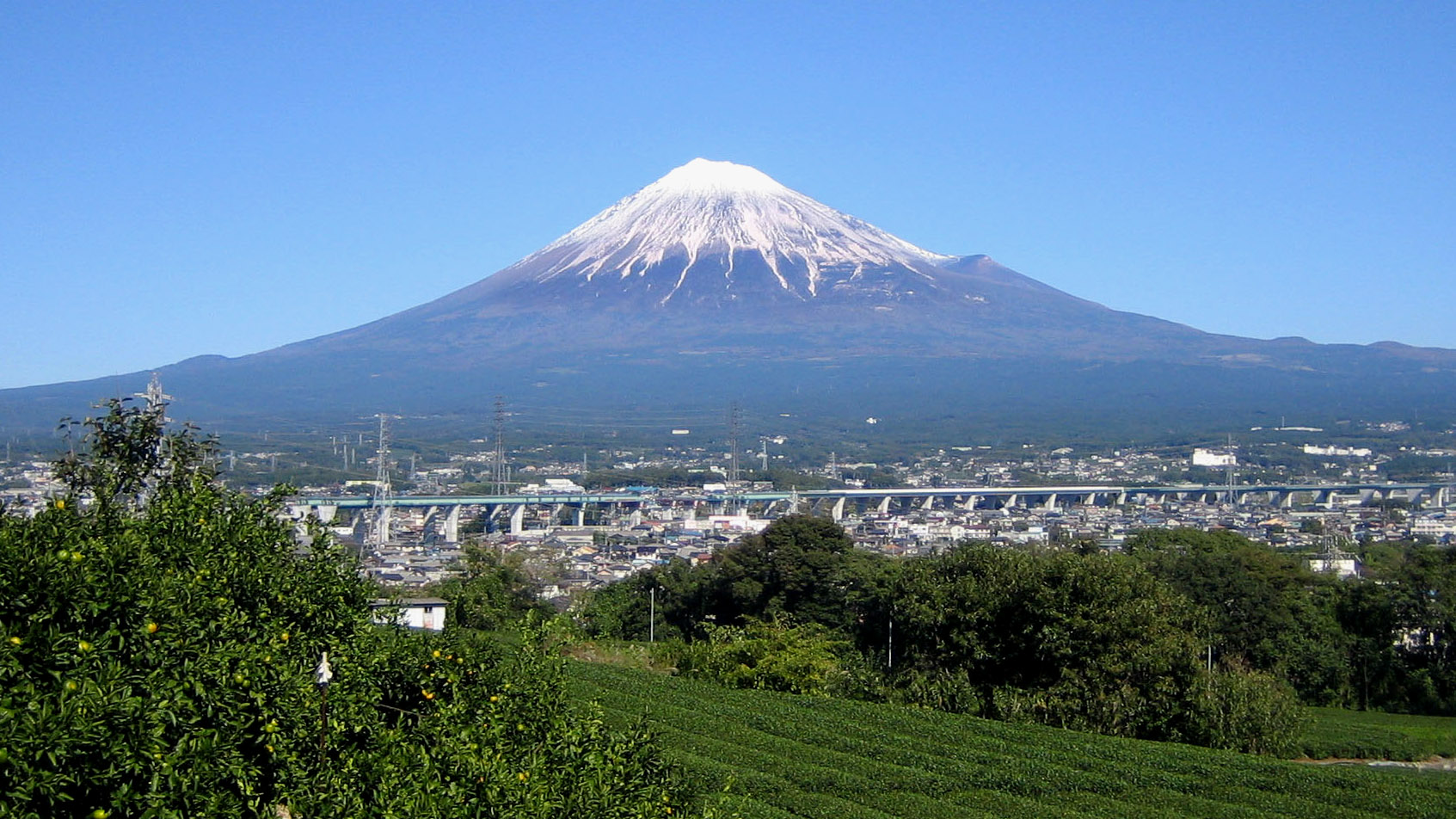
新東名高速道路と富士山（新富士IC付近）
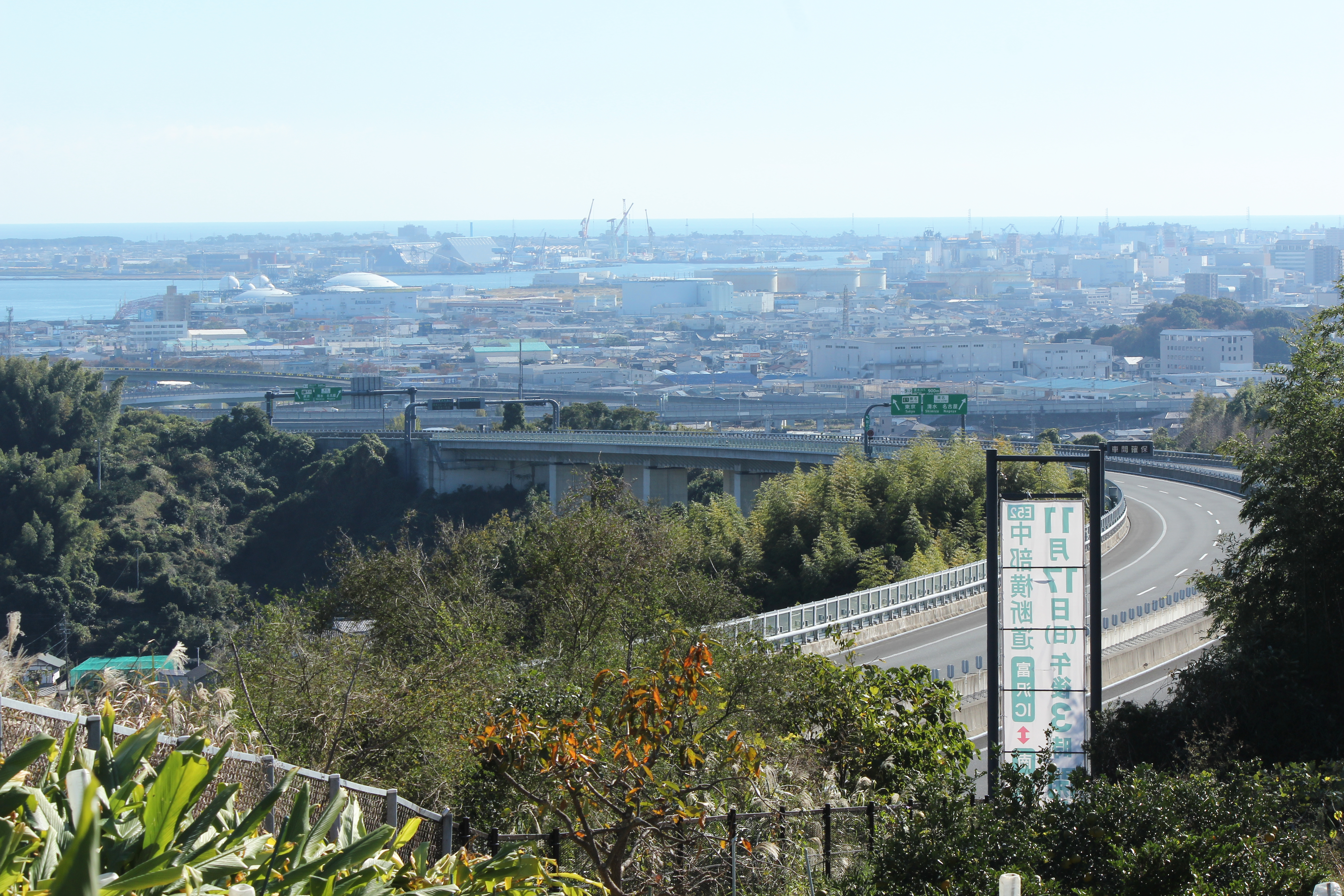
清水連絡路。奥は清水港。
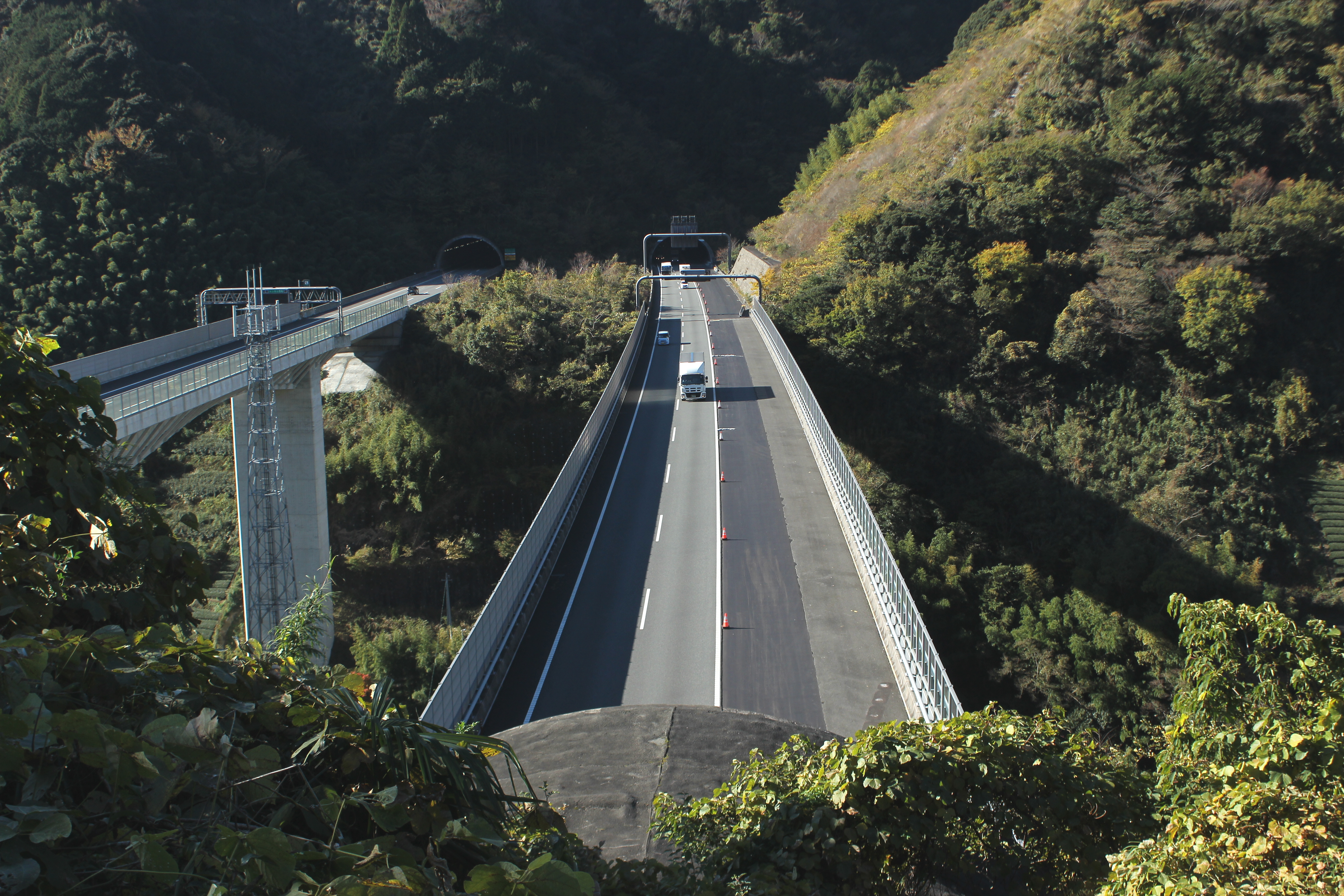
新清水JCT - 新静岡IC間。山間部通過のためトンネルが連続する（伊佐布トンネル付近）。
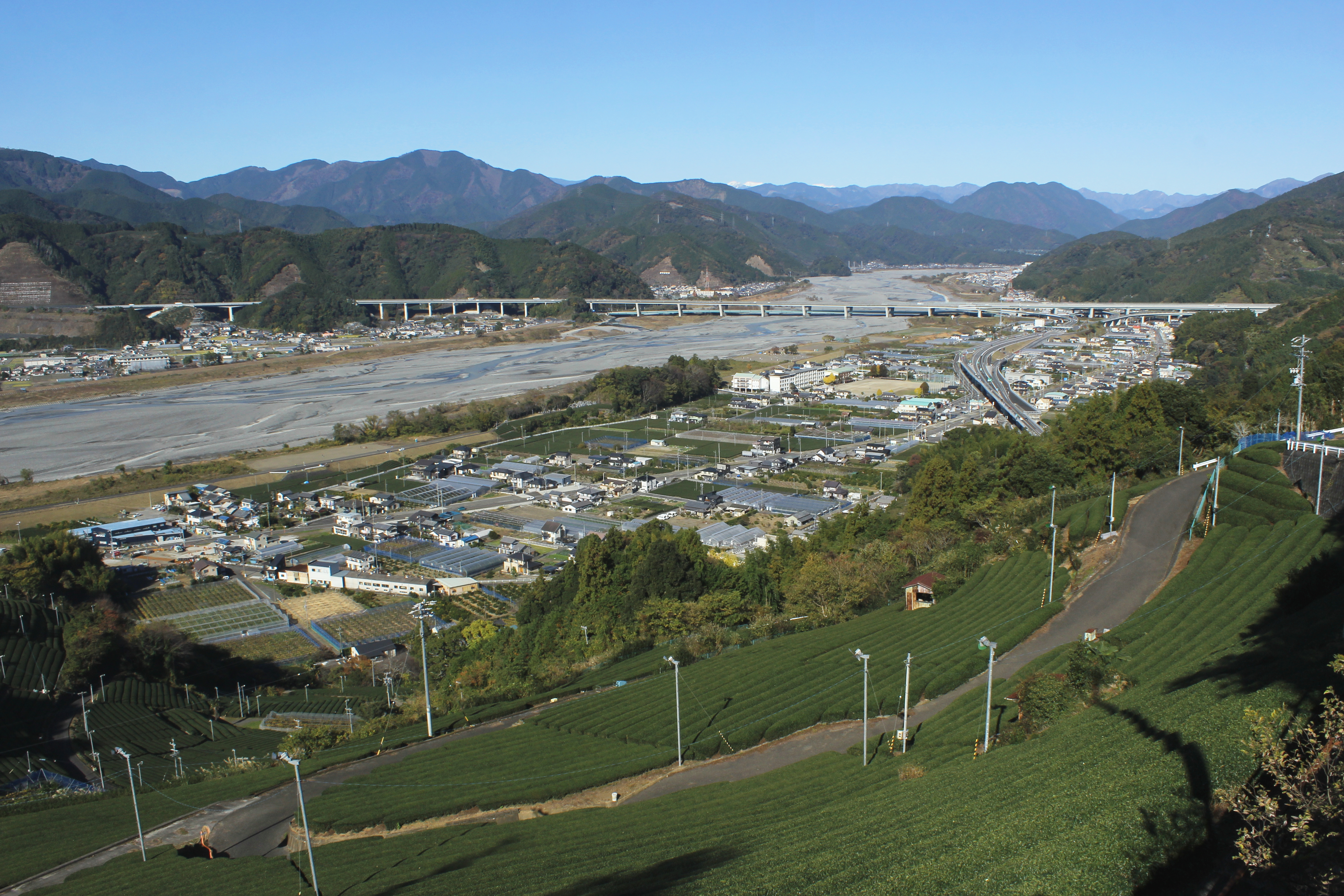
静岡市街を経て駿河湾に注ぐ安倍川を渡河（新静岡IC付近）。
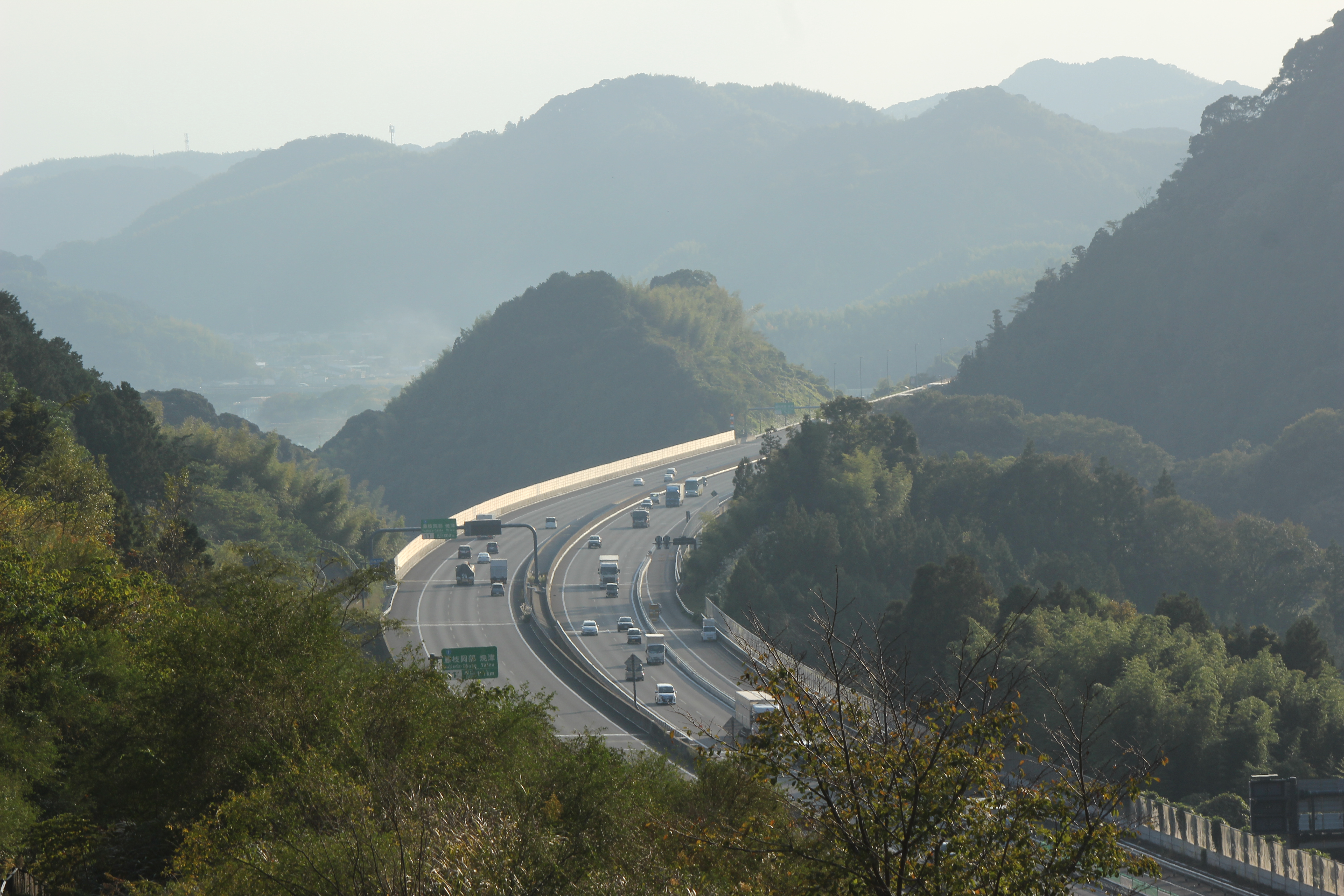
藤枝岡部IC付近。
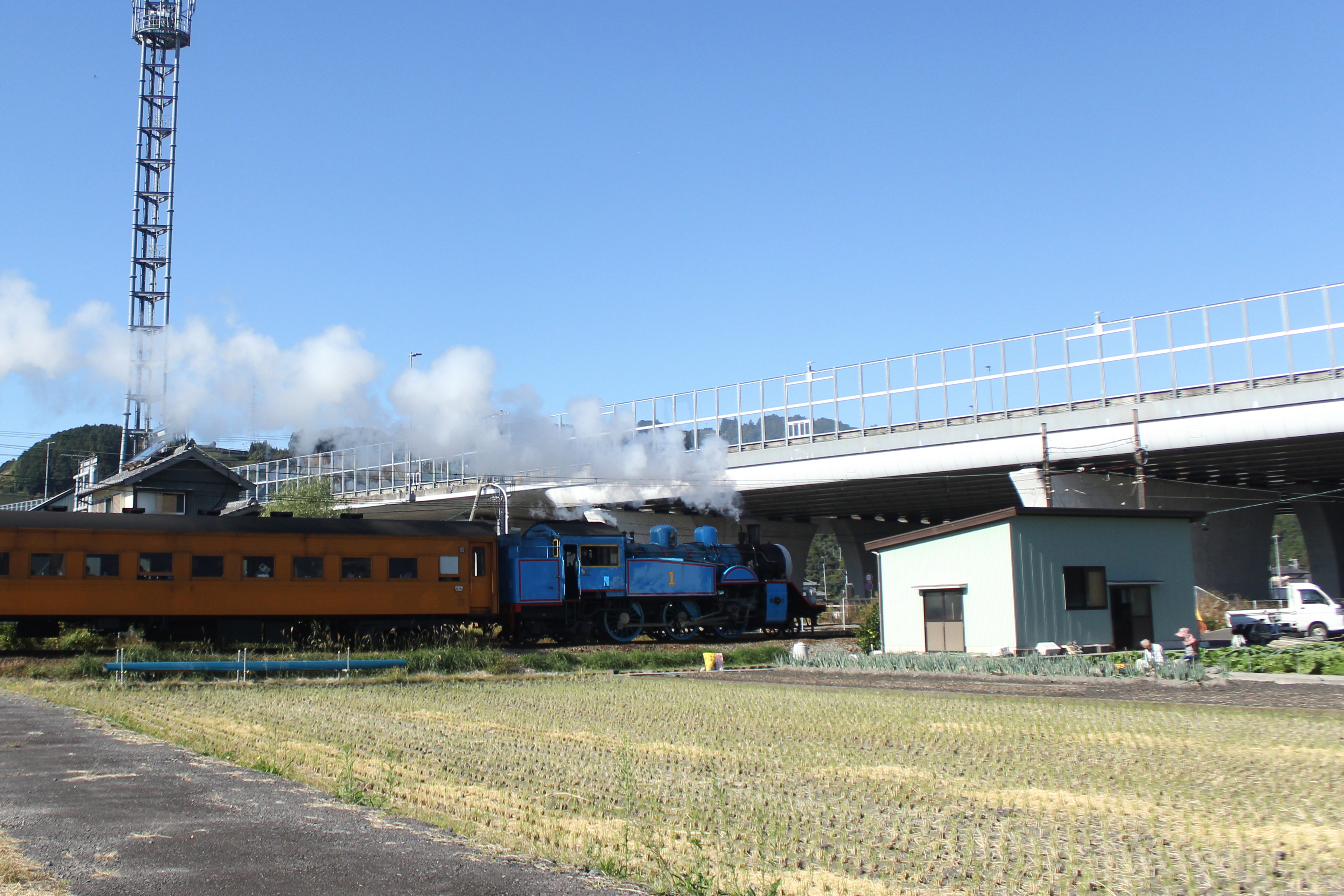
島田金谷IC付近。大井川鐵道と交差することでSLとの組み合わせを見ることが出来る。
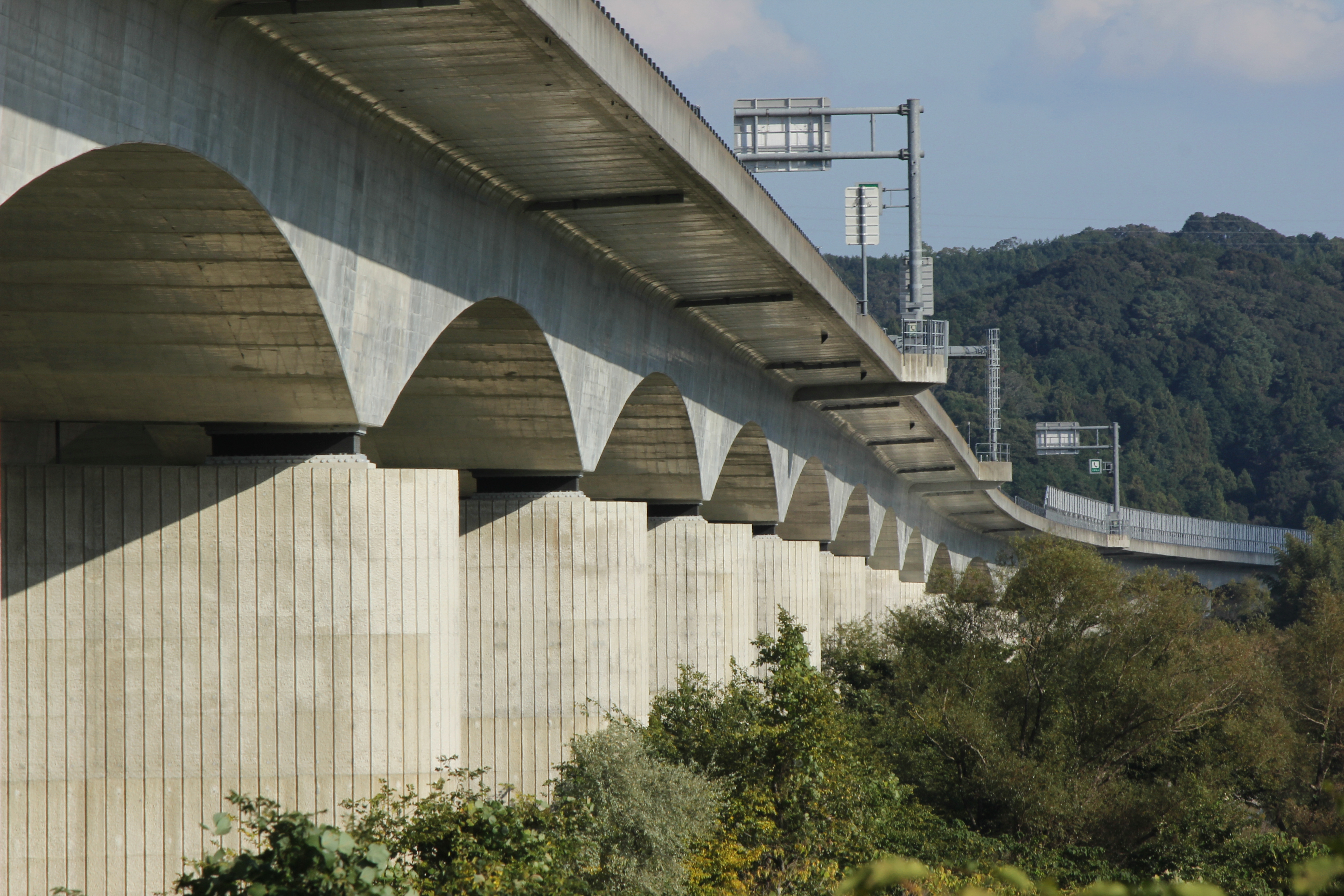
天竜川の渡河にはアーチが特徴的な橋梁を渡る。
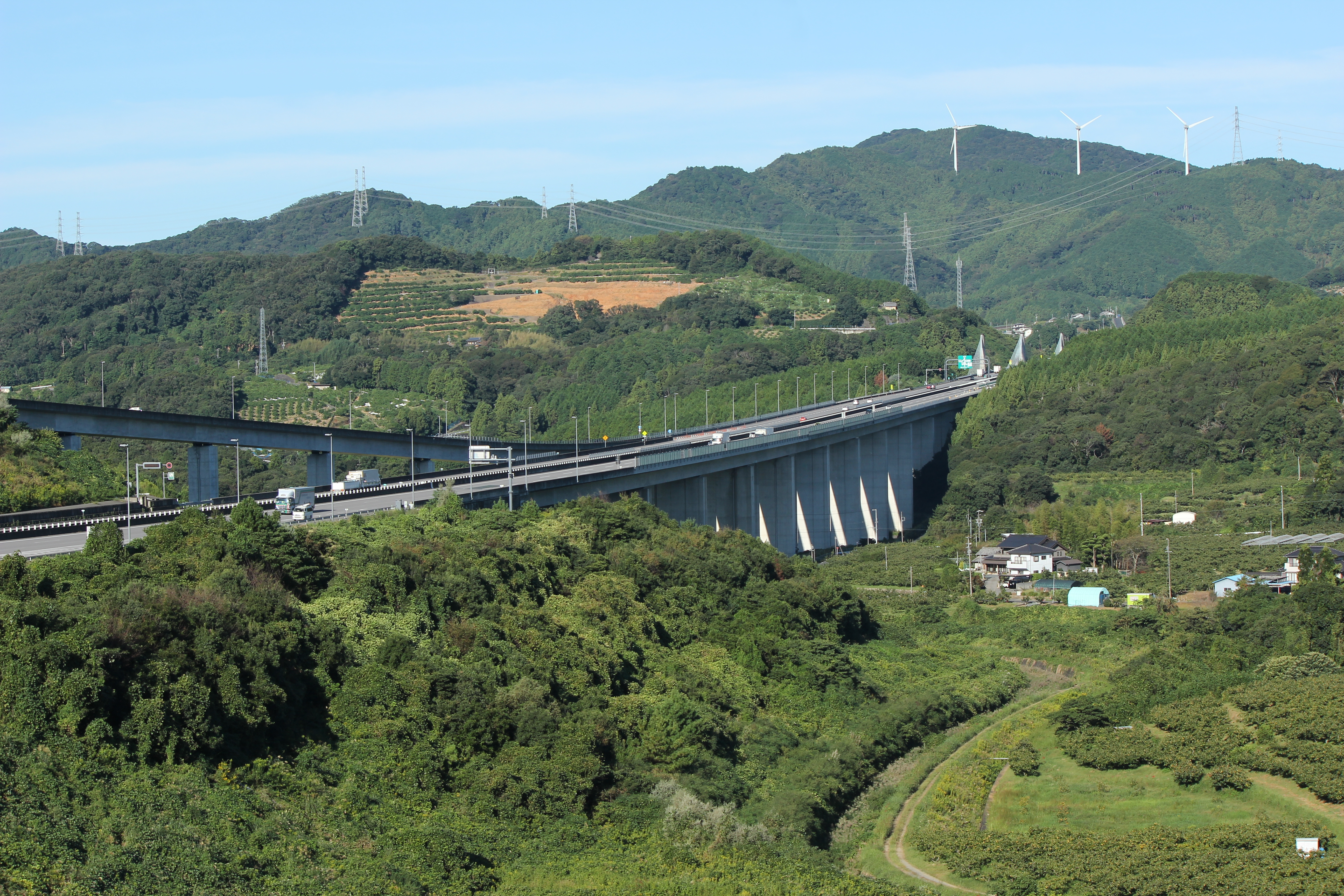
浜松SA - 浜松いなさJCT間。都田川橋と風力発電施設を望む。
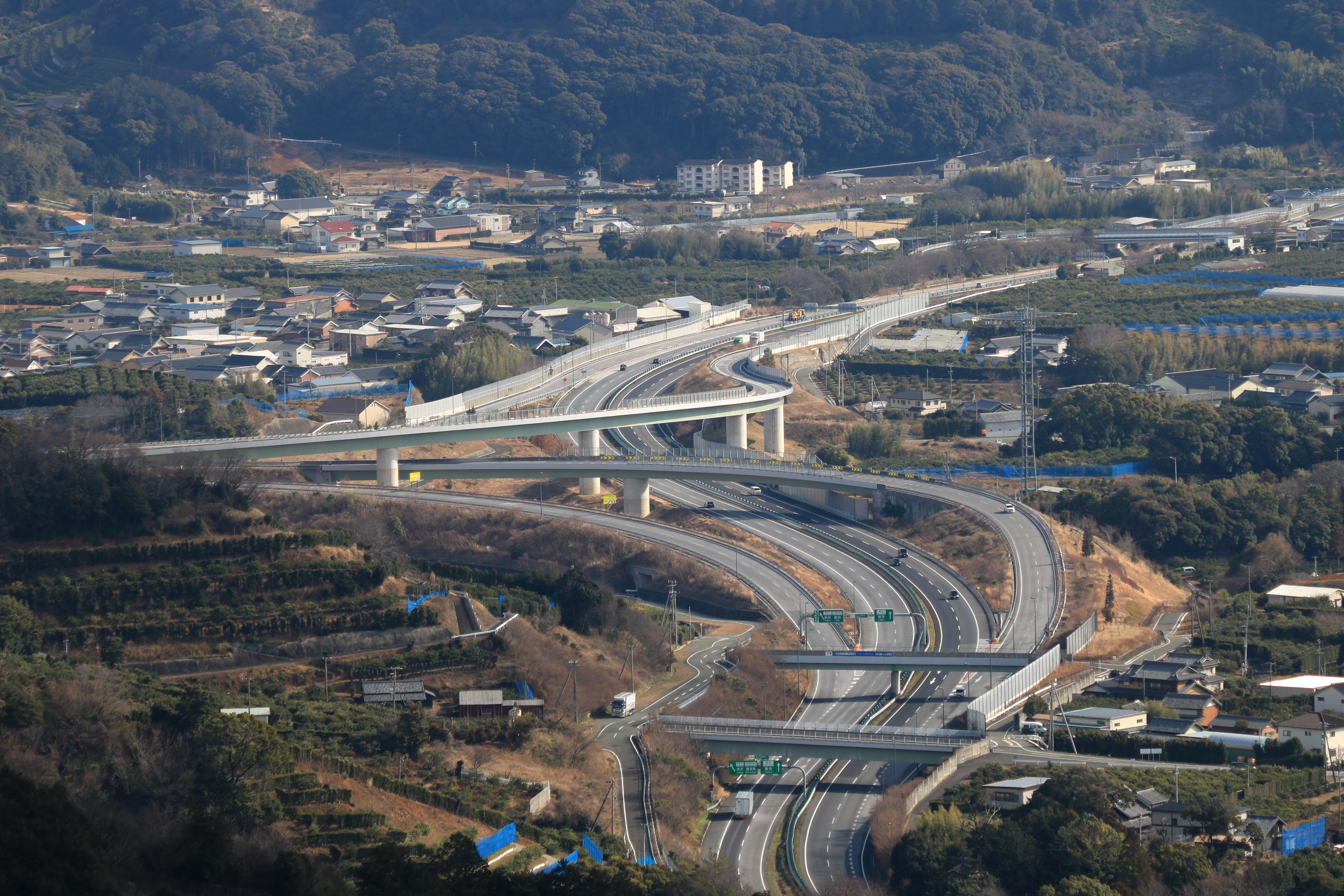
三ヶ日JCT（静岡県浜松市）
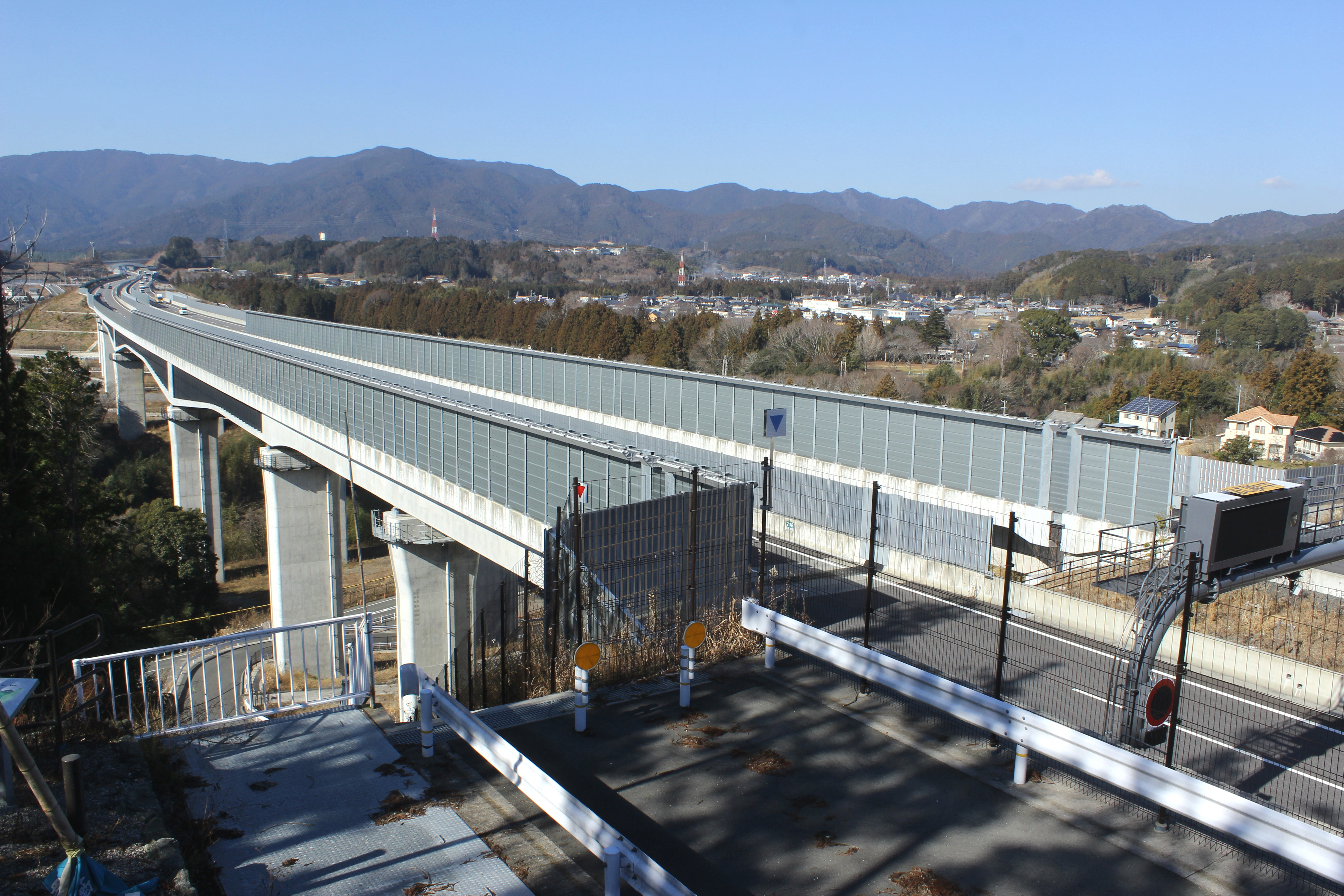
新城IC付近。戦国時代の激戦地をわけ隔てるようにして通過。
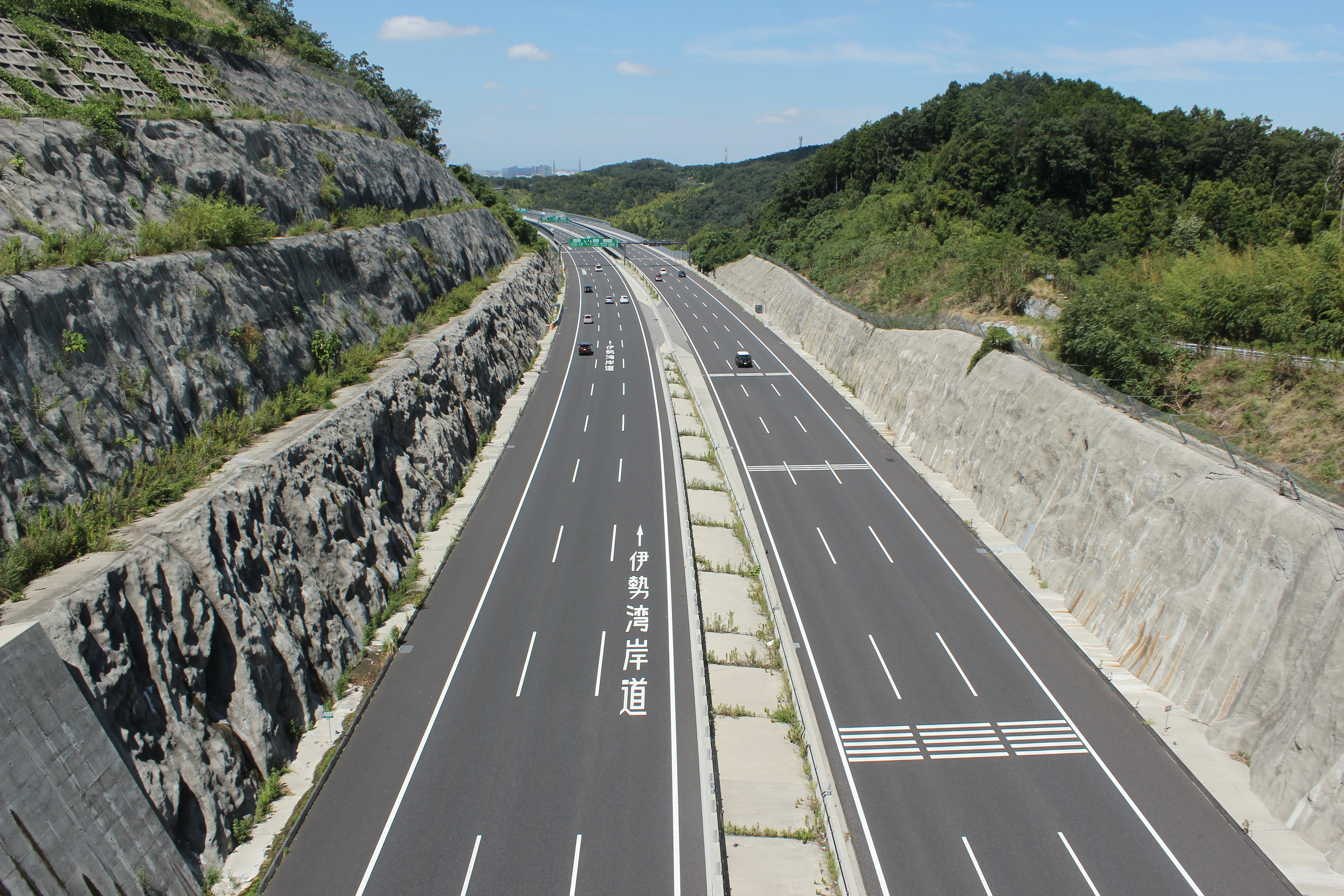
終点の豊田東JCT付近。この先は伊勢湾岸自動車道となる。